# 大塚明夫
大塚 明夫（おおつか あきお、1959年〈昭和34年〉11月24日 - ）は、日本の声優、ナレーター、俳優。東京都新宿区歌舞伎町出生、国立市出身。マウスプロモーション所属。父は声優の大塚周夫。

## 来歴

### 生い立ち
東京都新宿区歌舞伎町にあった新宿赤十字産院（後の新宿赤十字病院）で生まれ、小学校入学時に国立市へ転居。
役者として活動する前は、役者である父の周夫とうまくいっておらず「誰が役者になんかなるか!」と息巻いて大学を中退。製薬会社に勤めるが、3、4日で退社し、父の周夫に「会社をやめてきたので、居候させて」と言っていた。その後、マグロ漁業の船に乗ろうと考えていたが、歯の治療が間に合わず、乗る予定だった船も座礁して乗れなかったという。23歳まではトレーラーの運転手をしていた。その後、「ちょっと待てよ？」、「このままこの仕事を続けていても、歳を取ったとき、同じように働き続けるのは難しいのではないか」と考えるようになり、毎日の生活がルーティーンになっていることに退屈し、モヤモヤを解消しようと月給のもらえる社会人からドロップアウト。そのころ、ある女性を好きになったものの、その女性には劇団員の彼氏がおり「男の人は夢があるほうが素敵」と言われ交際を断られたことがきっかけとなり、「役者になってやる」と発奮する。
それまで中途半端に生きていたため、選択肢が多いわけではなく、その限られた選択肢の中で「乾坤一擲、夢があるほうに進もう。」と考えて、役者の世界に足を踏み入れる。母とは「30歳で目処がつかなかったら辞める」という話をしており、「目処は付くはずだ」という自信があったが、「みんなも夢を持とう！」とは決して言えなかった。

### キャリア
最初は仲代達矢主宰の無名塾の入所試験に臨み、受験者1000人中6人まで選考に残ったが、塾長の仲代の方針でその年は女性しか取らないということで落選。次に父から学費17万を借りて、文学座の養成所である文学座演劇研究所に入所するも、研修生には残れず1年で卒業。その後、賀原夏子主宰の劇団NLT、井上ひさし主宰のこまつ座に入団する。しかし生活が苦しく、父から声優の仕事を紹介され、現在に至っている。
声優デビュー作はOVA『あいうえおアニメ 世界名作童話全集』のシルバー。
デビュー後から現在まで一貫してマウスプロモーションに所属しているが、明夫はデビューから支えてくれた納谷六朗と妻の光枝、息子の僚介に恩義を感じているため、今後も移籍については考えていないという。
2006年3月25日、「東京国際アニメフェア2006」で開催された「第5回東京アニメアワード」で、声優賞（『ブラック・ジャック』）を受賞。

### 現在まで
2012年10月に開催された「マチ★アソビ vol.9」の「ニュータイプアニメアワード2012」にて男性声優賞を受賞し、ライダー（『Fate/Zero』）で男性キャラクター賞を同じく受賞している。また、2015年に「第9回（2014年度）声優アワード」にて富山敬賞を受賞。
2015年3月26日、自身初めての全編、著作『声優魂』を星海社より出版。帯には「声優だけは やめておけ。」というキャッチコピーが書かれている。この帯の言葉は大塚がつけたわけではなく、「まさかあんなセンセーショナルな帯になるなんて、僕はちっとも予想してなかった」と述べている。『声優魂』出版後、その内容を受けて、本気で声優を目指している若者に向けた少人数制の特別講義が企画され、同年9月、星海社が運営するウェブサイト「ジセダイ」上にて「ジセダイクリエイティブブートキャンプ」と題されサイト上にて参加者を募集。10月に開催された「マチ★アソビ vol.15」にて、講師に大塚と納谷僚介（マウスプロモーション代表取締役社長）の2名を迎え、1日1回限りの講義が行われた。このワークショップの模様は書籍化され、2016年6月、大塚の2冊目の著作『大塚明夫の声優塾』として出版された。
2016年5月10日、「ファミ通アワード2015」にて『メタルギア』シリーズのスネーク役として「男性キャラクターボイス賞」を受賞。
2017年1月7日、マウスプロモーションのHPにて結婚したことを発表した。1月9日、テレビ朝日にて放映された『人気声優200人が本気で選んだ!声優総選挙!3時間SP』で第10位に選ばれる。

## 人物・特色
洋画吹き替えにおいて数多くの作品に出演。役柄としては、低く渋い二枚目役を演じる。初のゴールデンタイムでの主役の吹き替えは『レッド・スコルピオン』のドルフ・ラングレンである。スティーヴン・セガール、ニコラス・ケイジ、デンゼル・ワシントンをほぼ専属（フィックス）、ドルフ・ラングレンやアントニオ・バンデラス、デニス・クエイド、サミュエル・L・ジャクソン、ウェズリー・スナイプス、リーアム・ニーソン、ハビエル・バルデムなどの吹き替えを数多く担当。過去にはジャン・レノやジェフ・ブリッジス、アーニー・ハドソン、マイケル・マドセン、アーノルド・シュワルツェネッガー、キーファー・サザーランドなどの吹き替えも多く担当していた。『水曜シアター9』の放送開始予告にはセガールの出演した映画の映像が使われているが、その流用された映像の吹き替えも大塚が担当した。『マスク・オブ・ゾロ』、『レジェンド・オブ・ゾロ』ではバンデラスが演じたアレハンドロ・ムリエッタ/怪傑ゾロの吹き替えを担当しているが、『それいけ!アンパンマン』でも怪傑ゾロをモチーフとしたキャラクター・ナガネギマンを演じており、歌唱も披露している。また、銀河万丈と玄田哲章と並んでアーノルド・シュワルツェネッガーとシルヴェスター・スタローンの両者を吹き替えた経験を持つ数少ない人物でもある。
その他、ナレーションやアニメ、ゲームでの出演作品も多数。代表作の1つ、ブラック・ジャックは元々は俳優の内藤剛志が演じる予定であったが、内藤が急病で降板することになったため急遽代役として演じたことがきっかけとなった。
『週刊アスキー』（アスキー・メディアワークス→現角川アスキー総合研究所）連載「進藤晶子のえ、それってどういうこと?」での対談にて、「いい声優は、いい役者でもあるはずです」と語っている。また、本人は吹き替えという仕事があることを光栄に思っており、「世の中に吹き替えがもっと浸透してほしい」と語ったこともある。
顔出しNGの声優ではなく、2015年11月16日放送のバラエティ番組『しゃべくり007』（日本テレビ）での松坂桃李が「いま、会いたい人」として大塚の名を挙げたものの出演はなく、その理由を日本テレビ側が「顔出しNGのため来られませんでした」とスタッフが説明したことについても、大塚は「え？私は別に顔出しNGではないのだが...　まいっか！」と明確に否定している。なお、松坂とは後に『モンスターハンター』の吹き替えに参加する形で共演した。
「『特技は空手』とプロフィールにあるが、やっていたのは若いころだけ」と『稲村優奈と川瀬晶子のAAAで行こう!!』（ラジオ大阪・アニメイトTV・アニ★ロコ）で語った。その他の趣味・特技は茨城方面なまり。
中学生の時に、『燃えよドラゴン』が封切られたため、ブルース・リーに気が狂ったように入れ込む。中学3年生で少林寺拳法を習い、高校生までしていた。大学に進学後は空手部に所属していた。
大型自動車・牽引自動車・普通自動二輪車・大型自動二輪車の運転免許を取得している。自動車はマニュアル車が好きで、イタリア車を保有していると『攻殻機動隊』のインタビューで語ったところがある。

## その他エピソード

### 父との関係
頑固者の父との関係はなかなか難しいものがあったと回想している。しかし、父同様に役者の道に進み、さらに声を中心とする声優業が中心となったことで、次第にしっくりいくようになったと語る。「弟は役者ではないので、『未だに親父と何を話していいか分からない』とよく言っている」とのことである。以前は周夫との共演は「あ、親父がクレジットに出てる。やだなあ」と照れていたが、お互い元気な内に何か芝居を創りたいとも語っていた。周夫に「（財産もないし）何も遺してやれなくてごめんなぁ」と言われた際に、「俳優として一番大切なものを遺してもらった」と返した。周夫がそれは何かと問うと「血だ」と答え、それに感動したと、周夫は後年インタビューなどで度々口にしていた。また周夫は「感性に生きる仕事を選んでくれたことは嬉しい」とも語っている。
幼少時代は、周夫が『ゲゲゲの鬼太郎（第1作）・（第2作）』でねずみ男の声を演じていたことで「小ねずみ男」「ねずみ小僧」などとあだ名され、いびられたことがあり、このことを友達に明かしたことを後悔したという。また、明夫が赤ん坊のころに、母親が不在で周夫が今日中に読まないといけない台本を読んでいたという際に、明夫が大泣きしたため、「うるさい」との理由で押し入れに閉じ込められたことがあったとも語っている。このエピソードを明夫自身は「（役者としての父親が）そうするのも無理は無い」とし、「役者になっていなかったら（父親の）そういった心境も理解できなかっただろう」という趣旨のコメントした。『ストレンヂア 無皇刃譚』のオーディオコメンタリーでは周夫の演じたねずみ男を真似て自己紹介し、山寺宏一から「それはお父さんの役じゃないですか」とツッコミを受ける一幕を見せた。その後、『映画 妖怪ウォッチ シャドウサイド 鬼王の復活』に『鬼太郎』のキャラクターがゲスト出演した際には、明夫がねずみ男を演じている。
『メタルギアソリッド4』では、オールド・スネークとビッグ・ボスという親子役を親子で演じている。また『メタルギアソリッド3』のネイキッド・スネークと前述のビッグ・ボス、『キングダム ハーツ バース バイ スリープ』のゼアノートなど同一人物の壮年期と老年期、『バビル2世』のヨミのようにシリーズこそ違うが、1つの役を親子2代で演じた例もある。
また、『荒野の七人』を飛行機の機内で上映することになっていた際、予算の都合上で吹き替えを担当した声優が呼べず、若い者を起用しようということになり、「自分の息子なら文句ないだろう」として、明夫がチャールズ・ブロンソンの吹き替えを担当したことがあるという。しかし吹き替えを担当した際、明夫の耳にはその場にいないはずである周夫の「違うなぁ」という声が聞こえてきたという。その後2004年に放送された『レッド・サン』のテレビ東京版では周夫がブロンソン、明夫が三船敏郎の吹き替えで共演した。また2018年の映画『野獣処刑人 ザ・ブロンソン』の日本語吹き替え版では、ブロンソンの「そっくりさん」俳優であるロバート・ブロンジーの吹き替えを周夫に近づけた声色で担当した。
2015年1月25日放送のテレビ東京系で放送されたバラエティ番組『SMAPの中間管理職・稲垣&草彅コンビ初MC「1位じゃなくっていいじゃない」』で、ナレーターとして父の周夫と一緒に自身の名前を連ねたが、事実上これが最後の親子共演となった。その後、2015年5月4日より父が長年演じていた『忍たま乱太郎』の山田先生（山田伝蔵）を引き継ぐことになった。その後も先述した『妖怪ウォッチ』での『鬼太郎』のねずみ男、リブート版の『チキチキマシン猛レース』のブラック魔王、『キングダム ハーツ』シリーズのマスター・ゼアノートなど、周夫がかつて演じた役を引き継いでいる。明夫は「結構そういうのがあってね。『たぶん周夫さん枠なんだろうな』という仕事もあって、周夫さんぽくやってみると喜んでもらえたりする。調子に乗ってよくやるんだけど」と語っている。また「（父の）セリフ回しだったりとかが残っていて。そこを親父だったらどう演じるだろうと探っていって音に出してみると、親父がまだ生きているような、会えるような気がするんだよ」とも語っていた。

### 交友関係・影響
声優の矢尾一樹は國學院大學久我山高等学校の同級生であり、俳優の宇梶剛士は国立市立国立第七小学校・国立市立国立第一中学校の後輩にあたる。
福山潤は声優になるきっかけになった人物の一人に大塚を上げており「声が大好き」だと語っている。

### 作品との関わり
メタルギアソリッドシリーズ
ゲームの『メタルギアソリッド』シリーズでは、主人公ソリッド・スネークの声を担当しているため、かなり思い入れがあるとTGS2006で語っている。同じくTGS2006で小島秀夫が大塚との対談時に「スネークの動作には大塚さんの癖、タバコを吸うところなどを観察して取り入れている」と語っている。
スネーク役に抜擢された理由は、小島が『機動戦士ガンダム0083』のアナベル・ガトー役を観たことが決め手と、『HIDECHAN! ラジオ』第11回で語っているが、そのほかにもう1つの理由としてメタルギアシリーズの隠れたテーマである「父を超える」に、親子で同じ職種である大塚父子がぴったり当てはまったから、ということも明かされた。同シリーズの『メタルギアソリッド4』は、ソリッド・スネークの父親にあたるビッグ・ボスが再登場するので、「ビッグ・ボスの声を周夫さんにやってもらいたい」と小島は大塚との対談時に語り、実現した。また、同作ではモーションキャプチャーにも挑戦している。
『メタルギアソリッド ピースウォーカー』では、「声優」というスキルを持った本人がモデルの兵士が登場する（肩書きはベテランボイスアクター）。
2010年2月14日に開設された自身の公式ページでのコメント第一弾にもソリッド・スネークの「待たせたな」という台詞が記載された。
元々は「ゲームをする大人」に対して良い印象を持っていなかったが、本作に出会ったことがきっかけで、自身もゲーム好きになったそうである。その後、とある日の深夜に庭に止めていたバイクを盗まれそうになるも、たまたま寝ずにテレビゲーム（『バイオハザード』）をやっていたために物音に気付き、泥棒を追い払うことができたという。
実写映画化が発表された2012年12月16日の『週刊プレイボーイ』でのインタビューでは、「映画では、どんな俳優さんにスネークを演じてもらいたいですか？」との問いに、「演技がうまいけど、ほかの映画のキャラのイメージがついていない俳優さんが理想かな。オールド・スネークなら、『エクスペンダブルズ2』に出ていたチャック・ノリスがヒゲを頬まで生やしていて、かなり雰囲気ありました。キャラクターの特性上、銃を乱射するわけにもいきませんが（笑）」とチャック・ノリスの起用を希望している。
スティーヴン・セガールの吹き替え
セガールの吹き替えは現在はテレビ、ソフト媒体を問わず一貫して吹き替えを担当しており、半ば使命感を持って務めていると語っている。
最初に務めた作品はセガールのデビュー作、『刑事ニコ/法の死角』の『日曜洋画劇場』の再録で、演出家の佐藤敏夫による抜擢であった。
当初、セガールの吹き替えは主に津嘉山正種、玄田哲章、谷口節などが務めており、自分も違った持ち味でやろうと考えていた中で演出家の佐藤に「あなたの好きなように演じなさい。評価されようとか考えずにやりなさい」と言われたことが力になりストレスを感じずにぽんと喋ったらハマったと語っている。以後も大塚にとって『刑事ニコ』は思い入れの深い作品となったと語っている。
ほかのキャラクターを吹きかえる際は相手を恫喝する時はそういった声の出し方がセオリーを出す必要があるが、セガールの場合は「常に自分が勝つ」というシチュエーションのためにそれを一切やらなくていいため、木管楽器のようなトーンを心がけていると語っている。また、大塚は以前合気道を習っていたが、習っていた合気道の師範は日本に滞在中のセガールも指導していたことを知り、同じ師の下で武術を習っていた共通点に非常に驚いたという。
ニコラス・ケイジの吹き替え
男らしく低音で喋る俳優陣を数多く演じてきた大塚のキャリアの中でもケイジは異色の存在であり、先述のイメージを覆す高めの声で演じている。「彼の芝居は当てていて楽しいんです」と大塚自身もケイジの吹き替えを大変気に入っているとのことである。
大塚はケイジについて「ニコラス・ケイジって、なんでも演じるんです。しかも前のめりに一生懸命演じている。彼は作品を、"役がおもしろいか"どうかで選んでいると思います」と分析している。大塚は自身の『声優論』において「どれだけ喋ってもギャランティーは変わらない」という声優業界の厳しい収入事情の例として、ケイジの主演作『アダプテーション』の主役の双子の兄弟、チャーリーとドナルド（どちらもケイジが演じており、声も両方大塚があてた）を演じたエピソードを挙げており「これがきつかった。なにしろ、メインキャラクター2人分を1人でアフレコするのです。台本の3分の2近くは喋ったでしょうか。思わず『2人分のギャラをくれよ』とぼやいてしまったものです（もちろんもらえませんでした）。ともあれ、声優のギャラは"発声量"には比例しない、ということです」と非常に辛い収録であったと述べている。しかし、ケイジの吹き替えを長年に渡り演じているために思い入れも強く「一方的に僕は（ケイジが）友人のような気がしているんですよ。彼の呼吸を自分に写しとって芝居をしているものだから、親しみ深い気がしてきましてね。そんな彼が、映画のなかでコミカルな演技をしようと一生懸命もがいている姿を観て、よし、これは僕もやんなきゃなって」と語っており、他人とは思えない存在であると同時に日々勇気付けられていると語っている。また、『オレの獲物はビンラディン』の予告編のナレーションを務め終えた際には、「ニコラス・ケイジは、非常に演じがいのある俳優。『オレの獲物はビンラディン』も、“これはぜひやりたいな”と思っていたので、声優魂に火がつきました!!」とケイジへの強い愛情に満ちたコメントを寄せている。
『マッシブ・タレント』の公開時には「初めてニコラス・ケイジを演じた『コットンクラブ』から30年以上が経ち、彼の芝居を長いことトレースして呼吸を合わせてきたからこそ、どんな仕事でも本気で挑んでいるのが伝わってきます。彼の仕事に対しての姿勢はとても他人事とは思えません」と敬意を表すると同時に、思い入れのあるニコラス・ケイジの作品に『フェイス/オフ』と前述の『オレの獲物はビンラディン』の2作品を挙げ「演じがいがありました」と回想。『シティ・オブ・エンジェル』や『リービング・ラスベガス』など、演じられなかったケイジの作品にも「ぜひ機会があれば挑戦してみたいですね。もう若い頃の声は演じられませんが（笑）」と意欲を見せている。また、100本以上も出演作のある役者であることから、大塚自身はケイジを演じる機会に恵まれたことを嬉しく思っているという。
『スパイダーマン:スパイダーバース』では原語版でケイジが演じたスパイダーマン・ノワール役の吹き替えを担当したが、音響監督の岩浪美和は原語版の声優がケイジであると知らずに大塚を配役したため、偶然の一致であった。このことに関して岩浪は「ああ、やはりみんな考えることは一緒だな、と思いました」と感動を覚えたという。
2023年にはケイジが来日し、小島プロダクションに訪れる出来事があったが、この際大塚は「なんで呼んでくんないのー」と小島を介してケイジと対面するチャンスを逃したことを心残りに思う旨のコメントをしており、長らくケイジ本人と大塚の間に面識は無かったが、吹き替えを担当するようになって37年の節目となる2025年5月3日に開催された大阪コミコンのセレブステージにて念願の対面が実現し、共に固い握手を交わした。その際大塚が「ニコラス・ケイジさんの吹き替えがある際はだいたい私が担当しています」と自己紹介すると、ケイジ自身も「実は聞いたことがありました」と回答するなど、以前より自身の吹き替えを担当する大塚を認知していたことを明かし、直接吹き替えする様子を聞きたいとリクエストする一幕もあり、両者は揃って満面の笑顔を見せた。これにより、大塚はケイジ本人からも認識される吹替声優となった。
デンゼル・ワシントンの吹き替え
デンゼル・ワシントンについても『グローリー』（ソフト版）以降、大半の作品で担当している。
以前はデンゼルの出演作の日本語版に別役で出演しており、『青いドレスの女』ではトム・サイズモアの吹き替えを担当していたが、その際デンゼルを吹き替えていた山寺宏一（大塚に先駆けデンゼルを多く担当）の演技について「彼（デンゼル・ワシントン）の喋り癖を本当に上手につかまえている」と称賛していた。後に自身がデンゼルの吹き替えを務める際には山寺の演技を脳内でシミュレートした上で取り入れていたと明かし、その経験から近年デンゼルを務める際には「よく（山寺を差し置いて）俺にまわってくるな」と不思議に感じていると話している。
その他の担当俳優について
ドルフ・ラングレンの吹き替えは90年代には大半の作品で担当しており、フィックスとして定着していた。大塚はラングレンを吹き替えることに関して「太い顎が特徴的な方ですが、どうしても僕はジャパニーズですから顔の形状が違うわけです。なるべく骨格から出てくる様な声に近づければと思いつつも、それだけにとらわれちゃうとお芝居がお留守になっちゃうので、そのバランスを考えながら演じています」と述べている。
アントニオ・バンデラスは『愛よりも非情』で初担当。バンデラスについては『インディ・ジョーンズと運命のダイヤル』で担当した際に「彼はほんとに芝居が好きなんだなぁと実感します」と評している。
デニス・クエイドは『ワイアット・アープ』（ソフト版）で初担当。大塚は自身が担当した作品の中でも『オーロラの彼方へ』（日本テレビ版）と『ドラゴンハート』（ソフト版・日本テレビ版）の二作品が特に思い入れ深いと公言しており、「忘れられないなあ」と語っている。
ウェズリー・スナイプスは『マネー・トレイン』（フジテレビ版）で初担当。その後は主にテレビ東京『木曜洋画劇場』制作の吹き替えにおける専属として担当した。大塚はセガールと同様に強い男の役柄が多いスナイプスを演じることについて「こういった役の声を演じることができるのは、今だけだと思っていますから、楽しませてもらってます」とインタビューで語っている。
リーアム・ニーソンは『嵐の中で輝いて』（機内上映版）で初担当。『マイケル・コリンズ』に代表されるキャリア初期の作品や、ニーソンの映画出演100作目となる『探偵マーロウ』も担当し、津嘉山正種・石塚運昇に次いで多く吹き替えている。自身のSNSではニーソンの代表作の一つである『96時間』の吹き替えを担当できなかったことが心残りであったと述べている。
ブラック・ジャック
当初は俳優の内藤剛志がブラック・ジャック役の声優としてキャスティングされていたが、急病のために降板。別役で出演のためスタジオにいた大塚が音響監督の山田悦司によって代役に抜擢され、そのまま声優が変更されることはなく、以後ピノコ役の水谷優子と共にOVA・劇場版・テレビスペシャル・テレビレギュラー放送すべてのシリーズに出演している。アニメ『ヤング ブラック・ジャック』ではナレーション（＝現在のブラック・ジャック）を担当（アニメの主人公＝若き日のブラック・ジャックの声は梅原裕一郎）。
セガサターン版『この世の果てで恋を唄う少女YU-NO』のサントラCDでのコメントにて、代表作に『ブラック・ジャック』を挙げる際に「ピノコやりたかったな」などと冗談をほのめかしていた。
今日からマ王!
『今日からマ王!』最終話後に監督の西村純二から作品の裏話として、フォンヴォルテール卿グウェンダルの青年時の声をだめで元々と願い出たところ、一応のアフレコを希望。そのまま、声を担当することになった。しかし17歳前後の役に苦闘し、「声優人生最大のピンチ」と言っていたと監督に楽しげに逸話を披露している（この逸話は作品の関連書籍にも記述されており、先にこの話が出たのは関連書籍の方である）。
Fate/Zero
ライダー（イスカンダル）について「長年仕事をしていても滅多に出会えないホームラン級の素敵な役」「神様ありがとう」と絶賛している。その理由として、普段スネークやブラック・ジャックなど闇を抱えた男を演じることが多い中、闇は無いと豪語する役であったことや、実写映画や舞台では表現しえないダイナミックな人物であることを挙げている。また、作中一番印象的だったシーンとして「言葉による全力の戦い」である聖杯問答のシーンを挙げている。
スーパー戦隊シリーズ
スーパー戦隊シリーズでは悪役として度々出演している。そのため『宇宙戦隊キュウレンジャー』のチャンプ / オウシブラック役のオファーが来た際も最初は悪役だと思い、ヒーロー役だと聞かされ驚いたという。同作品メインライターの毛利亘宏は、配役が決定する前から大塚で当て書きしていたと述べている。
中盤でチャンプが大破し、一時的に物語から離脱するという展開は、大塚のスケジュールの都合によるものである。
忍たま乱太郎
先述したように山田伝蔵役を2015年5月4日より父から引き継いでいる。山田先生は40代という設定で、80代の周夫の芝居だと「40代にしては深いな」という印象があった。「先代に寄せてください」と言われたときは当初は「それでいいのか？」と思っており、寄せるとはいえ、多少は若返らせた方がいいんじゃないかと色んなことを考えて「父が若かったら、このくらいだったかな」というイメージでやっていた。しかし実際に演じてみると自身が受け継ぐ前の歳のいった芝居をした方がなじみそうだと気付いたといい、何より『忍たま』のファンが喜んでいたという。2025年時点でここ数年は「もうそろそろ好きにやってもいいんじゃないか」という意見もあるが、山田先生役に関してはなるべく父のスタイルを継承していきたい思いがあると述べている。
父の声は幼いころから聞いていたことからつかみやすかったが、芝居の作り方で悩んだという。キャラクターごとに異なる距離を取って語りかけるのが周夫の芝居のスタイルであったといい、自身も各キャラクターとの距離を探ってつまないといけなかった。距離が見えてくると、相手にかかける言葉の温度も変わって、全体が立体的に見えてくるという。キャラクター同士の関係性を探るために最初のころは父の演技を見返していたが、大体は「このくらいかな？」という感覚でつかんでいったという。5年目になるとなじんでいったが、2025年時点で今は逆に「親父の演技から離れそうになっていないか？」が気になる段階に入っており、「それは個人的にも嫌なので、あまり離れないように気を付けているところです。このやり方だけは大切にしたい部分なんです。僕のガレージというか…ドックのようなものなので」と述べている。
山田先生を演じる上で大切してることは、「親父、来て！」と言って、父を呼ぶことであるという。そうすると伝子さん（山田先生が女装の際に名乗る名前）の笑い方で「んーふふふふ！」と言いながら来てくれるという。
明夫が演じる山田先生に違和感があるという声に対しては、「それだけ先代の声をおぼえてくれているということ。それも嬉しいこと」と2015年に自身のTwitterでコメントしている。
山田先生役を受け継いで10年経った2025年のインタビューでは、『忍たま』は自身にとって欠かせない作品になったと語っている。長年出演している『それいけ!アンパンマン』はレギュラーではなくゲストであること、バトー役で長年出演している『攻殻機動隊』シリーズは放送自体は断続的であることから、セリフが多いわけではないが基本的に毎週出番のある『忍たま』は一番永続的出演している作品だといい、そういった長寿番組のレギュラーを持っていなかったことから、山田先生役は自身にとって特別な役であると語っている。
「もし自分以外の役を演じるなら誰？」という質問に対して、「山田先生以外を演じる気はございません。ご勘弁を」とコメントしており、その理由として「大切な父の形見ですから手放せません」と挙げている。
次元大介
『ルパン三世』シリーズにおいては、2021年放送開始の『ルパン三世 PART6』から次元大介役を担当。1971年のアニメ放送開始から50年以上にわたり次元を演じた小林清志が高齢で勇退し、その後任という形での起用となった。なお、起用前には複数の作品でゲストキャラクターとして出演している。
起用に際しては、オーディションなどではなくオファーを受けたという。大塚は嬉しい思いの反面、子供のころから次元に憧れていることや「次元大介はほぼ清志さん」と思っていることなどから「次元大介のビジュアルから清志さん以外の声が聞こえるのは、僕自身が納得しかねる」と悩んだが、「人がやってるのを見て寂しい気持ちになるよりかは、自分が叩かれれば済む」と思い立ち、オファーを受諾した。
上述の経緯から、「演技に関しては我流にせず、小林が築き上げた次元像を踏襲していきたい、その中でシンクロできない部分を自身の個性としてにじめば良い」という姿勢である旨の発言をしている。また、収録は小林に会わないまま始まったが、1クール目収録後に発表された小林からのメッセージ（詳細は「小林清志#勇退」を参照）で今後の演じ方のヒントとなる言葉を貰え先の道が見えたといい、「ありがたいですし……涙が出そうになりました」と語っている。
大塚は、上述の小林のメッセージへの返答として以下のコメントを発表している。

## 出演
太字はメインキャラクター。

### テレビアニメ
1988年
- F-エフ（武村五郎）

1989年
- 青いブリンク（男）
- 美味しんぼ（男C、反捕鯨団体職員）
- 機動警察パトレイバー（五味丘務、世話役、機長 他）
- ジャングル大帝（第3作）（たてがみのジョー、ジャン 他）
- ジャングルブック・少年モーグリ（1989年 - 1990年、サンダー）
- まじかるハット（1989年 - 1990年、ゴッドバブーン、インディ）
- ミラクルジャイアンツ童夢くん（星野仙一）

1990年
- NG騎士ラムネ&40（キングスカッシャー）
- からくり剣豪伝ムサシロード（シュテンタイガー〈初代〉）
- 昆虫物語 みなしごハッチ（タイコウチ、ミツバチの武官）
- たいむとらぶるトンデケマン!（隊長）
- 楽しいムーミン一家（1990年 - 1992年、ムーミンパパ） - 2シリーズ
- ふしぎの海のナディア（ネモ）
- YAWARA!（1990年 - 1991年、万丈目）
- 笑ゥせぇるすまん（チンピラ、ゴルフのレッスンプロ）

1991年
- 魔法のプリンセス ミンキーモモ（ゲルダー）
- ルパン三世 ナポレオンの辞書を奪え（マッカラム）

1992年
- あしたへフリーキック（ジュリアーノ）
- アニメひみつの花園（ホーキンス）
- 緊急発進セイバーキッズ（ラスト）
- 見ると強くなる 痛快!横綱アニメ ああ播磨灘（播磨灘）
- ヨーヨーの猫つまみ（ヨーヨー）
- ルパン三世 ロシアより愛をこめて（ドンビーノ）

1993年
- 疾風!アイアンリーガー（1993年 - 1994年、ワイルドホーク）

1994年
- それいけ!アンパンマン（1994年 - 2023年、いなりずしのみこと、ニガウリマン、ナガネギマン / ネギーおじさん、モンブラン王〈2代目〉、やまねこ大王〈3代目〉）
- とっても!ラッキーマン（最強男爵）
- BLUE SEED（国木田大哲）
- 魔法騎士レイアース（ウィンダム）
- 魔法陣グルグル（サイコ妖精）
- モンタナ・ジョーンズ（モンタナ・ジョーンズ）

1995年
- 怪盗セイント・テール（飛鳥刑事）
- 孔子傳（子路）
- 十二戦支 爆烈エトレンジャー（エイバブ）
- 新機動戦記ガンダムW（ナレーション、ドーリアン外務次官）
- ストリートファイターII V（ナレーション、主席捜査官、バーラック）
- 闘魔鬼神伝ONI（タキヤシャ）
- NINKU -忍空-（紫雨）
- バーチャファイター（ヴァン・クール）
- ハローキティの幸せのチューリップ（チャック）

1996年
- いじわるばあさん
- 機動戦艦ナデシコ（ミスマル・コウイチロウ）
- キャッツ&カンパニー（ワリーゾ）
- シティーハンター ザ・シークレット・サービス（マクガイア）
- 少年サンタの大冒険!（ライ、ルーク）
- 天空のエスカフローネ（ゴオウ）
- はじめ人間ゴン（おじさん）
- みどりのマキバオー（ツァビデル）
- 名犬ラッシー（アイアン・コッパー）
- 名探偵コナン（1996年 - 2025年、横溝参悟、横溝重悟）
- るろうに剣心 -明治剣客浪漫譚-（鵜堂刃衛）

1997年
- 吸血姫美夕（大島容一、鬼術師）
- CLAMP学園探偵団（義弟）
- スーパーフィッシング グランダー武蔵（千鶴の父）
- 逮捕しちゃうぞ（大田）
- 中華一番!（1997年 - 1998年、チョウユ、ナレーション）
- 手塚治虫の旧約聖書物語（エゼキエル）
- はいぱーぽりす（バタネン藤岡）
- 白鯨伝説（エイハブ・イシュマール・アリ）
- HARELUYA II BØY（ナイトメア）
- マッハGoGoGo（シルバーファントム、フランケ）
- 烈火の炎（戒）

1998年
- EAT-MAN'98（テンセル警備隊長）
- 快傑蒸気探偵団 TV ANIMATION SERIES（ナイト・オブ・ファンタム）
- カウボーイビバップ（ウィットニー・ハガス・マツモト）
- サイレントメビウス（闇雲羅斬）
- 鉄コミュニケイション（ホーニー）
- TRIGUN（雷泥・ザ・ブレード）
- 南海奇皇（長谷岡聖吾、船長）
- MASTERキートン（アブドラ・アバス）
- LEGEND OF BASARA（錵山将軍）

1999年
- 人形草紙あやつり左近（沖克己）
- 週刊ストーリーランド（1999年 - 2001年、エリック、山男、ナレーション、コードネームG）
- パワーストーン（ヴァルガス、ネロス）
- Bビーダマン爆外伝V（ワイアットアープボン）
- ミレニアム・カウントダウン 手塚治虫アカデミー大賞（ブラック・ジャック）
- モンスターファーム〜円盤石の秘密〜（ジム）

2000年
- 学校の怪談（逢魔）
- ギブリーズ（プロデューサー、室井くん、徳さん）
- 金田一少年の事件簿（堀之内レオ）
- Sci-Fi HARRY（ミック）
- 星界の戦旗（2000年 - 2001年、サムソン） - 2シリーズ
- 手塚治虫が消えた!? 20世紀最後の怪事件（ブラック・ジャック）
- ONE PIECE ルフィ落下! 秘境・海のヘソの大冒険（キャプテン・ジョーク）

2001年
- サイボーグ009 THE CYBORG SOLDIER（005 / G.ジュニア）
- タッチ CROSS ROAD〜風のゆくえ〜（藤村）
- ルパン三世 アルカトラズコネクション（アンディ）

2002年
- アソボット戦記五九（GK）
- 攻殻機動隊 STAND ALONE COMPLEX（バトー）
- 真・女神転生Dチルドレン ライト&ダーク（ヴァーチャー）
- 天地無用! GXP（柾木阿主沙）
- パタパタ飛行船の冒険（バルザック）
- PIANO（野村誠司）
- ぷちぷり*ユーシィ（ロックウェル）
- フルメタル・パニック!（2002年 - 2005年、アンドレイ・セルゲイヴィッチ・カリーニン） - 3シリーズ

2003年
- 明日のナージャ（ホセ・ロドリゲス）
- アストロボーイ・鉄腕アトム（プルートゥ）
- WOLF'S RAIN（移動民族・冷たい火の男）
- L/R -Licensed by Royal-（ミスター / オールデン・ペニーレイン）
- 京極夏彦 巷説百物語（長次郎）
- 銀河鉄道物語（2003年 - 2007年、シュワンヘルト・バルジ） - 2シリーズ
- ストラトス・フォー（月野査問官）
- ブラック・ジャック2時間スペシャル〜命をめぐる4つの奇跡〜（ブラック・ジャック）
- ポポロクロイス（ピエトロ王、ガミガミ魔王）
- ONE PIECE（2003年 - 2024年、マーシャル・D・ティーチ / 黒ひげ）

2004年
- アガサ・クリスティーの名探偵ポワロとマープル（セドリック・クラッケンソープ）
- SDガンダムフォース（プロフェッサー・ガーベラ / ガンダムGP-04マドナッグ）
- 今日からマ王!（2004年 - 2009年、フォンヴォルテール卿グウェンダル） - 3シリーズ
- KURAU Phantom Memory（アヤカの父）
- 攻殻機動隊 S.A.C. 2nd GIG（バトー）
- 魁!!クロマティ高校（ナレーション）
- サムライチャンプルー（オクル）
- BURN-UP SCRAMBLE（マスター）
- 火の鳥（族長）
- ブラック・ジャック（2004年 - 2006年、ブラック・ジャック） - 2シリーズ
- まっすぐにいこう。（源さん）

2005年
- BLEACH（京楽春水）
- MONSTER（ミラン）
- 雪の女王（風の化身、魔王）

2006年
- ケロロ軍曹（2006年 - 2010年、ガルル中尉、アタナベ☆ワツシ）
- コヨーテ ラグタイムショー（ミスター）
- 史上最強の弟子ケンイチ（拳聖 緒方一神斎）
- 涼宮ハルヒの憂鬱（新川）
- 太陽の黙示録（楊）
- まじめにふまじめ かいけつゾロリ（アルカモネ）
- RAY THE ANIMATION（B・J）

2007年
- エル・カザド（サンチェス）
- 風の少女エミリー（カーペンター先生）
- 銀魂（才蔵）
- スカルマン（サークス05）
- Devil May Cry（モリソン）
- 魔人探偵脳噛ネウロ（至郎田正影）

2008年
- イタズラなKiss（須藤先輩）
- ウルトラヴァイオレット コード044（サクザ）
- ゲゲゲの鬼太郎（第5作）（源五郎）
- スレイヤーズREVOLUTION（2008年 - 2009年、ワイザー＝フレイオン） - 2シリーズ
- NARUTO -ナルト- 疾風伝（地陸）

2009年
- CANAAN（シャム）
- 川の光（グレン）
- グイン・サーガ（カメロン）
- ゴルゴ13（デグナー）
- ジャングル大帝 -勇気が未来をかえる-（第4作）（大山賢造）
- 戦場のヴァルキュリア（ラディ・イェーガー）
- はじめの一歩 シリーズ（2009年 - 2014年、ブライアン・ホーク） - 2シリーズ

2010年
- デュラララ!!（2010年 - 2016年、岸谷森厳） - 4シリーズ
- バカとテストと召喚獣（2010年 - 2011年、西村宗一、ナレーション） - 2シリーズ

2011年
- 日常（参謀）
- Fate/Zero（2011年 - 2012年、ライダー） - 2シリーズ
- ブレイド（ブレイド）

2012年
- 宇宙兄弟（ブライアン・ジェイ）
- テルマエ・ロマエ（ハドリアヌス帝）
- トリコ（2012年 - 2013年、リョウテイ、ライブベアラー）
- HUNTER×HUNTER（第2作）（2012年 - 2014年、ウボォーギン、ミザイストム＝ナナ）

2013年
- 宇宙戦艦ヤマト2199（エルク・ドメル）
- ジョジョの奇妙な冒険（ワムウ）
- よんでますよ、アザゼルさん。Z（マルコメ）

2014年
- 失われた未来を求めて（本城作之進）
- スペース☆ダンディ（トースター）
- 戦国無双（2014年 - 2015年、本多忠勝） - 1シリーズ + 特別編
- デュエル・マスターズ VS（ゴメス）
- ブレイドアンドソウル（キセル男）
- マジンボーン（東尾）

2015年
- 牙狼-紅蓮ノ月-（天戒丸）
- 血界戦線（ブリッツ・T・エイブラムス）
- 長門有希ちゃんの消失（新川）
- 忍たま乱太郎（2015年 - 2025年、山田伝蔵〈2代目〉）
- ヤング ブラック・ジャック（ナレーション〈ブラック・ジャック〉）
- ローリング☆ガールズ（ダンディ）

2016年
- エンドライド（デルザイン）
- 逆転裁判 〜その「真実」、異議あり!〜（2016年 - 2018年、狩魔豪） - 2シリーズ
- 甲鉄城のカバネリ（天鳥興匡）
- タイムボカン24（シートン）
- 忍たま乱太郎の宇宙大冒険 with コズミックフロント☆NEXT（2016年 - 2017年、山田伝蔵）
- 初恋モンスター（ナレーション）
- ベルセルク（髑髏の騎士）
- 僕のヒーローアカデミア（2016年 - 2024年、先生 / オール・フォー・ワン） - 7シリーズ
- マジきゅんっ!ルネッサンス（校長）
- モブサイコ100（2016年 - 2022年、エクボ、ナレーション） - 3シリーズ

2017年
- チェインクロニクル 〜ヘクセイタスの閃〜（黒の王）
- テイルズ オブ ゼスティリア ザ クロス（ブラド）
- 3月のライオン（藤本雷堂）
- アリスと蔵六（樫村蔵六）
- 神撃のバハムート VIRGIN SOUL（竜人）
- DIVE!!（前原一朗）
- このはな綺譚（戦の神）

2018年
- ゆるキャン△（2018年 - 2024年、ナレーション、キャンパーの老人 / リンの祖父 / 新城肇） - 3シリーズ
- 宇宙戦艦ティラミス（ナレーション、デュランダル）
- かくりよの宿飯（松葉）
- フルメタル・パニック! Invisible Victory（アンドレイ・カリーニン）
- 多田くんは恋をしない（ニャンコビッグ〈心の声〉）
- ゴールデンカムイ（二瓶鉄造）
- バキ（範馬勇次郎）
- 深夜!天才バカボン（ブラック・ジャック）
- 異世界魔王と召喚少女の奴隷魔術（2018年 - 2021年、チェスター・レイ・ガルフォード中将） - 2シリーズ
- 中間管理録トネガワ（まさやん）
- あかねさす少女（迫間仁）
- からくりサーカス（才賀善治）

2019年
- どろろ（寿海）
- キャロル&チューズデイ（ガス）
- ソウナンですか?（鬼島丈一）
- スター☆トゥインクルプリキュア（2019年 - 2020年、星奈陽一）
- ヴィンランド・サガ（2019年 - 2023年、トルケル） - 2シリーズ
- ロード・エルメロイII世の事件簿 -魔眼蒐集列車 Grace note-（ライダー）
- ゲゲゲの鬼太郎（第6作）（2019年 - 2020年、ぬらりひょん）
- アフリカのサラリーマン（ライオン、ナレーション）
- PSYCHO-PASS サイコパス 3（廿六木天馬）
- BEASTARS（2019年 - 2021年、ゴウヒン） - 2シリーズ

2020年
- へやキャン△（ナレーション、リンの祖父）
- ＜Infinite Dendrogram＞-インフィニット・デンドログラム-（バルバロイ・バッド・バーン）
- イエスタデイをうたって（専務）
- かくしごと（戒潟魁吏）
- GREAT PRETENDER（ラジー / 大統領）
- 魔王学院の不適合者 〜史上最強の魔王の始祖、転生して子孫たちの学校へ通う〜（ジェルガ、謎の声）
- どうしても干支にはいりたい2（コアラ）
- ねこねこ日本史（親父猫、宇喜多直家、松永久秀）
- クレヨンしんちゃん（ヒーロー語り）
- アクダマドライブ（処刑課師匠）
- 戦翼のシグルドリーヴァ（沖田・歳三）
- BORUTO-ボルト- NARUTO NEXT GENERATIONS（2020年 - 2023年、アマド）

2021年
- アイ★チュウ（クマ校長）
- 半妖の夜叉姫（2021年 - 2022年、犬の大将） - 2シリーズ
- セスタス -The Roman Fighter-（ナレーション）
- 猫ジョッキー（馬主） - 2シリーズ
- ドラゴン、家を買う。（国王）
- 俺、つしま（つしま）
- 月が導く異世界道中（2021年 - 2024年、モンド） - 2シリーズ
- 遊☆戯☆王SEVENS（上城暁範）
- キミとフィットボクシング（ベルナルド）
- 吸血鬼すぐ死ぬ（2021年 - 2023年、ゼンラニウム） - 2シリーズ
- ルパン三世 PART6（2021年 - 2022年、次元大介、少佐 / 本郷義昭）
- 先輩がうざい後輩の話（おじいちゃん）

2022年
- ドールズフロントライン（クルーガー）
- 永遠の831（室戸）
- 天才王子の赤字国家再生術（グリュエール・ソルジェスト）
- 平家物語（弁慶）
- SPY×FAMILY（WISE局長）
- トモダチゲーム（沢良宜渉）
- RPG不動産（シロちゃん）
- サマータイムレンダ（菱形青銅）
- キングダム（凱孟）
- ブラック★★ロックシューター DAWN FALL（50年後のノリト）
- ユーレイデコ（怪人O）
- もっと!まじめにふまじめ かいけつゾロリ（バブリッチ）
- まめきちまめこニートの日常（2022年 - 2023年、ナレーション） - 2シリーズ
- BLEACH 千年血戦篇（2022年 - 2024年、京楽春水） - 3シリーズ
- ポプテピピック TVアニメーション作品第二シリーズ（ピピ美〈第8話Bパート〉）
- 恋愛フロップス（井澤幸太郎）

2023年
- 文豪ストレイドッグス（福地桜痴） - 2シリーズ
- REVENGER（ジェラルド嘉納）
- とんでもスキルで異世界放浪メシ（解体屋）
- 人間不信の冒険者たちが世界を救うようです（ナルガーヴァ）
- 最強陰陽師の異世界転生記（エディス）
- アルスの巨獣
- 老後に備えて異世界で8万枚の金貨を貯めます（古竜）
- マイホームヒーロー（窪）
- ユーチューニャー（ナレーション、ももち）
- 異世界でチート能力を手にした俺は、現実世界をも無双する〜レベルアップは人生を変えた〜（アーノルド王）
- 異世界ワンターンキル姉さん 〜姉同伴の異世界生活はじめました〜（ナレーション）
- ライアー・ライアー（老人）
- 聖者無双〜サラリーマン、異世界で生き残るために歩む道〜（ブロド）
- 幻日のヨハネ -SUNSHINE in the MIRROR-（マリの父）
- Lv1魔王とワンルーム勇者（トリゴーマン）
- もののがたり（匣）
- 帰還者の魔法は特別です（ドネーフ・アスラン）
- 七つの大罪 黙示録の四騎士（2023年 - 2024年、バルギス） - 2シリーズ
- シャングリラ・フロンティア（2023年 - 2024年、ヴァイスアッシュ） - 2シリーズ

2024年
- ぽんのみち（チョンボ）
- 異修羅（2024年 - 2025年、静寂なるハルゲント） - 2シリーズ
- 転生したら第七王子だったので、気ままに魔術を極めます（魔人グリモワール）
- ザ・ファブル（海老原剛士）
- キャプテン翼シーズン2 ジュニアユース編（全日本代表監督）
- ダンジョンの中のひと（ブランス）
- キン肉マン 完璧超人始祖編（ストロング・ザ・武道）
- 杖と剣のウィストリア（ログウェル）
- 嘆きの亡霊は引退したい（ガーク・ヴェルター）
- らんま1/2 (2024)（天道早雲）
- 殿と犬〜わんわん!〜（2024年 - 2025年、殿）

2025年
- サラリーマンが異世界に行ったら四天王になった話（魔王）
- 天久鷹央の推理カルテ（室田宗春）
- ドラゴンボールDAIMA（サードアイ ナレーション）
- 悪役令嬢転生おじさん（レオポルド・オーヴェルヌ）
- 俺だけレベルアップな件 Season 2 -Arise from the Shadow-（町田道玄）
- LAZARUS ラザロ（アベル）
- ヴィジランテ-僕のヒーローアカデミア ILLEGALS-（謎の男）
- mono（新城肇）
- 真・侍伝 YAIBA（龍神）

### 劇場アニメ
1989年
- 魔女の宅急便

1991年
- アルスラーン戦記（アンドラゴラス）
- ガンバとカワウソの冒険（ブラック）

1992年
- 機動戦士ガンダム0083 ジオンの残光（アナベル・ガトー）
- 紅の豚（ミスター・カーチス）
- 楽しいムーミン一家 ムーミン谷の彗星（ムーミンパパ）
- ちびねこトムの大冒険（レオニス）※未公開作品

1993年
- みいちゃんのてのひら（民造）

1994年
- グスコーブドリの伝記（親方）
- ダークサイド・ブルース（ケンゾー）

1995年
- GHOST IN THE SHELL / 攻殻機動隊（バトー）
- ドラえもん のび太の創世日記（神）
- MEMORIES「最臭兵器」（米軍将校）
- ルパン三世 くたばれ!ノストラダムス（クリス）

1996年
- スレイヤーズRETURN（サリーナの父）
- ブラック・ジャック 劇場版（ブラック・ジャック）

1997年
- 機関車先生（素平）
- ソリトンの悪魔（倉瀬厚志）
- 魔法学園LUNAR! 青い竜の秘密（ミノタウロス）

1998年
- ウルトラニャン2 ハッピー大作戦（ノブナガ）
- 機動戦艦ナデシコ -The prince of darkness-（ミスマル・コウイチロウ）
- 新機動戦記ガンダムW Endless Waltz 特別篇（ナレーション）
- ようこそロードス島へ!（ナレーション）

2000年
- クレヨンしんちゃん 嵐を呼ぶジャングル（パラダイスキング）

2001年
- キン肉マンII世（ザ・犀暴愚）
- それいけ!アンパンマン 怪傑ナガネギマンとやきそばパンマン（ナガネギマン）

2003年
- 犬夜叉 天下覇道の剣（犬夜叉の父）
- 劇場版 とっとこハム太郎 ハムハムグランプリン オーロラ谷の奇跡 リボンちゃん危機一髪!（ハムクック）
- それいけ!アンパンマン 怪傑ナガネギマンとドレミ姫（ナガネギマン）
- 東京ゴッドファーザーズ（医者）
- ぼくの孫悟空（沙悟浄〈順風耳〉）

2004年
- イノセンス（バトー）
- NITABOH 仁太坊-津軽三味線始祖外聞（三太郎）
- ハウルの動く城（国王）

2005年
- ブラック・ジャック ふたりの黒い医者（ブラック・ジャック）
- Dr.ピノコの森の冒険（ブラック・ジャック）
- ONE PIECE THE MOVIE オマツリ男爵と秘密の島（オマツリ男爵）

2006年
- 劇場版 NARUTO -ナルト- 大興奮!みかづき島のアニマル騒動だってばよ（ツキミチル）
- 劇場版BLEACH MEMORIES OF NOBODY（京楽春水）
- 真救世主伝説 北斗の拳 ラオウ伝 殉愛の章（サウザー）
- パプリカ（粉川利美）
- ブレイブ・ストーリー（暁の神将）
- 名探偵コナン 探偵たちの鎮魂歌（横溝重悟警部）

2007年
- 劇場版BLEACH The DiamondDust Rebellion もう一つの氷輪丸（京楽春水）
- ストレンヂア 無皇刃譚（虎杖将藍）
- 真救世主伝説 北斗の拳 ラオウ伝 激闘の章（サウザー）
- ベクシル 2077日本鎖国（サイトウ）

2008年
- 映画 Yes!プリキュア5GoGo! お菓子の国のハッピーバースディ♪（ムシバーン）
- 劇場版BLEACH Fade to Black 君の名を呼ぶ（京楽春水）
- GHOST IN THE SHELL / 攻殻機動隊2.0（バトー）

2009年
- ケロ0 出発だよ! 全員集合!!（ガルル中尉）
- 映画ドラえもん 新・のび太の宇宙開拓史（ギラーミン）
- 名探偵コナン 漆黒の追跡者（横溝参悟警部、横溝重悟警部）

2011年
- 映画 プリキュアオールスターズDX3 未来にとどけ! 世界をつなぐ☆虹色の花（ムシバーン）

2012年
- ヱヴァンゲリヲン新劇場版:Q（高雄コウジ）
- 花の詩女 ゴティックメード（ボットバルト）

2013年
- 映画 ベルセルク 黄金時代篇III 降臨（髑髏の騎士）
- 劇場版 HUNTER×HUNTER 緋色の幻影（ウボォーギン）
- SHORT PEACE「武器よさらば」（ジン）
- Fate/ゼロカフェ（ライダー）

2014年
- 宇宙兄弟＃0（ブライアン・ジェイ）

2015年
- GAMBA ガンバと仲間たち（ヨイショ）
- 屍者の帝国（M）
- ハーモニー（アサフ）

2016年
- ルドルフとイッパイアッテナ（クマ先生）

2017年
- 虐殺器官（ロックウェル）
- DCスーパーヒーローズ vs 鷹の爪団（タイトルコール）
- 映画 妖怪ウォッチ シャドウサイド 鬼王の復活（ねずみ男）

2018年
- 僕のヒーローアカデミア THE MOVIE 〜2人の英雄〜（オール・フォー・ワン）
- 劇場版 七つの大罪 天空の囚われ人（ゾリア）

2019年
- コードギアス 復活のルルーシュ（ボルボナ・フォーグナー）
- クレヨンしんちゃん 新婚旅行ハリケーン 〜失われたひろし〜（ブルドーザージョニー）
- ONE PIECE STAMPEDE（マーシャル・D・ティーチ）

2020年
- PSYCHO-PASS サイコパス 3 FIRST INSPECTOR（廿六木天馬）

2021年
- シン・エヴァンゲリオン劇場版𝄇（高雄コウジ）
- 映画大好きポンポさん（マーティン）
- 劇場編集版 かくしごと -ひめごとはなんですか-（戒潟魁吏）

2022年
- 映画 ゆるキャン△（新城肇、ナレーション）

2023年
- 劇場版 PSYCHO-PASS サイコパス PROVIDENCE（砺波告善）
- SAND LAND（サタン）
- 劇場版シティーハンター 天使の涙（次元大介）

2024年
- 僕のヒーローアカデミア THE MOVIE ユアネクスト（オール・フォー・ワン）
- PUI PUI モルカー ザ・ムービー MOLMAX（ドッジのドライバー）
- 劇場版 忍たま乱太郎 ドクタケ忍者隊最強の軍師（山田伝蔵）

2025年
- ベルサイユのばら（ブイエ将軍）
- たべっ子どうぶつ THE MOVIE（マッカロン教授）
- LUPIN THE IIIRD THE MOVIE 不死身の血族（次元大介）

### OVA
1988年
- あいうえおアニメ 世界名作童話全集（シルバー）
- 機甲猟兵メロウリンク（キーク・キャラダイン中尉）
- 神州魑魅変（柳沢美濃守吉保）
- 麻雀飛翔伝 哭きの竜

1989年
- エンゼルコップ（風是夢児〈ハッカー〉）
- 華星夜曲（やくざA）
- 手天童子（アイアンカイザー）
- 青春夫婦物語 恋子の毎日
- バオー来訪者
- 力王 RIKI-OH 等括地獄（桑原）

1990年
- 鬼丸 戦場に駆ける五つの青春（豪介）
- 機動警察パトレイバー NEW OVA（五味丘務）
- 校内写生
- THE八犬伝（犬村大角）
- 新カラテ地獄変（大酋長）
- 戦国武将列伝 爆風童子ヒッサツマン（霧隠才蔵）
- 電脳都市OEDO808
- B・B（狐火の頭）
- マッド★ブル34（スリーピー・ジョン・エステス）
- 緑山高校 甲子園編（国枝）
- ライトニングトラップ レイナ&ライカ（小谷）

1991年
- インフェリウス惑星戦史外伝 CONDITION GREEN（1991年 - 1993年、ジョルジュ・ガルディーノ）
- おたくのビデオ（バンクマン神田、ナレーション）
- カプリコン（ゲイル）
- 機動戦士ガンダム0083 STARDUST MEMORY（アナベル・ガトー）
- 銀河英雄伝説（チュン）
- ザ・学園超女隊
- 3×3 EYES（ベナレス）
- シャコタン☆ブギ
- スケバン刑事（沼重三）

1992年
- 鴉天狗カブト 黄金の目のケモノ（羅殺坊）
- 甲竜伝説ヴィルガスト（ムロボ）
- 創世機士ガイアース（ザクソン）
- スクランブル・ウォーズ　突走れ！ゲノムトロフィーラリー（ザクソン）
- ドラゴンスレイヤー英雄伝説 王子の旅立ち（ゲイル）
- ハード&ルーズ〜私立探偵・土岐正造トラブル・ノート〜（大西修五郎）
- バビル2世（ヨミ）
- ファイアーエムブレム 紋章の謎（ナレーター、コーネリアス）
- マグマ大使（マグマ）

1993年
- 今日から俺は!!（1993年 - 1994年、白鳥、智司）
- 絶対無敵ライジンオー 初恋大作戦!（ゴクドー）
- 絶対無敵ライジンオー みんなが地球防衛組（ゴクドー）
- 創竜伝（儀狄）
- ドラゴンハーフ（ダマラム）
- ブラック・ジャック（ブラック・ジャック）

1994年
- おいら宇宙の探鉱夫（南部光三郎）
- KEY THE METAL IDOL（1996年 - 1997年、青射）
- KIZUNA -絆-（荒木政則）
- KIZUNA 2（荒木政則）
- クローズ（リンダマン）
- 埼玉暴走最前線 フラッグ!死にものぐるいの青春!!（藤巻）
- ジャイアントロボ THE ANIMATION -地球が静止する日（1994年 - 1998年、小李広の花栄、シムレ教授）
- 修羅がゆく（伊能政治）
- ダーティペアFLASH2（カルディ）
- 七都市物語 〜北極海戦線〜（ケネス・ギルフォード）
- 爆炎CAMPUSガードレス（鬼島藤太）

1995年
- アルスラーン戦記 征馬孤影（アンドラゴラス）
- 鬼切丸（伊秋院）
- 3×3 EYES 〜聖魔伝説〜（ベナレス）
- 沈黙の艦隊（深町洋）
- 天地無用! 魎皇鬼（柾木 阿主沙 樹雷）
- プリンセス・ミネルバ（ウィスラー12世）

1996年
- ガーゼィの翼（ゲンゴーグ・アジ）
- 影技 -SHADOW SKILL- 第2期（ヴァイ・ロー）
- ツインシグナル〜ファミリーゲーム〜（音井信之介）
- 鉄腕バーディー（ゴメス）
- 闘神伝（ラングー）
- パンツァードラグーン（艦長、ドラゴン・ブラウ）
- BLUE SEED2（国木田大哲）
- 魔法使いTai!（箕輪允）

1997年
- AIKa（相田郷造）
- 綾音ちゃんハイキック!（丹下国光）
- 新機動戦記ガンダムW Endless Waltz（ナレーション）
- ヴァンパイアハンター（デミトリ・マキシモフ）
- 超光速グランドール（グランナイト、ペオース）
- でたとこプリンセス（国王）
- 竜機伝承（バシュア）
- レイアース（ウィンダム）

1998年
- クイーン・エメラルダス（ヴァイダス）
- ゴルゴ13〜QUEEN BEE〜（情報屋）
- ジオブリーダーズ（ハウンド・矢島）
- 新・男樹（村田京介）
- 鉄拳 -TEKKEN-（ジャック2、ナレーション）

1999年
- サクラ大戦 轟華絢爛（緒方星也）
- 太陽の船 ソルビアンカ（グェン）
- 菜々子解体診書（拝錠児）
- メルティランサー The Animation（コリンズ）

2000年
- AMON デビルマン黙示録（アモン）
- sin THE MOVIE（ヴィンセント・“ラッキー”・マンシーニ）
- ブラック・ジャック 空からきた子ども（ブラック・ジャック）

2001年
- ジオブリーダーズ2（矢島隊長）
- るろうに剣心 -明治剣客浪漫譚- 星霜編（鵜堂刃衛）

2002年
- 機甲兵団J-PHOENIX PFリップス小隊（グリュウ・アインソード）

2004年
- 一撃殺虫!!ホイホイさん オリジナルアニメーション（古屋敷）
- ストラトス・フォー（X シリーズ）（月野〈査問官〉）

2005年
- ストラトス・フォー アドヴァンス（月野〈査問官〉）
- 星界の戦旗III（サムソン）
- 聖闘士星矢 冥王ハーデス冥界編（ハーデスの魂、ハーデス）
- BLEACH The Sealed Sword Frenzy（京楽春水）

2006年
- 攻殻機動隊 STAND ALONE COMPLEX Solid State Society（バトー）
- ストラトス・フォー アドヴァンス 完結編（月野〈査問官〉）
- フルメタル・パニック! The Second Raid 特別版OVA（アンドレイ・セルゲイヴィッチ・カリーニン）

2007年
- AIKa R-16:VIRGIN MISSION（相田郷造）
- 今日からマ王! R（フォンヴォルテール卿グウェンダル）
- 銀河鉄道物語 〜忘れられた時の惑星〜（シュワンヘルト・バルジ）
- 天保異聞 妖奇士 奇士神曲（高野長英）
- 茄子 スーツケースの渡り鳥（マルコ・ロンダニーニ）

2008年
- 機動戦士ガンダム MSイグルー2 重力戦線（エルマー・スネル大尉）
- ストリートファイターIV〜新たなる絆〜（セス）
- 聖闘士星矢 冥王ハーデスエリシオン編（ハーデス）
- METAL GEAR SOLID 2 BANDE DESSINEE（ソリッド・スネーク、ソリダス・スネーク、イロコィ・プリスキン）

2009年
- AIKa ZERO（相田郷造）
- TO（ダン）
- DOGS/BULLETS&CARNAGE（ミハイ）

2010年
- テイルズ オブ シンフォニア THE ANIMATION（2010年 - 2012年、リーガル・ブライアン） - 2シリーズ
- スーパーストリートファイターIV（セス）※Xbox 360版限定特典アニメ
- BLEACH カラブリ！ 護廷十三屋台大作戦！（京楽春水）
- Halo Legends（ONI司令官）

2011年
- バカとテストと召喚獣 〜祭〜（西村宗一）
- ブラック・ジャック FINAL（ブラック・ジャック）

2013年
- 一撃殺虫!!ホイホイさん LEGACY（古屋敷）※単行本1巻のアニメDVD付き特装版
- 史上最強の弟子ケンイチ（緒方一神斎）※単行本第53巻・第54巻特装版付属DVD

2015年
- 機動戦士ガンダム THE ORIGIN（2015年 - 2018年、ナレーション） - 2019年に再編集作品『THE ORIGIN 前夜 赤い彗星』テレビ放送

2017年
- 天地無用!魎皇鬼 第四期（柾木 阿主沙 樹雷）

2019年
- ゴールデンカムイ（二瓶鉄造）※コミックス第17巻アニメDVD同梱版
- モブサイコ100 第一回霊とか相談所慰安旅行〜ココロ満たす癒やしの旅〜（エクボ）

2020年
- ゆるキャン△スペシャルエピソード（ナレーション）

### Webアニメ
2000年代
- ブラック・ジャック（2001年、ブラック・ジャック）
- 亡念のザムド（2008年、ズイゾ）
- 涼宮ハルヒちゃんの憂鬱（2009年、新川さん）

2010年代
- ポケモンジェネレーションズ（2016年、サカキ）
- マウスどうぶつえん（2017年、コアラのあきお）
- 異世界居酒屋〜古都アイテーリアの居酒屋のぶ〜（2018年、バッケスホーフ）
- SUPER SHIRO（2019年、ヒーロー語り）
- ケンガンアシュラ（2019年、加納アギト）

2020年
- 攻殻機動隊 SAC 2045（2020年 - 2022年、バトー） - 2シリーズ
- バキ（範馬勇次郎）

2021年
- 俺、つしま（つしま）
- スター・ウォーズ: ビジョンズ「九人目のジェダイ」（ナレーション）
- 範馬刃牙（2021年 - 2023年、範馬勇次郎） - 3シリーズ

2022年
- スプリガン（スティーブ・H・フォスター）

2023年
- ルパン三世VSキャッツ・アイ（次元大介）
- MAKE MY DAY（バーク隊長）
- 幼女社長R（浜岡無岳）
- グッド・ナイト・ワールド（赤羽士郎 / 有間小次郎）
- PLUTO（BJ）
- 鬼武者（宮本武蔵）
- 悪魔くん（水木老人）

2024年
- SAND LAND: THE SERIES（サタン）
- 範馬刃牙VSケンガンアシュラ（範馬勇次郎、加納アギト）
- 『BLUE PROTOCOL』 Side Story（ナレーター、Gwibel）

2025年
- LUPIN THE IIIRD 銭形と2人のルパン（次元大介）

### ゲーム
時期不明
- MMORPG「Angel Love Online」（血蹄マノン、エモーション）
- MMOバトルアクション「ゲットアンプド2」（金田善次郎）
- MMOバトルシューティング! 「コズミックブレイク!」（ドラッケン）
- MOアクション「アラド戦記」（空間条約者ガウニス）

1992年
- 改造町人シュビビンマン3 -異界のプリンセス-（魔界神）
- クイズの星（狼牙、小泉源蔵）
- ふしぎの海のナディア（ネモ船長） - X68000版、PC-9801版
- 超時空要塞マクロス2036（ブリタイ・クリダニク、ナレーション）

1993年
- アルスラーン戦記（アンドラゴラス）
- 機装ルーガ（ガイム、ナレーション）
- ナイトトラップ（シムス隊長）
- ふしぎの海のナディア（ネモ船長） - FM TOWNS版、PCエンジン版
- ムーンライトレディ（ガーゴイル）
- MEGA-CD アルシャーク（ジャグマ・ドリアン）

1994年
- ドラゴンハーフ（ダマラム、ナレーション）

1995年
- キリーク・ザ・ブラッド（香田孝志、ナレーション）
- キリーク・ザ・ブラッド2（ナレーション）
- 大封神伝（天帝、ナレーション）
- バトルタイクーン（ジェイルランス）
- フィロソマ（スタンレー・キナバル）
- BLUE SEED 奇稲田秘録伝（国木田大哲）

1996年
- いまどきのバンパイア（フェイドの父）
- エネミー・ゼロ（デヴィッド・バーナード）
- 機動戦士ガンダム外伝 THE BLUE DESTINY（ナレーション）
- 第4次スーパーロボット大戦S（アナベル・ガトー）
- DESCENT（マテリアルディフェンダー1032）
- 伝説のオウガバトル（ラシュディ、プロキオン）
- ドラゴンフォース（ロウ）
- ヒロインドリーム（元見演信）
- ファーランドストーリーFX（ゴダール）
- ベルトロガー9（ジョナサン・ランバート大尉）
- ポポロクロイス物語（ガミガミ魔王）
- リグロードサーガ2（カムイ）
- LUNAR シルバースターストーリー（レイク、ダイン）
- るろうに剣心 -明治剣客浪漫譚- 維新激闘編（鵜堂刃衛、式尉）

1997年
- あやかし忍伝くの一番（葉隠十全）
- ウルティマアンダーワールド（ガラモン）
- QUANTUM GATE I 〜悪魔の序章〜（Andrew Griffin）
- ゲーム天国（ぴぐ）
- この世の果てで恋を唄う少女YU-NO（龍蔵寺幸三）
- スレイヤーズ ろいやる（フォッグ）
- 蒼空の翼 -GOTHA WORLD-
- 超光速グランドール（グランナイト、ペオース）
- Twisted Metal EX
- 幕末浪漫 月華の剣士（天野漂）
- ファーランドストーリー〜四つの封印〜（ゴダール、ザヴェル）
- 悠久幻想曲（リカルド・フォスター）
- ゆけゆけ!!トラブルメーカーズ（ゴリアテ）

1998年
- AZITO2（魔王ドグー）
- AZEL -パンツァードラグーン RPG-（アーウェン）
- エクサレギウス（ウォルダム）
- SDガンダム GGENERATION（1998年 - 2025年、アナベル・ガトー、ストール・マニングス、『外伝』タイトルコール、カイト・マディガン、オープニングムービーナレーション〈F〉） - 15作品
- お嬢様特急（料理長）
- GUNばれ!ゲーム天国（ぴぐ）
- 機動戦艦ナデシコ The blank of 3years（御統コウイチロウ）
- 機動戦士ガンダム ギレンの野望（アナベル・ガトー）
- クロックタワーゴーストヘッド（剛元亘、才堂不志人、宇路達士）
- コロニーウォーズ（司令官ファーザー）
- サウザンドアームズ（五武王ワイヤー）
- サクラ大戦2 〜君、死にたもうことなかれ〜（緒方星也）
- 3×3EYES 〜転輪王幻夢〜（ベナレス）
- サンパギータ（ボーイ）
- スーパーロボット大戦F完結編（アナベル・ガトー）
- 戦国美少女絵巻 空を斬る!!（服部半蔵）
- 双界儀（八洲大騎）
- 速攻生徒会（宇宙番長〈柴田明夫〉）
- 玉繭物語（コリス）
- DEBUT21（敷島幸太郎）
- 幕末浪漫第二幕 月華の剣士 〜月に咲く華、散りゆく花〜（天野漂、アナウンス）
- ヒロインドリーム2（元見演信）
- ブレイヴフェンサー 武蔵伝（ジャン、ウォッカ）
- METAL GEAR SOLID（ソリッド・スネーク）
- ワンダートレック（スフィンクス、ナレーション）

1999年
- アークザラッドIII（ガルド・バン・モルガン）
- ウルティマIX（アバタール）
- ギガウイング（シュトック）※ドリームキャスト版
- 機動戦艦ナデシコ NADESICO THE MISSION（御統コウイチロウ）
- 機動戦士ガンダム外伝 コロニーの落ちた地で…（ナレーション）
- 金田一少年の事件簿3 青龍伝説殺人事件（剣持勇）
- サーカディア（片山茂、清一、健吾の師匠）
- Cybernetic EMPIRE（長官、ナレーション）
- Schwarzschild WING2（ボージュドII世）
- 神機世界エヴォリューション（グレ・ネイド）
- 神機世界エヴォリューション2 遠い約束（グレ・ネイド）
- スーパーロボット大戦コンプリートボックス（アナベル・ガトー）
- 戦国美少女絵巻 空を斬る!! 〜春風の章〜（服部半蔵）
- 探偵 神宮寺三郎 灯火が消えぬ間に（神宮寺三郎）
- Dの食卓2（デイビット・ブレナー）
- 魔剣X
- 悠久幻想曲 ensemble2（リカルド・フォスター）
- ラングリッサーミレニアム（ガースン・デル・ダグート）
- リフレインラブ2（炒木俊作）
- レジェンドオブドラグーン（ジーク）
- Lord of Fist（ハン・ラオタイ）

2000年
- さらば宇宙戦艦ヤマト 愛の戦士たち（土方竜）
- 機動戦士ガンダム ギレンの野望 ジオンの系譜（アナベル・ガトー）
- ケロケロキング（ゲロレヨン）
- サンライズ英雄譚R（キョウ・アカツキ、ナレーション）
- スーパーロボット大戦α（アナベル・ガトー）
- 探偵紳士DASH!（鬼弐丸）
- 超鋼戦紀キカイオー（ナレーション）※ ドリームキャスト版
- ブリガンダイン グランドエディション（ゼメキス、ネヴィル）
- ポポロクロイス物語II（ガミガミ魔王、エスペランサ）
- 燃えろ!ジャスティス学園（風間醍醐、ワイルド醍醐）
- ロビン・ロイドの冒険（ドイル大佐）

2001年
- アーマード・コア2 アナザーエイジ（CM）
- EXTERMINATION（マイク・ハーディガン少佐）
- 鬼武者（織田上総介信長、フォーティンブラス）
- 火焔聖母 〜The Virgin on Megiddo〜（妙見史郎）
- 機甲兵団 J-PHOENIX 序章編（グリュウ・アインソード、グレン・クラウゼン）
- 機甲兵団 J-PHOENIX（グリュウ・アインソード、グレン・クラウゼン）
- Sub Command 日本語版
- サンライズ英雄譚2（キョウ・アカツキ、ナレーション）
- シェンムーII（ヒメネス・ガルシア）
- スーパーロボット大戦α for Dreamcast（アナベル・ガトー）
- 魔剣爻
- みんなのGOLF3（レスリー）
- METAL GEAR SOLID 2 SONS OF LIBERTY（ソリッド・スネーク / イロコィ・プリスキン、ソリダス・スネーク）
- リリーのアトリエ 〜ザールブルグの錬金術士3〜（ハインツ・マドック）
- レガイアデュエルサーガ（アヴァロン）

2002年
- 鬼武者2（織田信長）
- Only you リベルクルス（鴉丸羅喉）
- 機甲武装Gブレイカー 第三次クラウディア大戦（キョウ・アカツキ）
- 機甲武装Gブレイカー 同盟の反撃（キョウ・アカツキ、ナレーション）
- 機甲武装Gブレイカー レジェンド・オブ・クラウディア（キョウ・アカツキ）
- 機甲兵団 J-PHOENIX BURST TACTICS（グリュウ・アインソード）
- キングダム ハーツ（アンセム）
- スター・ウォーズ ギャラクティック・バトルグラウンド（ハン・ソロ）
- スーパーロボット大戦IMPACT（アナベル・ガトー）
- PROJECT MINERVA（ジェームズ・キング）
- ポポロクロイス はじまりの冒険（ピエトロ王）
- ボンバーマンジェネレーション（ゲンバオーX）
- ルパン三世 魔術王の遺産（ハスダル）

2003年
- 一撃殺虫!!ホイホイさん（古屋敷部長、OPナレーション）
- EVE burst error PLUS（鈴木源三郎）
- Angelic Vale（ガウェイン）
- Angelic Vale Progress 〜ウェスペールの迷宮〜（ガウェイン）
- 鬼武者 無頼伝（織田信長）
- 機動戦士ガンダム めぐりあい宇宙（アナベル・ガトー）
- ゲゲゲの鬼太郎 異聞妖怪奇譚（ドラキュラ）
- ゲゲゲの鬼太郎 逆襲!妖魔大血戦
- SUNRISE WORLD WAR（キョウ、ナレーション、キーク、ガトー、ケネス）
- 白詰草話 -Episode of the Clovers-（荒山鳥人）
- 勝負師伝説 哲也2 玄人頂上決戦（ドサ健）
- 星界の戦旗（サムソン）
- ソウルキャリバーII ※Xbox版（スポーン）
- 第2次スーパーロボット大戦α（アナベル・ガトー）
- テイルズ オブ シンフォニア（リーガル・ブライアン）
- ドリームミックスTV ワールドファイターズ（ソリッド・スネーク）
- Phantom -PHANTOM OF INFERNO-（梧桐大輔）
- ボクらの太陽（おてんこさま、伯爵）
- ロックマンX7（レッド）
- ONE PIECE グランドバトル! 3（マーシャル・D・ティーチ）

2004年
- ASTRO BOY 鉄腕アトム（プルートゥ、ダークプルートゥ）
- 鬼武者3（織田信長）
- 機甲兵団 J-PHOENIX2（グリュウ・アインソード）
- キングダム ハーツ チェイン オブ メモリーズ（アンセム）
- 決戦III（上杉謙信、ナレーション）
- 攻殻機動隊 STAND ALONE COMPLEX（バトー）
- 勝負師伝説 哲也 DIGEST（ドサ健）
- ステラデウス（覇王ディグニス）
- 戦国無双 猛将伝（本多忠勝）
- 続・ボクらの太陽 〜太陽少年ジャンゴ〜（おてんこさま、リンゴ）
- テイルズ オブ シンフォニア（リーガル・ブライアン）
- どろろ（醍醐景光）
- ブラッディロア4（ガドウ）
- ポポロクロイス 月の掟の冒険（ピエトロ王、ガミガミ魔王）
- METAL GEAR SOLID 3 SNAKE EATER（ネイキッド・スネーク）
- 我が竜を見よ（デュラン）

2005年
- Another Century's Episode（役名不明）
- 宇宙戦艦ヤマト 暗黒星団帝国の逆襲（古野間卓、土方竜）
- 宇宙戦艦ヤマト 二重銀河の崩壊（古野間卓）
- 機動戦士ガンダムSEED DESTINY GENERATION of C.E.（カイト・マディガン）
- キングダムアンダーファイア（ジェラルド）
- キングダム ハーツII（アンセム / ゼアノート）
- CRITICAL VELOCITY（グリフィン）
- 激・戦国無双（本多忠勝）
- GENJI（武蔵坊弁慶）
- 攻殻機動隊 STAND ALONE COMPLEX -狩人の領域-（バトー）
- サムライスピリッツ 天下一剣客伝（壬無月斬紅郎、兇國日輪守我旺、魔界を統べし我旺、タイトルコール）
- サモンナイト クラフトソード物語 〜はじまりの石〜（パイク）
- サルゲッチュ3（スネーク、ピポスネーク）
- 新天魔界ジェネレーションオブカオスV（ハンク、バミリアン、ナレーション）
- 新・ボクらの太陽 〜逆襲のサバタ〜（おてんこさま、伯爵、???）
- スプリンターセル パンドラトゥモロー（スハディ・サドノ）
- テイルズ オブ ザ ワールド なりきりダンジョン3
- 天外魔境III NAMIDA（儀右衛門）
- NAMCO x CAPCOM（名無しの超戦士1P、源頼朝）
- BALDR FORCE EXE（クーウォン）
- ふしぎの海のナディア〜Inherit the Bluewater〜（ネモ）
- ヘビーメタルサンダー（秋葉原ヘイワード）
- BLEACH アドバンス 紅に染まる尸魂界（京楽春水）
- BLEACH GC 黄昏にまみえる死神（京楽春水）
- BLEACH 〜ヒート・ザ・ソウル2〜（京楽春水）
- プリンス・オブ・ペルシャ ケンシノココロ（プリンス）
- METAL GEAR AC!D2（スネーク）
- 義経紀（武蔵坊弁慶）
- ONE PIECE パイレーツカーニバル（マーシャル・D・ティーチ）

2006年
- Another Century's Episode 2（アナベル・ガトー、御統コウイチロウ）
- イーディスメモリーズ 〜新天魔界GOCV〜（ハンク、ナレーション）
- 機神飛翔デモンベイン（ラバン・シュリュズベリイ）
- 機動戦士ガンダム 戦場の絆（ジオン公国軍男性オペレーター〈アナベル・ガトー〉）
- 機動戦士ガンダム クライマックスU.C.（アナベル・ガトー）
- クイズ機動戦士ガンダム 問・戦士（アナベル・ガトー、ステージデモのナレーション）
- 今日からマ王! はじマりの旅（フォンヴォルテール卿グウェンダル）
- 今日からマ王! おれさまクエスト（フォンヴォルテール卿グウェンダル）
- GENJI -神威奏乱-（武蔵坊弁慶）
- 新 鬼武者 DAWN OF DREAMS（フォーティンブラス）
- 戦国無双2（本多忠勝）
- 戦国無双2 Empires（本多忠勝）
- タイムクライシス4（ウィリアム・ラッシュ大尉）
- チョコボと魔法の絵本（ヴォルグ）
- 天下人（武田信玄）
- ファイナルファンタジーXII（ジャッジ・ガブラス）
- ファンタジーアース ゼロ（ボイスチケット♂VIII）
- ブラック・ジャック 火の鳥編（ブラック・ジャック）
- プリンス・オブ・ペルシャ 二つの魂（プリンス）
- BLEACH DS 蒼天に駆ける運命（京楽春水）
- BLEACH 〜ヒート・ザ・ソウル3〜（京楽春水）
- ブレイドダンサー 千年の約束（ゴーザン）
- ボクらの太陽 Django & Sabata（オテンコ、ライマー）
- メタルギアソリッド ポータブル・オプス（ネイキッド・スネーク ＝ ビッグ・ボス）
- るろうに剣心 -明治剣客浪漫譚- 炎上! 京都輪廻（鵜堂刃衛）

2007年
- Another Century's Episode 3 THE FINAL（御統コウイチロウ）
- オペレーション・ダークネス（ジェイムズ・ガラント少佐）
- ガンダムバトルクロニクル（アナベル・ガトー）
- ガンダム無双（アナベル・ガトー、ナレーション）
- 機動戦士ガンダム MS戦線0079（アナベル・ガトー）
- 今日からマ王! 眞マ国の休日（フォンヴォルテール卿グウェンダル）
- キングダム ハーツ Re:チェイン オブ メモリーズ（アンセム）
- キングダム ハーツII ファイナル ミックス（アンセム / ゼアノート）
- 神曲奏界ポリフォニカ THE BLACK（マナガリアスティノークル・ラグ・エデュライケリアス）
- 戦国無双KATANA（本多忠勝）
- 戦国無双2 猛将伝（本多忠勝）
- チョコボの不思議なダンジョン 時忘れの迷宮（ヴォルグ）
- テイルズ オブ ファンダム Vol.2（リーガル・ブライアン）
- BLEACH DS 2nd 黒衣ひらめく鎮魂歌（京楽春水）
- BLEACH 〜ヒート・ザ・ソウル4〜（京楽春水）
- MAPLUS2（ナビ音声）
- 無双OROCHI（本多忠勝）
- メタルギアソリッド ポータブル・オプス+（ネイキッド・スネーク ＝ ビッグ・ボス、オールド・スネーク）
- リーズのアトリエ 〜オルドールの錬金術士〜（グレイゴ・リグリス）
- ONE PIECE ギアスピリット（マーシャル・D・ティーチ）

2008年
- Alliance of Valiant Arms（日本語版男性キャラボイス、システム音声）
- 暁のアマネカと蒼い巨神（オーギ・カットラス）
- ヴァルキリープロファイル 咎を背負う者（ヒューゴー、ガブリエ・セレスタ）
- ガンダムバトルユニバース（アナベル・ガトー）
- ガンダム無双 Special（アナベル・ガトー、ナレーション）
- 機動戦士ガンダム ガンダムVS.ガンダム（アナベル・ガトー）
- クレヨンしんちゃん 嵐を呼ぶ シネマランド カチンコガチンコ大活劇!
- シドとチョコボの不思議なダンジョン 時忘れの迷宮DS+（ヴォルグ）
- スーパーロボット大戦A PORTABLE（アナベル・ガトー）
- ストリートファイターIV（セス）
- 戦場のヴァルキュリア（ラディ・イェーガー）
- 大乱闘スマッシュブラザーズシリーズ（2008年 - 2018年、ソリッド・スネーク、サムライ・ゴロー） - 4作品
- チョコボと魔法の絵本 魔女と少女と5人の勇者（ヴォルグ）
- Daylight -朝に光の冠を-（フォルスラコス・レ・ヴェルトラプトル）
- ディシディア ファイナルファンタジー（ジャッジ・ガブラス）
- テイルズ オブ シンフォニア -ラタトスクの騎士-（リーガル・ブライアン）
- 12RIVEN -the Ψcliminal of integral-（ボス）
- BLEACH 〜ソウル・カーニバル〜（京楽春水）
- BLEACH 〜ヒート・ザ・ソウル5〜（京楽春水）
- マナケミア 〜学園の錬金術士たち〜PORTABLE+（サルファ）
- 無双OROCHI 魔王再臨（本多忠勝）
- METAL GEAR SOLID 4 GUNS OF THE PATRIOTS（オールド・スネーク）
- 428 〜封鎖された渋谷で〜（シャム、佐伯）
- RESISTANCE2（リチャード・ブレイク少佐）
- ONE PIECE アンリミテッドクルーズ エピソード1 波に揺れる秘宝（マーシャル・D・ティーチ）
- ONE PIECE ワンピーベリーマッチ（マーシャル・D・ティーチ）

2009年
- アサシン クリード II（マリオ・アウディトーレ）
- ウィザードリィ 囚われし魂の迷宮（ペグマ）
- 内田康夫DSミステリー 名探偵・浅見光彦シリーズ「副都心連続殺人事件」（浅見陽一郎）
- 機動戦士ガンダム 戦場の絆ポータブル（ジオン軍指揮官）
- 機動戦士ガンダム ガンダムVS.ガンダムNEXT（アナベル・ガトー）
- キングダム ハーツ 358/2 Days（アンセム）
- サモンナイトX 〜Tears Crown〜（グロッケン・ウィル・デルティアナ）
- シャイニング・フォース フェザー（バルバザン）
- スーパーストリートファイターIV（セス）
- 戦国無双3（本多忠勝）
- 超劇場版ケロロ軍曹 撃侵ドラゴンウォリアーズであります!（ガルル中尉）
- ディシディア ファイナルファンタジー ユニバーサルチューニング （ジャッジ・ガブラス）
- BLEACH 〜ソウル・カーニバル 2〜（京楽春水）
- BLEACH 〜ヒート・ザ・ソウル6〜（京楽春水）
- 無双OROCHI Z（本多忠勝）
- 龍が如く3（田宮隆造）
- LUNAR ハーモニー オブ シルバースター（レイク・ボガード、ドラゴンマスター・ダイン）
- Lucian Bee's RESURRECTION SUPERNOVA（クロムウェル・ニーソン）
- ロロナのアトリエ 〜アーランドの錬金術士〜（ジオ）

2010年
- アサシン クリード ブラザーフッド（マリオ・アウディトーレ）
- Operation Flashpoint: Dragon Rising（カポネ）
- ガンダムアサルトサヴァイブ（アナベル・ガトー）
- ガンダム無双3（アナベル・ガトー）
- 機動戦士ガンダム エクストリームバーサス（2010年 - 2016年、アナベル・ガトー） - 5作品
- キャッスルヴァニア ロード オブ シャドウ（パン）
- キングダム ハーツ バース バイ スリープ（テラ＝ゼアノート）
- コープスパーティー ブラッドカバー リピーティッドフィアー（山崎一）
- 白銀のカルと蒼空の女王（ファルツ）
- スーパーストリートファイターIV アーケードエディション（セス）
- デュラララ!! 3way standoff（岸谷森厳）
- 東京鬼祓師 鴉乃杜學園奇譚（伊佐地大督）
- 二世の契り（刀儀兼久）
- BLEACH ヒート・ザ・ソウル 7〜（京楽春水）
- METAL GEAR SOLID PEACE WALKER（スネーク ＝ ビッグ・ボス）
- ModNation 無限のカート王国（ビフ、CMナレーション）
- モンスターハンターポータブル3rd（「スネーク装備」装備時のプレイヤーの声）
- Lucian Bee's JUSTICE YELLOW（クロムウェル・ニーソン）
- ONE PIECE ギガントバトル!（マーシャル・D・ティーチ）

2011年
- INSTANT BRAIN（大佐）
- 涼宮ハルヒちゃんの麻雀（新川）
- 戦国無双3 Empires（本多忠勝）
- 戦国無双 Chronicle（本多忠勝）
- 戦国無双3 Z（本多忠勝）
- 戦国無双3 猛将伝（本多忠勝）
- 戦場のヴァルキュリア3（ラディ・イェーガー）
- ディシディア デュオデシム ファイナルファンタジー（ジャッジ・ガブラス）
- デュラララ!! 3way standoff -alley-（岸谷森厳）
- 二世の契り 想い出の先へ（刀儀兼久）
- BLEACH ソウル・イグニッション（京楽春水）
- 無双OROCHI 2（本多忠勝）
- メルルのアトリエ 〜アーランドの錬金術士3〜（ジオ）
- るろうに剣心 -明治剣客浪漫譚- 再閃（鵜堂刃衛）
- ONE PIECE アンリミテッドクルーズ スペシャル（マーシャル・D・ティーチ）
- ONE PIECE ギガントバトル! 2 新世界（マーシャル・D・ティーチ）

2012年
- MMORPG「Wizardry Online」（男性専用ボイス）
- 鬼武者Soul（織田信長、CMナレーション）
- 機動戦士ガンダム オンライン（ガトー）
- 極限脱出ADV 善人シボウデス（クライム博士）
- キングダム ハーツ 3D ［ドリーム ドロップ ディスタンス］（アンセム）
- クリスタル◆コンクエスト（ウルカ、ナレーション）
- 戦国無双 Chronicle 2nd（本多忠勝）
- ソールトリガー（イシュトヴァーン）
- 十鬼の絆 〜関ヶ原奇譚〜（徳川家康）
- とびたて！超時空トラぶる花札大作戦（ライダー）
- トリコ グルメサバイバル!2（リョウテイ）
- トリコ グルメモンスターズ!（リョウテイ）
- バカとテストと召喚獣 ポータブル（西村宗一）
- ヒーローズファンタジア（ガルル中尉）
- PROJECT X ZONE（セス）
- 無双OROCHI2 Special（本多忠勝）
- 無双OROCHI2 Hyper（本多忠勝）
- メタルギア ソリッド ソーシャル・オプス（ソリッド・スネーク、ネイキッド・スネーク）
- るろうに剣心 -明治剣客浪漫譚- 完醒（鵜堂刃衛）
- ワンピース 海賊無双（2012年 - 2020年、黒ひげ / マーシャル・D・ティーチ） - 4作品
- ワンピース ROMANCE DAWN 冒険の夜明け（マーシャル・D・ティーチ）

2013年
- キングダム ハーツ HD 1.5 リミックス（アンセム）
- サーガ・オブ・ファンタズマ（バードック）
- ジョジョの奇妙な冒険 オールスターバトル（ワムウ）
- 真・ガンダム無双（アナベル・ガトー）
- 新・ロロナのアトリエ はじまりの物語〜アーランドの錬金術士〜（ジオ）
- 聖闘士星矢 ブレイブ・ソルジャーズ（ハーデス）
- セブンスドラゴン2020-II
- テイルズ オブ シンフォニア ユニゾナントパック（リーガル・ブライアン）
- 十鬼の絆 花結綴り（徳川家康）
- トリコ グルメガバトル!（ライブベアラー）
- ファイナルファンタジーXIV：新生エオルゼア（ガイウス・ヴァン・バエサル）
- 無双OROCHI2 Ultimate（本多忠勝）
- メタルギア ライジング リベンジェンス（木刀蛇魂「ソリッド・スネーク」の声）
- メルルのアトリエ Plus 〜アーランドの錬金術士3〜（ジオ）
- ONE PIECE アンリミテッドワールド レッド（マーシャル・D・ティーチ）

2014年
- ウルトラストリートファイターIV（セス）
- 鬼武者Soul カードラッシュ（織田信長）
- 機動戦士ガンダム サイドストーリーズ（アナベル・ガトー）
- キングダム ハーツ HD 2.5 リミックス（アンセム / ゼアノート）
- クレヨンしんちゃん 嵐を呼ぶ カスカベ映画スターズ!（パラダイスキング）
- ケイオスリングスIII（ヨハネ）
- ケイオスリングスIIIプリクエル・トリロジー（ヨハネ）
- 激突！ブレイク学園（轟雷山 旭）
- 3594e -三国志英歌-（関羽）
- SKYLOCK 神々と運命の五つ子（オリエンス）
- 戦国無双 Chronicle 3（本多忠勝）
- 戦国無双4（本多忠勝）
- Destiny（ナレーション、預言者）
- はじめの一歩（ブライアン・ホーク）
- ファンタシースター ノヴァ（オルクス）
- METAL GEAR SOLID V GROUND ZEROES（スネーク ＝ ビッグ・ボス、メディック）
- ONE PIECE 超グランドバトル! X（マーシャル・D・ティーチ）
- ONE PIECE ワンピースキングス（マーシャル・D・ティーチ）

2015年
- ガールフレンド（♪）（武上創士郎）
- ジョジョの奇妙な冒険 アイズオブヘブン（ワムウ）
- スーパーリアル麻雀（ナビゲーター）
- 聖闘士星矢 ソルジャーズ・ソウル（ハーデス）
- セブンスドラゴンIII code:VFD
- 戦国修羅SOUL（徳川家康）
- 戦国無双4-II（本多忠勝）
- 戦魂 -SENTAMA-（織田信長、毛利元就）
- Soul Clash（航海者クンカ）
- デュラララ!! Relay（岸谷森厳）
- 東京ファントム（御厨源一郎）
- Hearthstone: ハースストーン（ネファリアン）
- ファイアーエムブレムif（ガロン、ハイドラ）
- ポポロクロイス牧場物語（ガミガミ魔王）
- METAL GEAR SOLID V THE PHANTOM PAIN（スネーク ＝ ビッグ・ボス ＝ ヴェノム・スネーク）
- よるのないくに（夜の君）
- RAVEN レイヴン（レフェス、ルシフェル）
- LEGO マーベル スーパー・ヒーローズ ザ・ゲーム（ゴーストライダー、パニッシャー、ブレイド）

2016年
- アイ★チュウ（クマ校長）
- アカシックリコード（神秘蒐集者アルセーヌ・ルパン）
- ArcheAge（ウォーボーン男性）
- エンドライド-X fragments-（デルザイン）
- ガーディアン・コーデックス（ヌァザ）
- ガンダムジオラマフロント（アナベル・ガトー）
- 攻殻機動隊S.A.C. ONLINE（バトー）
- 神航の地平線（ダムド）
- 戦国無双 〜真田丸〜（本多忠勝）
- 蒼空のリベラシオン（アルド）
- HOUNDS（エクストラボイス）
- ピリオドキューブ 〜鳥籠のアマデウス〜（シレント）
- Fate/EXTELLA（2016年 - 2018年、イスカンダル） - 2作品
- Fate/Grand Order（2016年 - 2022年、イスカンダル） - 2作品
- ブレイジングオデッセイ（語り部）
- ベルセルク無双（髑髏の騎士、ナレーション）
- 北斗の拳 スマートショック（サウザー）
- マジきゅんっ!ルネッサンス（校長）
- モブサイコ100 〜サイキックパズル〜（エクボ）

2017年
- キングダム ハーツ HD 2.8 ファイナル チャプター プロローグ（アンセム、テラ＝ゼアノート）
- ニューダンガンロンパV3 みんなのコロシアイ新学期（星竜馬）
- モンスターストライク（2017年 - 2024年、ジャッジ・ガブラス、サラザール、水戸光圀、アナベル・ガトー）
- スーパーロボット大戦V（アンドレイ・セルゲイヴィッチ・カリーニン、エルク・ドメル）
- クリスタルオブリユニオン（ハンニバル）
- 麻雀ツモツモ（ナレーション）
- 武器よさらば（アキラ）
- HUNTER×HUNTER ワールドハント（ウボォーギン）
- 崩壊3rd（ホム）
- ラジアントヒストリア パーフェクトクロノロジー（ガーランド）
- ガンダムバーサス（アナベル・ガトー）
- LORD of VERMILION IV（ヴァン・ヘルシング）
- マグナとふしぎの少女（イスラ）
- Destiny 2（預言者）
- ファイナルファンタジー ブレイブエクスヴィアス（レーゲン）
- ミリオンアーサー アルカナブラッド（こびとさん）
- ゼノブレイド2（バーン会長）
- サーヴァントオブスローンズ（ヴァルス・アークフェル）

2018年
- MIRRORS CROSSING（ペンデルトン）
- オーディンクラウン（ディー）
- 妖怪ウォッチ ぷにぷに（ねずみ男）
- TRINITY MASTER（ナレーション）
- スーパーロボット大戦X（ネモ船長）
- Shadowverse（マルドゥーク）
- ポポロクロイス物語 ナルシアの涙と妖精の笛（ガミガミ魔王）
- フルメタル・パニック！ 戦うフー・デアーズ・ウィンズ（アンドレイ・セルゲイヴィッチ・カリーニン）
- アラド戦記（ガンブレーダー）
- スーパーボンバーマン R（ソリッド・スネークボンバー、ネイキッド・スネークボンバー）
- ファンタジーライフ オンライン
- 世界樹の迷宮X（ミュラー）
- 僕のヒーローアカデミア One's Justice（オール・フォー・ワン）
- 無双OROCHI 3（本多忠勝）
- 機動戦士ガンダム エクストリームバーサス2（2018年 - 2025年、アナベル・ガトー） - 4作品
- プレカトゥスの天秤（マクシム・ロッツ）
- 竹書房クエスト〜強襲ポプテピピック〜（ピピ美）
- ダイダロス: ジ・アウェイクニング・オブ・ゴールデンジャズ（ジョージ）
- Fit Boxing / 2 -リズム&エクササイズ-（2018年 - 2020年、ベルナルド） - 2作品
- グランブルーファンタジー（2018年 - 2025年、アランドゥーズ / 機神ヴァーサタイル、レイベリィ、アレーティア〈2代目〉、ウボォーギン）
- ファイアーエムブレム ヒーローズ（2018年 - 2022年、ガロン、ジェラルト）
- ブラウンダスト（バーモント）

2019年
- キングダム ハーツIII（アンセム / テラ＝ゼアノート / マスター・ゼアノート）
- 歌マクロス スマホDeカルチャー（ガルド・ゴア・ボーマン）
- JUMP FORCE（マーシャル・D・ティーチ）
- デビル メイ クライ 5（モリソン）
- PUBG MOBILE（男性クイックチャットボイス）
- スーパーロボット大戦X-Ω（アナベル・ガトー）
- ラストイデア（バルディオス）
- ドラゴンクエストライバルズ（ゾーマ）
- 北斗の拳 LEGENDS ReVIVE（2019年 - 2020年、サウザー、範馬勇次郎）
- LINE:ディズニー ツムツム（アンセム）
- ファイアーエムブレム 風花雪月（ジェラルト＝アイスナー、ナレーター）
- CODE VEIN（グレゴリオ・シルヴァ）
- ドラゴンクエストXI 過ぎ去りし時を求めて S（ジエーゴ）
- 幻奏喫茶アンシャンテ（淡木草庵）
- DEATH STRANDING（ダイハードマン）

2020年
- 龍が如く7 光と闇の行方（足立宏一）
- 龍が如く ONLINE（足立宏一、範馬勇次郎）
- ストリートファイターV（セス）
- 僕のヒーローアカデミア One's Justice 2（オール・フォー・ワン）
- 聖剣伝説3 TRIALS of MANA（英雄王）
- D×2 真・女神転生 リベレーション（髑髏の騎士）
- ジョジョのピタパタポップ（ワムウ）
- Ghost of Tsushima（志村）
- キングダム ハーツ メロディ オブ メモリー（アンセム / テラ＝ゼアノート / マスター・ゼアノート）
- 共闘ことばRPG コトダマン（2020年 - 2023年、サウザー、ウボォーギン、福地桜痴、オール・フォー・ワン、ピエモン、アポカリモン）
- サクラ革命 〜華咲く乙女たち〜（マモン）
- マナビモ！アソベンジャー！（マスタービット）

2021年
- テイルズ オブ ザ レイズ（リーガル）
- テラクラシック（ジョナサン）
- ポケモンマスターズEX（2021年 - 2023年、フラダリ）
- ゆるキャン△ VIRTUAL CAMP（ナレーション）
- はじめの一歩 FIGHTING SOULS（ブライアン・ホーク）
- ファミコン探偵倶楽部 うしろに立つ少女（浦部忠志）
- 僕のヒーローアカデミア ULTRA IMPACT（オール・フォー・ワン）
- スーパーボンバーマン R オンライン（オールドスネークボンバー、ネイキッド・スネークボンバー）
- 二ノ国：Cross Worlds（デストロイヤー）
- m HOLD'EM（獅子王賢）
- イース6 オンライン〜ナピシュテムの匣〜（オード）
- 機動戦士ガンダム U.C. ENGAGE（アナベル・ガトー）

2022年
- バキ KING OF SOULS（範馬勇次郎）
- ファイアーエムブレム無双 風花雪月（ジェラルト＝アイスナー、ナレーター）
- ライブアライブ（サンダウン・キッド）
- デジモンサヴァイブ（ピエモン）
- ゼノブレイド3（2022年 - 2023年、ゼット、ノポンダイセンニン）
- 鋼の錬金術師 MOBILE（2022年 - 2023年、お父様）
- SDガンダム バトルアライアンス（アナベル・ガトー）
- 機動戦士ガンダム アーセナルベース（アナベル・ガトー）
- ジョジョの奇妙な冒険 オールスターバトルR（ワムウ）
- コール オブ デューティ モダン・ウォーフェアII（シェパード）
- ドラえもん のび太の牧場物語 大自然の王国とみんなの家（ゴゴン）
- ハーヴェステラ（ガイスト）
- Gungrave G.O.R.E（ゼル・コンドルブレイブ）
- チョコボGP（ヴォルグ）
- Fit Boxing 北斗の拳 〜お前はもう痩せている〜（サウザー）

2023年
- サマータイムレンダ Another Horizon（菱形青銅）
- 龍が如く 維新！ 極（近藤勇）
- マブラヴ：ディメンションズ（バトー）

2024年
- アナザーコード リコレクション：2つの記憶 / 記憶の扉（船長）
- 龍が如く8（足立宏一）
- マクロス -Shooting Insight-（ガルド・ゴア・ボーマン）
- ドラゴンクエストX 未来への扉とまどろみの少女 オンライン（ゾーマ）
- SAND LAND（サタン）
- 学園アイドルマスター（2024年 - 2025年、十王邦夫）
- CalorieMate LIQUID FOR GAME CREATORS（カロリーメイト リキッド フルーツミックス味）
- スーパーロボット大戦DD（アナベル・ガトー）
- メタファー：リファンタジオ（ハイザメ）
- 英雄伝説 界の軌跡 -Farewell, O Zemuria-（ベルガルド・ゼーマン）
- ドラゴンクエストIII そして伝説へ…（HD-2D版）（ゾーマ）

2025年
- BLEACH Rebirth of Souls（京楽春水）

### 吹き替え

#### 担当俳優
アーニー・ハドソン
- クロウ/飛翔伝説（アルブレヒト）※ソフト版
- ゴーストバスターズ2（ウィンストン・ゼドモア）※ソフト版、フジテレビ版（日本語吹替完全収録版Blu-ray BOX収録）
- コンゴ（モンロー・ケリー）
- ノー・エスケイプ（ホーキンズ）※ソフト版

アーノルド・シュワルツェネッガー
- キンダガートン・コップ（ジョン・キンブル）※ソフト版
- バトルランナー（ベン・リチャーズ）※フジテレビ版
- ラスト・アクション・ヒーロー（ジャック・スレイター）※フジテレビ版（デラックスエディションBlu-ray収録）
- スペシャル・コレクション「ターミネーター2特別編」LD内インタビューおよび音声解説

アントニオ・バンデラス
- 愛の奴隷（フランシスコ）
- 愛よりも非情（マルコス）
- あなたに逢いたくて（アート・ドッジ）
- 暗殺者（ミゲル・ベイン）※ソフト版
- アンチャーテッド（サンティアゴ・モンカーダ）
- インディ・ジョーンズと運命のダイヤル（レナルド）
- 13ウォーリアーズ（イブン）
- ジーニアス:ピカソ（パブロ・ピカソ）
- ストレンジャー（トニー・ラミレス）
- スパイキッズシリーズ（グレゴリオ・コルテス）
  - スパイキッズ ※ソフト版
  - スパイキッズ2 失われた夢の島
  - スパイキッズ3-D:ゲームオーバー

- デスペラード（エル・マリアッチ）※ビデオ・DVD版、Blu-ray版
- ドクター・ドリトル（ラソーリ）
- バリスティック（ジェレマイア・エクス）※ソフト版
- ファム・ファタール（ニコラス）※テレビ朝日版
- フォー・ルームス（男）※第3話
- ボーダータウン 報道されない殺人者（ディアス）
- マイアミ・ラプソディー（アントニオ）
- マスク・オブ・ゾロ（アレハンドロ・ムリエッタ）※ソフト版
- レジェンド・オブ・ゾロ（アレハンドロ・ムリエッタ）
- レジェンド・オブ・メキシコ/デスペラード（エル・マリアッチ）
- レッスン!（ピエール・デュレイン）

ウィリアム・サドラー
- ダイ・ハード2（スチュアート大佐）※フジテレビ版（日本語吹替完全収録版Blu-ray BOX収録）
- ビルとテッドの地獄旅行（“死神” グリム・リーパー）※テレビ東京版
  - ビルとテッドの時空旅行 音楽で世界を救え!

ヴィン・ディーゼル
- バビロンA.D.（トーロップ）
- リディック（リディック）
- リディック: ギャラクシー・バトル（リディック）
- ワイルド・スピード MAX（ドミニク・トレット）※テレビ朝日版

ウェズリー・スナイプス
- アート・オブ・ウォー（ニール・ショー）※ソフト版、テレビ東京版
- アウト・オブ・タイム（ディーン）※テレビ東京版
- ザ・プレイヤー〜究極のゲーム〜（ミスター・ジョンソン）
- スナイパー（ジョー / アレックス）
- 追跡者（シェリダン）※テレビ東京版
- デトネーター（サニー・グリフィス）※テレビ東京版
- ブレイドシリーズ（ブレイド）※テレビ東京版
  - ブレイド
  - ブレイド2
  - ブレイド3

- マネー・トレイン（ジョン）※フジテレビ版

エド・ハリス
- アビス（バッド・ブリッグマン）※フジテレビ版
- ザ・ファーム 法律事務所（ウェイン・タランス）※ソフト版
- マッド・ギャリソン（ホッジス）※テレビ東京版

エリク・ラ・サル
- アンダー・ザ・ドーム3（ヘクター・マーティン）
- ER緊急救命室（ピーター・ベントン）
- 星の王子 ニューヨークへ行く（ダリル・ジェンクス）※日本テレビ版

オデッド・フェール
- デュース・ビガロウ、激安ジゴロ!?（アントワン・ラコンテ）
- ハムナプトラ/失われた砂漠の都（アーデス・ベイ）※日本テレビ版
- ハムナプトラ2/黄金のピラミッド（アーデス・ベイ）※テレビ朝日版

ガブリエル・バーン
- フランキー・スターライト/世界で一番素敵な恋（ジャック）
- ユージュアル・サスペクツ（ディーン・キートン）※テレビ東京版
- 若草物語（フリードリヒ・ベア）

キーファー・サザーランド
- カウボーイ・ウェイ/荒野のヒーローN.Y.へ行く（ソニー）
- フォーン・ブース（電話の主）
- メタルギアソリッドV（スネーク ＝ ビッグ・ボス ＝ ヴェノム・スネーク）
- 連鎖犯罪/逃げられない女（ボブ）※旧ソフト版

クライヴ・オーウェン
- インサイド・マン（ダルトン・ラッセル）
- ヴァレリアン 千の惑星の救世主（フィリット司令官）
- エリザベス:ゴールデン・エイジ（ウォルター・ローリー卿）
- 私が愛したヘミングウェイ（アーネスト・ヘミングウェイ）

サミュエル・L・ジャクソン
- キリング・ゲーム（ローガン）
- ケミカル51（エルモ・マケルロイ）
- ザ・クリーナー 消された殺人（トム・カトラー）
- ジャッキー・ブラウン（オデール・ロビー）
- S.W.A.T.（ダン・“ホンドー”・ハレルソン）※ソフト版
- セル（トム・マッコート）
- ツイステッド（ミルズ本部長）
- デトロイト・コップ・シティ（ヴァン）
- デビル・ストレンジャー（リッチー）
- 閉ざされた森（ネイサン・ウエスト軍曹）
- ノー・グッド・シングス（ジャック・フライア）
- パルプ・フィクション（ジュールス・マンスフィールド）
- ビッグゲーム 大統領と少年ハンター（ウィリアム・アラン・ムーア大統領）
- 4デイズ（H）
- ヘイトフル・エイト（マーキス・ウォーレン）
- レイクビュー・テラス 危険な隣人（エイベル・ターナー）
- ローデッド・ウェポン1（ルガー）※標準語版

ジェイ・O・サンダース
- エンジェルス（ランチ・ワイルダー）
- JFK（アイヴォン）※ソフト版
- ビッグ・グリーン でこぼこイレブン大旋風（ジェイ）

ジェームズ・ウッズ
- コンタクト（マイケル・キッツ）※テレビ東京版
- ステューピッド・イン・ニューヨーク（サム）
- ハード・ウェイ（ジョン・モス）※フジテレビ版（思い出の復刻版BD収録）

ジェフ・ブリッジス
- キングコング（ジャック・プレスコット）※日本テレビ版
- 白い嵐（クリストファー・シェルドン）
- 800万の死にざま（スカダー）
- ハリウッド・ミューズ（ジャック）
- フィッシャー・キング（ジャック・ルーカス）
- ブローン・アウェイ/復讐の序曲（ジミー・ダヴ）※テレビ朝日版
- マンハッタン・ラプソディ（グレゴリー・ラーキン）

ジャン＝クロード・ヴァン・ダム
- クエスト（クリストファー・デュボア）
- サドン・デス（ダレン・マッコード）※ソフト版
- ノック・オフ（マーカス・レイ）※ソフト版
- ハード・ターゲット（チャンス・ブードロー）
- ミニオンズ フィーバー（ジャン・クロード）
- レクイエム（ベン・アーチャー）

ジャン・レノ
- 奥サマは魔女〜魔王の陰謀〜（魔王）
- ボクサー/最後の挑戦（パトリック）
- ホテル・ルワンダ（テレンス社長）
- ミッション:インポッシブル（フランツ・クリーガー）※フジテレビ版
- レオン（レオン）※ビデオ・DVD版、Blu-ray版
- WASABI（ユベール・フィレオンティーニ）※ソフト版

ジョシュ・ブローリン
- デッドプール2（ケーブル）
- ナイトウォッチ（ジェームズ・ガルマン）
- モッド・スクワッド（ビリー）

ジョナサン・フレイクス
- スタートレックシリーズ（ウィリアム・T・ライカー）
  - 新スタートレック
  - スタートレック:ディープ・スペース・ナイン（トーマス・ライカー）
  - スタートレック:ヴォイジャー
  - スタートレック:エンタープライズ
  - スタートレック ジェネレーションズ
  - スタートレック ファーストコンタクト
  - スタートレック 叛乱
  - スタートレック ネメシス
  - スタートレック:ピカード

スティーヴン・セガール
- 刑事ニコ/法の死角（ニコ・トスカーニ）｛大塚初のセガールの吹き替え｝（1988年）（テレビ朝日版）
- アウト・フォー・ジャスティス（ジーノ・フェリーノ刑事）（1991年）（テレビ朝日版）
- エグゼクティブ・デシジョン（オースティン・トラヴィス中佐）（1996年）（テレビ朝日版）
- エンド・オブ・ア・ガン 沈黙の銃弾（デッカー）（2016年）（DVD、ブルーレイ版）
- キリング・サラザール 沈黙の作戦（ジョン・ハリソン）（2016年）（DVD、ブルーレイ版）
- グリマーマン（ジャック・コール）（1996年）（テレビ朝日版）
- ケイシー・ライバック シリーズ（ケイシー・ライバック）（テレビ朝日版・日本語吹替音声追加収録版ブルーレイ収録）
  - 沈黙の戦艦（1992年）
  - 暴走特急（1995年）

- 撃鉄 GEKITETZ ワルシャワの標的（ジョナサン・コールド）（2003年）（DVD版）
- 撃鉄2 -クリティカル・リミット-（ジョナサン・コールド）（2005年）（DVD版）
- 斬撃 -ZANGEKI-（タオ）（2010年）（DVD、ブルーレイ版）
- 実録! スティーヴン・セガール警察24時!（スティーヴン・セガール）（2011年）（DVD版）
- 死の標的（ジョン・ハッチャー）（1990年）（テレビ朝日版）
- 奪還 DAKKAN -アルカトラズ-（サーシャ・ペテロシェヴィッチ）（2002年）（DVD、ブルーレイ版）
- 弾突 DANTOTSU（マシュー・“マット”・コナー）（2008年）（DVD、ブルーレイ版）
- 沈黙のアフガン（ジェイク）（2016年）（DVD版）
- 沈黙の陰謀（ウェズリー・マクラーレン）（1998年）（DVD版、日本テレビ版）
- 沈黙の監獄（クロス）（2013年）（DVD、ブルーレイ版）
- 沈黙の逆襲（ローランド・サリンジャー）（2009年）（DVD版）
- 沈黙の激戦（ジョン・ハーモン）（2017年）（DVD、ブルーレイ版）
- 沈黙の激突（マーシャル・ローソン）（2006年）（DVD版）
- 沈黙の終焉（ジェイク）（2019年）（DVD、ブルーレイ版）
- 沈黙の粛清（ロバート・サイクス大佐）（2016年）（DVD、ブルーレイ版）
- 沈黙の処刑軍団（アレクサンダー）（2014年）（DVD、ブルーレイ版）
- 沈黙のSHINGEKI/進撃（ポーライン）（2014年）（DVD、ブルーレイ版）
- 沈黙のステルス（ジョン・サンズ）（2008年）（DVD版）
- 沈黙の制裁（ジョン・アレキサンダー）（2015年）（DVD、ブルーレイ版）
- 沈黙の聖戦（ジェイク・ホッパー）（2003年）（DVD、ブルーレイ版、テレビ東京版）
- 沈黙の大陸（ラウダー）（2018年）（DVD版）
- 沈黙の奪還（ジャック・フォスター）（2006年）（DVD版）
- 沈黙の脱獄（ハーラン・バンクス）（2005年）（DVD版）
- 沈黙の達人（アックス）（2019年）（DVD、ブルーレイ版）
- 沈黙の断崖（ジャック・タガート）（1997年）（テレビ朝日版）
- 沈黙の鎮魂歌（ルスラン・ドラチェフ）（2010年）（DVD、ブルーレイ版）
- 沈黙の追撃（クリス・コーディ）（2005年）（DVD、ブルーレイ版）
- 沈黙の帝王（指揮官）（2016年）（DVD、ブルーレイ版）
- 沈黙の鉄拳（シェーン・ダニエルズ）（2010年）（DVD版）
- 沈黙の鉄槌（アウグスティーノ・フィン・アデル）（2019年）（DVD版）
- 沈黙のテロリスト（フランク・グラス）（2001年）（DVD版）
- 沈黙の標的（ロバート・バーンズ）（2003年）（DVD版）
- 沈黙の復讐（ボビー・サミュエル）（2010年）（DVD版）
- 沈黙の包囲網 アジアン・コネクション（シランキリ）（2016年）（DVD版）
- 沈黙の報復（サイモン・バリスター）（2007年）（DVD版）
- 沈黙の傭兵（ジョン・シーガー）（2006年）（DVD版）
- 沈黙の要塞（フォレスト・タフト）（1994年）（テレビ朝日版）
- TRUE JUSTICEシリーズ1（イライジャ・ケイン）
  - 沈黙の宿命TRUE JUSTICE PART1（2011年）（DVD版）
  - 沈黙の啓示TRUE JUSTICE PART2（2011年）（DVD版）
  - 沈黙の背信TRUE JUSTICE PART3（2011年）（DVD版）
  - 沈黙の弾痕TRUE JUSTICE PART4（2011年）（DVD版）
  - 沈黙の挽歌TRUE JUSTICE PART5（2011年）（DVD版）
  - 沈黙の神拳TRUE JUSTICE PART6（2011年）（DVD版）

- TRUE JUSTICEシリーズ2（イライジャ・ケイン）
  - 沈黙の嵐TRUE JUSTICE PART1（2012年）（DVD版）
  - 沈黙の掟TRUE JUSTICE PART2（2012年）（DVD版）
  - 沈黙の牙TRUE JUSTICE PART3（2012年）（DVD版）
  - 沈黙の炎TRUE JUSTICE PART4（2012年）（DVD版）
  - 沈黙の刻TRUE JUSTICE PART5（2013年）（DVD版）
  - 沈黙の魂TRUE JUSTICE PART6（2013年）（DVD版）

- 鉄板ニュース伝説（マル禁パンチャー）（2008年）（DVD版）
- DENGEKI 電撃（オーリン・ボイド）（2001年）（日本テレビ版）
- ハード・トゥ・キル（メイソン・ストーム）（1990年）（テレビ朝日版）
- マイ・ジャイアント（スティーヴン・セガール）（1998年）（ビデオ版）
- マチェーテ（トーレス）（2010年）（DVD、ブルーレイ版）
- 雷神-RAIJIN-（ジェイコブ・キング）（2009年）（DVD、ブルーレイ版）
- リターンド・ソルジャー 正義執行人（アレキサンダー）（2015年）（DVD、ブルーレイ版）

テッド・ダンソン
- ゲッティング・イーブン（レイ・グリーソン）
- スリーメン&ベビー（ジャック）※フジテレビ版
- ミッキーマウス60周年記念（サム・マローン）※1993年・WOWOW放映版

デニス・クエイド
- アート・オブ・モア 美と欲望の果て（サミュエル・ブルックナー）
- アラモ（サム・ヒューストン）
- ウイング・アンド・プレイヤー（ダグ・ホワイト）
- エニイ・ギブン・サンデー（ジャック・ルーニー）※日本テレビ版
- オールド・ルーキー（ジム・モリス）
- オーロラの彼方へ（フランク・サリヴァン）※日本テレビ版
- コールド・クリーク 過去を持つ家（クーパー・ティルソン）
- スイッチバック 追跡者（フランク・ラクロス）
- ストレンジ・ワールド/もうひとつの世界（イェーガー・クレイド）
- スラムドッグス（バードウォッチャー）
- ドラゴンハート（ボーエン）
- パラダイス・アーミー（来賓）※テレビ版
- ファミリー・ゲーム/双子の天使（ニック・パーカー）
- 僕のワンダフル・ライフ（大人のイーサン）
  - 僕のワンダフル・ジャーニー（イーサン）

- マイ・ハート、マイ・ラブ（ヒュー）
- ワイアット・アープ（ドク・ホリデイ）※ソフト版

デンゼル・ワシントン
- アメリカン・ギャングスター（フランク・ルーカス）
- アンストッパブル（フランク・バーンズ）
- イコライザーシリーズ（ロバート・マッコール）
  - イコライザー
  - イコライザー2
  - イコライザー THE FINAL

- グラディエーターII 英雄を呼ぶ声（マクリヌス）
- クリムゾン・タイド（ロン・ハンター少佐）※ソフト版
- グローリー（トリップ）※ソフト版
- ザ・ウォーカー（イーライ）
- ジョンQ -最後の決断-（ジョン・クインシー・アーチボルド）※ソフト版
- タイタンズを忘れない（コーチハーマン・ブーン）
- タイムリミット（マット・リー・ウィトロック）※ソフト版
- 2ガンズ（ボビー・トレンチ）
- デジャヴ（ダグ・カーリン）
- デンジャラス・ラン（トビン・フロスト）※BSジャパン版
- フェンス（トロイ・マクソン）
- ボーン・コレクター（リンカーン・ライム）※ソフト版
- マイ・ボディガード（ジョン・W・クリーシー）※ソフト版
- マグニフィセント・セブン（サム・チザム）
- マクベス（マクベス）
- ラストゲーム（ジェイク・シャトルワース）
- リトル・シングス（ジョー・ディーコン）
- ローマンという名の男 -信念の行方-（ローマン・J・イズラエル ESQ）

トニー・トッド
- キャンディマン3（キャンディマン）
- サボタージュ（シャーウッド）※フジテレビ版
- ナイト・オブ・ザ・リビングデッド/死霊創世記（ベン）

トム・サイズモア
- 青いドレスの女（ドウィット・オルブライト）
- ヒート（マイケル・チェリト）※テレビ朝日版（製作20周年記念ブルーレイ収録）
- レリック（ヴィンセント・ダガスタ刑事）

ドルフ・ラングレン
- エクスペンダブルズシリーズ（ガンナー・ヤンセン）
  - エクスペンダブルズ
  - エクスペンダブルズ2
  - エクスペンダブルズ3 ワールドミッション
  - エクスペンダブルズ ニューブラッド

- キンダガートン・コップ2（ザック・リード）
- ジャスティス・ウォー 〜正義の代償〜（ホリス）
- シューター 女スパイ 標的の罠（マイケル・デイン）※ビデオ版、テレビ東京版
- スウィーパーズ（クリスチャン・エリクソン）※ビデオ・旧DVD版
- ストーム・キャッチャー（ハロウェー）※ソフト版
- スナイパー/狙撃（ワックスマン）
- ソルジャー・ゴールド（エリック・ブロガー）※ビデオ版
- ダークエンジェル（ジャック・ケイン刑事）
- ディフェンダー（ランス・ロックフォード隊長）
- デスロック/戦略ガス兵器を追え!（マイク・アンダーソン）
- ドッグ・アローン（ヴィクター）
- ドルフ・ラングレン 処刑鮫（クリント・グレイ）
- バニシング・レッド（ウェルマン・アンソニー・サンティ）
- パニッシャー（フランク・キャッスル）
- ピースキーパー（フランク・クロス少佐）
- ブラックジャック（ジャック・デヴリン）
- ブラック・ソルジャー（ウォーチャイルド）※ソフト版
- ヘブンズ・ゲート（ルーカス・ソティロフ）※ビデオ版
- マスターズ/超空の覇者（HE-MAN）※テレビ朝日版（BD収録）
- メン・オブ・ウォー（ニック・ガナー）
- ユニバーサル・ソルジャー（アンドリュー・スコット / GR13）※ソフト版、テレビ朝日版（BD収録）
- レッド・スコルピオン（ニコライ・ラチェンコ）
- ロッキー4/炎の友情（イワン・ドラゴ）※テレビ朝日版

ニコラス・ケイジ
- アダプテーション（兄・チャーリー・カウフマン/弟・ドナルド・カウフマン）
- ウインドトーカーズ（ジョー・エンダーズ）※ソフト版
- ヴェンジェンス（ジョン・ドロモア）
- エネミー・ウォー（エンリコ）※ビデオ版
- オレの獲物はビンラディン（ゲイリー・フォークナー）
- ガンズ・アンド・キラーズ（コルトン・ブリッグス）
- 救命士（フランク・ピアース）
- キング・ホステージ（エディ・キング）
- ゲットバック（ウィル・モンゴメリー）
- ゴーストライダー（ジョニー・ブレイズ / ゴーストライダー）
- ゴーストライダー2（ジョニー・ブレイズ / ゴーストライダー）
- コード211（マイク）
- コットンクラブ（ヴィンス・ドワイヤー）※TBS版
- コレリ大尉のマンドリン（アントニオ・コレリ大尉）
- コン・エアー（キャメロン・ポー）※ソフト版
- ザ・レジェンド（ガレイン）
- ザ・ロック（スタンリー・グッドスピード）※ソフト版
- 60セカンズ（メンフィス）
- シンパシー・フォー・ザ・デビル（男）
- スネーク・アイズ（リック・サントロ）※ソフト版
- スノーデン（ハンク・フォレスター）
- スパイダーマン:スパイダーバース（スパイダーマン・ノワール）
- ダークサイド（レイ）
- ダーティー・コップ（ストーン）
- デビルクエスト（ベイメン）
- 天使のくれた時間（ジャック・キャンベル）
- トゥ・ヘル（ジョー）
- ドッグ・イート・ドッグ（トロイ）
- ドライブ・アングリー3D（ジョン・ミルトン）
- ドラッグ・チェイサー（コック）
- ドリーム・シナリオ（ポール・マシューズ）
- ナイト・ストーム（ウォルター）
- ナショナル・トレジャー（ベン・ゲイツ）
- ナショナル・トレジャー リンカーン暗殺者の日記（ベン・ゲイツ）
- NEXT -ネクスト-（クリス・ジョンソン）
- ノウイング（ジョン・ケストラー）
- パシフィック・ウォー（チャールズ・B・マクベイ3世）
- バッド・ルーテナント（テレンス・マクドノー）
- ハングリー・ラビット（ウィル・ジェラード）
- バンコック・デンジャラス（ジョー）
- PIG/ピッグ（ロビン・“ロブ”・フェルド）
- ヒューマン・ハンター（ノア・クロス）
- フェイス/オフ（キャスター・トロイ）※ソフト版、テレビ朝日新録版
- ブレイクアウト（カイル・ミラー）
- ペイ・ザ・ゴースト ハロウィンの生贄（マイク・ローフォード）
- マッシブ・タレント（ニック・ケイジ／ニッキー）
- マッチスティック・メン（ロイ）
- マッド・ダディ（ブレント・ライアン）
- 魔法使いの弟子（バルサザール・ブレイク）
- ラスト・パニッシャー（フランク）
- ラスト・リベンジ（エヴァン・ルーク）
- レンフィールド（ヴラド・ザ・インペラー / ドラキュラ伯爵）
- ロード・オブ・ウォー（ユーリィ・オルロフ）
- ロングレッグス（ロングレッグス / ダル・コブル）

ニック・ノルティ
- 戦場（リーロイド）
- 背信の行方（ヴィニー・ウェッブ）※ビデオ版
- 48時間（ジャック・ケイツ）※日本テレビ新録版、WOWOW版
- 48時間PART2/帰って来たふたり（ジャック・ケイツ）※ソフト版

ハビエル・バルデム
- 海を飛ぶ夢（ラモン）
- F1/エフワン（ルーベン・セルバンテス）
- デューンシリーズ（スティルガー）
  - DUNE/デューン 砂の惑星
  - デューン 砂の惑星PART2

- パイレーツ・オブ・カリビアン/最後の海賊（サラザール）
- マザー!（彼）
- モンスターズ：メネンデス兄弟の物語（ホセ・メネンデス）
- リトル・マーメイド（トリトン王）

ブルース・グリーンウッド
- 第一容疑者（トム・カヴァナー）
- 蘭の女（ジェローム・マクファーランド）※テレビ朝日版
- リトル・キッドナッパー/赤ちゃんの贈り物（ウィレム）※VHS版

マイケル・ヌーリー
- ギャング（チャールズ・“ラッキー”・ルチアーノ）
- コールドケース 迷宮事件簿（シルバー医師）
- 狙われた女スパイ/地獄の逃避行（ベン）※テレビ東京版

マイケル・マドセン
- クライム・ストーリー 第1シーズン（ジョニー・ファッシ）
- シン・シティ（ボブ）
- スピーシーズ 種の起源（プレス・レノックス）※ソフト版
- スピーシーズ2（プレス・レノックス）※ソフト版
- ドアーズ（トム・ベイカー）
- フェイク（ソニー・ブラック）
- ミリオネア（バール）※ビデオ版

ユルゲン・プロホノフ
- インターセプター（フィリップス）※テレビ東京版
- 対決（バラチェフ大佐）※テレビ東京版
- ビバリーヒルズ・コップ2（マックスウェル・デント）※テレビ朝日版
- U・ボート（艦長）※テレビ東京版

リーアム・ニーソン
- 嵐の中で輝いて（フランツ＝オットー・ディートリッヒ）※機内版
- 奇跡を呼ぶ男（ウィル・ブレイヴァーマン）
- K-19（ミハイル・ポレーニン）※ソフト版
- MEMORY メモリー（アレックス・ルイス）
- THE GREY 凍える太陽（オットウェイ）
- タイタンの戦い（ゼウス）※テレビ朝日版
- 探偵マーロウ（フィリップ・マーロウ）
- マイケル・コリンズ（マイケル・コリンズ）

リチャード・ノートン
- エグゼクティブ・エクスプレス プリズン・ブレイク（ラチャー）
- シティーハンター（マクドナルド大佐）
- ステルスvsステルス エグゼクティブ・コマンド（ラチャー）
- ナイスガイ（ジャン・カルロ）

ロバート・ギンティ
- 怒りのエクスタミネーター 地獄の標的（ジョン・ディー）※テレビ東京版
- エクスタミネーター（エクスタミネーター / ジョン・イーストランド）※テレビ東京版（BD収録）
- バウンティ・ハンター（デューク・エヴァンス）※テレビ東京版

#### 映画（吹き替え）
- アーマゲドン（ライアン〈ザンダー・バークレー〉）
- アイアンサンダー（ネルソン〈リチャード・ハッチ〉）
- アイデンティティー（ロード〈レイ・リオッタ〉）※テレビ東京版
- 愛という名の疑惑（ジミー・エヴァンズ〈エリック・ロバーツ〉）
- 愛と大空に翔けた翼（英語版）（フランク〈テッド・ウォズ〉）※テレビ東京版
- 愛と青春の鼓動（マイケル・チャタム〈エイドリアン・パスダー〉）
- アヴァロン（ビショップ）
- 悪魔たち、天使たち（オーティス保安官〈チャールズ・ロケット〉）
- 熱き愛に時は流れて（ナーヴェル・ブルー〈カール・ランブリー〉）
- あぶない週末（ダッチ・ドゥーリー〈エド・オニール〉）
- アマゾネス・コマンドー/復讐の美女軍団（デレク少佐〈ロバート・リプトン〉）※テレビ東京版
- アラクノフォビア（ジェームズ・アサートン博士〈ジュリアン・サンズ〉）※フジテレビ版
- 嵐が丘（ヒースクリフ〈レイフ・ファインズ〉）
- アリゲーター2（デビッド・ホッジス刑事〈ジョセフ・ボローニャ〉）※テレビ東京版
- アリバイ〜危険(エロス)な香り〜（テッド〈J・T・ウォルシュ〉）
- アンタッチャブル（アンダーソン警部補〈ピーター・エイルワード〉）※フジテレビ版
- 生きてこそ（アントニオ・バルピ〈ヴィンセント・スパーノ〉）
- 1492 コロンブス（アロンソ〈ホセ・ルイス・フェラー〉）※日本テレビ版
- IT（リッチー〈ハリー・アンダーソン〉）※テレビ東京版
- 移動都市/モータル・エンジン（シュライク〈スティーヴン・ラング〉[424]）
- 愛しのローズマリー（トニー・ロビンス〈アンソニー・ロビンス〉）
- インディ・ジョーンズ シリーズ
  - レイダース/失われたアーク《聖櫃》（カタンガ〈ジョージ・ハリス〉）※ソフト版
  - インディ・ジョーンズ/魔宮の伝説（ウェバー〈ダン・エイクロイド〉）※ソフト版
  - インディ・ジョーンズ/最後の聖戦（フェドラ〈リチャード・ヤング〉）※日本テレビ版
- インナースペース ※TBS版
- インファナル・アフェアIII 終極無間（シェン〈チェン・ダオミン〉）※BSジャパン版
- ヴェノム:ザ・ラストダンス[425]
- 歌え!ロレッタ愛のために（ドゥーリトル・“ムーニー”・リン〈トミー・リー・ジョーンズ〉）
- 運命の逆転（ラジ〈マノ・シン〉）
- エイリアン（ダラス〈トム・スケリット〉）※テレビ朝日版（日本語吹替完全収録版Blu-ray BOX収録）
- エイリアン2（ドゥウェイン・ヒックス〈マイケル・ビーン〉）※ビデオ・DVD版、（ドレイク〈マーク・ロルストン〉）※テレビ朝日版（日本語吹替完全収録版Blu-ray BOX収録）
- エイリアン3（クレメンス〈チャールズ・ダンス〉）※DVDアルティメットエディション・ブルーレイ版
- エクストラマリタル 婚外交渉（グリフィン〈ジェフ・フェイヒー〉）
- エスケープ・フロム・L.A.（キュエルボ・ジョーンズ〈ジョージ・コラフェイス〉）※フジテレビ版
- 悦楽晩餐会/または誰と寝るかという重要な問題（ウフー〈ゲッツ・ゲオルグ〉）
- エドtv（レイ〈ウディ・ハレルソン〉）
- エマニュエル ※テレビ朝日版
- エリン・ブロコビッチ（ジョージ〈アーロン・エッカート〉）※ソフト版
- L.A.大捜査線/狼たちの街（ジェフ・ライス〈スティーヴ・ジェームズ〉）
- エントラップメント（ティボドー〈ヴィング・レイムス〉）※ソフト版
- オーシャンズ8（クロード・ベッカー〈リチャード・アーミティッジ〉[426]）
- オーバーキル（ハザード〈アーロン・ノリス〉）
- オーバー・ザ・トップ（ハリー・ボスコ、スマッシャー）※TBS版
- 狼どもの戦場（案内人のキム〈ルネ・アバデザ〉）
- オセロ（カッシオ〈ナサニエル・パーカー〉）
- オペレーション・デルタフォース2（ルカーシュ〈J・ケネス・キャンベル〉）
- オペレーション・ナポレオン ナチスの陰謀（ウィリアム・カー〈イアン・グレン〉[427]）
- 俺たちは天使だ（カルコ〈ジェラール・ドパルデュー〉）※ビデオ版
- ガーディアン/森は泣いている ※ビデオ版
- ガールフレンド・フロム・ヘル（チェイサー〈ダナ・アシュブルック〉）※ビデオ版
- 帰らない日々（イーサン・ラーナー〈ホアキン・フェニックス〉）
- 風と共に去りぬ（レット・バトラー〈クラーク・ゲーブル〉）※ソフト版
- 風とライオン（ライズリー〈ショーン・コネリー〉）※DVD版
- かちこみ!ドラゴン・タイガー・ゲート（火雲邪神シブミ〈ユー・カン〉）
- 彼女がステキな理由 ※ビデオ版
- 噛む女（パトリック・バーギン）※ビデオ版
- カラーズ 天使の消えた街（キラー・ビー〈レオン〉、クリップ5）
- ガン&トークス（サンヨン〈シン・ヒョンジュン〉）
- がんばれ!ルーキー（チェット・ステッドマン〈ゲイリー・ビジー〉）
- ギフト（ドニー・バークスデール〈キアヌ・リーブス〉）
- キャプテン・アメリカ 卍帝国の野望（レッドスカル〈スコット・ポーリン〉）
- キャプテン・ロン（ロン船長〈カート・ラッセル〉）
- ギャラクシー・オブ・テラー/恐怖の惑星（キャブレン〈エドワード・アルバート〉）※TBS版（BD収録）
- 恐怖の秘密結社 デシーバーズ（フェリンギア）
- ギルティ/罪深き罪（フィル〈スティーブン・ラング〉）
- 緊急接近 ZONE（ローサー・クラスナ〈アレクサンドル・ゴドゥノフ〉）
- キングコング2 ※テレビ朝日版
- キング・マフィア/偽りの報酬 ※テレビ東京版
- グランツーリスモ（スティーヴ・マーデンボロー〈ジャイモン・フンスー〉[428]）
- クリープショー2/怨霊（サム・ホワイトムーン〈ホルト・マッキャラニー〉）※テレビ東京版（BD収録）
- グリーン・デスティニー（李慕白〈チョウ・ユンファ〉）※ソフト版
- クリッター2（アグ〈テレンス・マン〉）
- クリフハンガー（ゲイブ・ウォーカー〈シルヴェスター・スタローン〉[429]）※日本テレビ版、（キネット〈レオン〉）※フジテレビ版
- クルーシブル（ジョン・プロクター〈ダニエル・デイ＝ルイス〉）
- グレムリン2 新・種・誕・生（フォースター〈ロバート・ピカード〉）※ソフト版
- クロコダイル・ダンディー2（デニング〈アレック・ウィルソン〉）※ソフト版
- K-9/友情に輝く星（ピザ配達人）※ソフト版
- ゴースト・イン・ザ・シェル（バトー〈ピルー・アスベック〉）[430]
- ゴールデン・チャイルド（イエロードラゴン〈エリック・ダグラス〉）※フジテレビ版
- コイサンマン（チミ） ※TBS版
- 恋人たちの予感（ジョー〈スティーヴン・フォード〉）※ソフト版
- 皇家戦士（ブラッキー〈デビッド・ラム〉）
- 強奪犯（アレック〈ブライアン・ボズワース〉）
- 幸福の条件（デヴィッド〈ウディ・ハレルソン〉）
- 荒野の七人（ベルナルド・オライリー〈チャールズ・ブロンソン〉）※機内版
- ゴジラxコング 新たなる帝国（潜水艦艦長〈ケビン・コープランド〉[431]）
- ゴッドファーザー PART III（ジョーイ・ザザ〈ジョー・マンテーニャ〉）※ソフト版
- コピーキャット（ダリル・リー・カラム〈ハリー・コニック・ジュニア〉）※テレビ東京版
- コモド（ブラッケン〈サイモン・ウェスタウェイ〉）
- コレクター（ウィル・ルドルフ〈トニー・ゴールドウィン〉）※ソフト版
- 殺したいほどアイ・ラブ・ユー（ハーラン・ジェームズ〈ウィリアム・ハート〉）
- 殺しのドレス（地下鉄の警官）※テレビ朝日版
- サイクロンZ（ファーの部下〈ベニー・ユキーデ〉、殺し屋〈ラウ・カーウィン〉）
- サイコ3/怨霊の囁き（デュエイン・デューク〈ジェフ・フェイヒー〉）
- サイドウェイ（ジャック〈トーマス・ヘイデン・チャーチ〉）
- サイドキックス（チャック・ノリス）
- サイバーテックP.D.（ボビー・チェイス〈ロレンツォ・ラマス〉）
- THE SPREE ボディ・パッション（ブラム〈パワーズ・ブース〉）
- ザ・コンクエスト〜征服大王カルVS魔界女王アキバシャ〜（カル〈ケヴィン・ソルボ〉）
- ザ・スーサイド・スクワッド “極”悪党、集結（クリストファー・スミス / ピースメイカー〈ジョン・シナ〉[432]）
  - スーパーマン[433]
- ザ・セル（ピーター・ノヴァック捜査官〈ヴィンス・ヴォーン〉）
- ザ・ハルマゲドン/ワーロック リターンズ（ワーロック〈ジュリアン・サンズ〉）
- ザ・ファーム 法律事務所（レイ・マクディーア〈デヴィッド・ストラザーン〉）※フジテレビ版
- ザ・ファントム/地獄のヒーロー4（ロビンソン〈スティーヴ・ジェームズ〉）
- ザ・フライ2 二世誕生（シムズ〈ジェリー・ワッサーマン〉）※ソフト版
- ザ・プロデューサー（バディ・アッカーマン〈ケヴィン・スペイシー〉）※ビデオ版
- さまよえる魂 NIGHT WORLD（グラハム保安官〈リチャード・リンターン〉）
- サロゲート・マザー（マイケル・ミラー）
- ザ・ロック（アンダーソン中佐〈マイケル・ビーン〉）※日本テレビ版
- サンダー3/最後の決戦 ※日本テレビ版
- G.I.ジェーン（ジョン・ジェームズ・ウルゲイル曹長〈ヴィゴ・モーテンセン〉）※ソフト版
- シェイクダウン（ニッキー〈アントニオ・ファーガス〉）※テレビ東京版
- ジェイソン・ボーン（ロバート・デューイ〈トミー・リー・ジョーンズ〉[434]）※BSテレ東版
- シカゴ・コネクション/夢みて走れ（ゴンザレス〈ジミー・スミッツ〉）
- 地獄のエージェント/緊急指令"究極兵器を追え!"（タガー〈エドワード・アルバート〉）※TBS版
- 地獄の女スーパーコップ（アル〈スコット・パターソン〉）※フジテレビ版
- 地獄の女囚コマンド（ライアン〈ブライアン・トンプソン〉）
- 地獄のバスターズ（フレッド・キャンフィールド〈フレッド・ウィリアムソン〉[435]）※テレビ東京版
- 地獄のバトル・コマンドー（ラデックの部下〈ジム・ゲインズ〉）
- 7月4日に生まれて（ヘイズ軍曹〈トム・ベレンジャー〉）※テレビ朝日版
- 七福星（ひげ〈フォン・ツイファン〉）
- シドニー・シェルダン 時間の砂（ルビオ〈ラミー・ザダ〉）
- シャーロック・ホームズ（ヘンリー・ブラックウッド卿〈マーク・ストロング〉）※テレビ朝日版
- シャドー・ウォリアーズ/地獄の要塞（マイク〈ハルク・ホーガン〉）
- ジャングル・ジョージ（エイプ〈ジョン・クリーズ〉）
- ジャングル・ジョージ2（エイプ〈ジョン・クリーズ〉）
- ジャングル・ブック 少年モーグリの大冒険（ハンス〈ビル・キャンベル〉）
- 上海ブルース
- 13日の金曜日 PART6 ジェイソンは生きていた!
- 13日の金曜日 ジェイソンの命日（デューク〈スティーヴン・ウィリアムズ〉）※ビデオ・旧DVD版
- ジュラシック・ワールド/新たなる支配者（ルイス・ドジスン〈キャンベル・スコット〉[436]）※ザ・シネマ版
- ジョーズ・リターンズ（ピーター・ベントン〈ジェームズ・フランシスカス〉）※ビデオ版
- ショート・サーキット2 がんばれ!ジョニー5（フレッド・リッター〈マイケル・マッキーン〉）※日本テレビ版
- 笑撃生放送! ラジオ殺人事件（ロジャー・ヘンダーソン〈ブライアン・ベンベン〉）
- 白雪姫（先生[437]）
- 死霊のはらわたII（語り手）※テレビ東京版（思い出の復刻版ブルーレイ収録）
- シルバーホーク（アレキサンダー・ウルフ〈ルーク・ゴス〉）
- シルバラード（エメット〈スコット・グレン〉）※フジテレビ版
- シンデレラ 魔法の木の実（チャーゼン）
- シンドバッド 虎の目大冒険（シンドバッド〈パトリック・ウェイン〉）※テレビ朝日版
- スーパーマンIV 最強の敵
- スウィーニー・トッド（ベン・カーライル〈キャンベル・スコット〉）
- スケアクロウ（マックス〈ジーン・ハックマン〉）※テレビ東京版
- スサミ・ストリート全員集合 〜または“パペット・フィクション”ともいう〜（カーレ[438]）
- スター・ウォーズ エピソード6/ジェダイの帰還（ボバ・フェット、エンドアの帝国兵士など）※日本テレビ版
- スターゲイト（フェレッティ中尉〈フレンチ・スチュワート〉）※フジテレビ版
- スタートレックIV 故郷への長い道（ジェームズ・カーク〈ウィリアム・シャトナー〉）※フジテレビ版（通常盤DVD収録）
- スタートレックV 新たなる未知へ（クラー艦長〈トッド・ブライアント〉）※機内上映版（通常盤DVD収録）
- スタートレックVI 未知の世界（ジェームズ・カーク〈ウィリアム・シャトナー〉）※ビデオ版（通常盤DVD収録）
- ステート・オブ・グレース（パット・ニコルソン〈R・D・コール〉）※ビデオ版
- ストーン・コールド（ジョー・ハフ〈ブライアン・ボズワース〉）
- スノーホワイト（ミラーマン〈クリストファー・オービ〉[439]）
  - スノーホワイト/氷の王国（鏡男[440]）
- 素晴らしきヒコーキ野郎 ※NHK版
- スペースハンター（ウォルフ〈ピーター・ストラウス〉）
- スポーン（アル・シモンズ / スポーン〈マイケル・ジェイ・ホワイト〉）
- スポットライト 世紀のスクープ（マーティ・バロン〈リーヴ・シュレイバー〉）
- スモール・ソルジャーズ（アーチャー〈フランク・ランジェラ〉）※日本テレビ版
- スリーパーズ（ボビー神父〈ロバート・デ・ニーロ〉）※ソフト版
- スリープウォーカーズ（アンディ・シンプソン〈ダン・マーティン〉）
- スリーメン&リトルレディ（ピーター〈トム・セレック〉）※日本テレビ版
- スリー・リバーズ（トム・ハーディ〈ブルース・ウィリス〉）※ソフト版
- スローター/怒りの銃弾（スローター〈ジム・ブラウン〉）※テレビ東京版
- スローター2/哀しみの銃弾（スローター〈ジム・ブラウン〉）※テレビ東京版
- 絶叫屋敷へいらっしゃい（ファウスト〈テイラー・ネグロン〉）
- セブン・イヤーズ・イン・チベット（ペーター・アウフシュナイター〈デヴィッド・シューリス〉）※フジテレビ版、機内版
- 戦場にかける橋2/クワイ河からの生還
- センター・オブ・ジ・アース2 神秘の島（ハンク・パーソンズ〈ドウェイン・ジョンソン〉[441]）
- ソウル・フード（マイルズ〈マイケル・ビーチ〉）
- ゾンビ・ザ・リターン（エイボン〈マット・スティーヴンス〉）
- ダーティハリー5（ブッチャー・ヒックス）※TBS版
- ターナー&フーチ/すてきな相棒（ハワード・ハイド署長〈クレイグ・T・ネルソン〉）※TBS版
- ターミナルフォース/叛逆のサイバーコップ（アダム〈エヴァン・ルーリ〉）
- タイトロープ ※フジテレビ版
- ダイ・ハード（カール〈アレクサンドル・ゴドゥノフ〉）※ソフト版
- ダイ・ハード2（グラント少佐〈ジョン・エイモス〉）※ソフト版
- タオの伝説（ヤン〈ジャック・テイト〉）
- TAXiシリーズ（ダニエル〈サミー・ナセリ〉）※フジテレビ版
  - TAXi
  - TAXi2
  - TAXi3
- ダニエル・スティール/幸せの記憶（ブラッド〈ジェフリー・ノードリング〉）
- 007/消されたライセンス（エド・キリファー〈エヴェレット・マッギル〉）※機内上映版
- ダブルチーム（ヤズ〈デニス・ロッドマン〉）※テレビ朝日版
- タンク・ガール（ディーティ〈レグ・E・キャシー〉）
- チャイニーズ・ボックス（ジョン〈ジェレミー・アイアンズ〉）
- チャタレイ夫人の恋人（オリバー・メラーズ〈ショーン・ビーン〉）
- 追跡迷路 美しき逃亡者（マイケル〈マイケル・A・ニックルス〉）
- ツイン・タウン（テリー〈ダグレイ・スコット〉）
- ツイン・ピークス ローラ・パーマー最期の7日間（チェスター・“チェット”・デズモンド〈クリス・アイザック〉）※ソフト版
- 冷たい接吻（アモス〈トム・マカムズ〉）※ビデオ版
- D-TOX（マロイ〈シルヴェスター・スタローン〉）※ソフト版
- T-REX（エッジ）
- デイズ・オブ・サンダー（ラウディ・バーンズ〈マイケル・ルーカー〉）※ソフト版
- DISTANT JUSTICE 復讐は俺がやる（ダニー）
- ディック・トレイシー（サム・キャッチェム〈シーモア・カッセル〉）
- テキサス・レンジャーズ（リアンダー・マクネリー〈ディラン・マクダーモット〉）
- デスクルーズ/欲望の嵐（モーガン・ノーヴェル〈ルトガー・ハウアー〉）
- デス・ストーカー 魔界の伝説（デス・ストーカー〈リチャード・ヒル〉）※テレビ東京版
- デッド・アウト（ヴィンセント〈マイケル・パレ〉）
- デッドコースター（ユージーン・ディックス〈T・C・カーソン〉）※テレビ東京版
- デューン・サーファー/熱砂からの脱出 ※テレビ東京版
- テラコッタ・ウォリア 秦俑（パイウンフェイ〈ユー・ロングァン〉）
- デルタフォース2（ミゲル〈ヘクトール・メルカド〉）
- テロリスト・ゲーム（マイク・グラハム〈ピアース・ブロスナン〉）※テレビ東京版
- テロリスト・ゲーム2/危険な標的（マオ・イージン〈リム・カイ・シュウ〉）※フジテレビ版
- トゥームレイダー（マンフレッド・パウエル〈イアン・グレン〉）※ソフト版
- トゥルー・ロマンス（ドレクスル・スパイビー〈ゲイリー・オールドマン〉）※日本テレビ版、テレビ東京版
- 逃亡者（リチャード・キンブル〈ハリソン・フォード〉）※機内上映版2
- 特攻サンダーボルト作戦
- トム・ベレンジャーの探偵より愛を込めて（ハリー〈トム・ベレンジャー〉）
- 友は風の彼方に（ジョン警部〈ロイ・チョン〉）
- トラブル・バウンド/復讐の銃弾（ザンド〈ポール・ベン＝ヴィクター〉）※ビデオ版
- トラブル・バスター（イェルム〈ジーノ・サミル〉）
- トランスフォーマー/ビースト覚醒（エイプリンク[442]）
- ドリーム・チーム（ジャネリ〈ジェームズ・レマー〉）
- ナイト・エンジェル/地獄へ誘う魔性の女 ※テレビ東京版
- ナイトブレーカー
- 長くつ下ピッピの冒険物語（プロムランド氏）
- ナチュラル（ブーン〈マイク・スター〉）※テレビ朝日版
- ナッシュビル・ビート/熱い捜査線（マイク・デラニー〈ケント・マッコード〉）※テレビ東京版
- ナバロンの嵐 ※テレビ東京版
- 21グラム（ジャック・ジョーダン〈ベニチオ・デル・トロ〉）
- ニュー・ジャック・シティ（ストーン〈マリオ・ヴァン・ピーブルズ〉）※ソフト版
- ニューヨーク 冬物語（判事〈ウィル・スミス〉）
- ニンジャ ※テレビ朝日版
- ネイビー・シールズ（グレアム〈デニス・ヘイスバート〉）※ビデオ版
- のるかそるか（ルーニー〈デヴィッド・ヨハンセン〉）※ビデオ版
- パーシー・ジャクソンとオリンポスの神々（ケイローン〈ピアース・ブロスナン〉）
- ハートに火をつけて（ピネラ〈ジョン・タトゥーロ〉）※テレビ東京版
- ハートブルー（ボーディ〈パトリック・スウェイジ〉）
- ハートブレイク・リッジ 勝利の戦場（スイード・ヨハンソン一等兵）※TBS版
- ハーフ・ア・チャンス（レインコートの男〈アレクサンドル・ヤコブレフ〉）
- パーフェクト・ウェポン（ジェフ〈ジェフ・スピークマン〉）
- パーフェクト・ファミリー（ドナルド・クラップ〈クリストファー・マクドナルド〉）
- パール・ハーバー（源田実航空参謀役〈ケイリー＝ヒロユキ・タガワ〉）※ソフト版
- ハーレーダビッドソン&マルボロマン（マルボロマン〈ドン・ジョンソン〉）※ビデオ版
- バイオハザードIV アフターライフ（アルバート・ウェスカー〈ショーン・ロバーツ〉）※テレビ朝日版[443]
- バイオハザードV リトリビューション（アルバート・ウェスカー〈ショーン・ロバーツ〉）※テレビ朝日版[444]
- 背信の日々（ウェズ〈テッド・レヴィン〉）
- ハイパーサピエンス（アリク〈デニス・ホラハン〉）
- バスキア（レネ・リカルド〈マイケル・ウィンコット〉）
- ハスラー2（ナレーション） ※フジテレビ版
- 裸の銃を持つ男シリーズ（ノードバーグ〈O・J・シンプソン〉）※テレビ朝日版
  - 裸の銃を持つ男
  - 裸の銃を持つ男PART2 1/2
  - 裸の銃を持つ男PART33 1/3 最後の侮辱
- バック・トゥ・ザ・フューチャー（教師〈ヒューイ・ルイス〉）※ソフト版
- バッド・ガールズ（キッド・ジャレット〈ジェームズ・ルッソ〉）※ソフト版
- バッド・ボーイズ（バイキング〈クランシー・ブラウン〉）
- バッドボーイズ（マイク・ラーリー〈ウィル・スミス〉）※フジテレビ版
- バディ・システム ボクとママの恋愛戦争（ジム〈エドワード・ウィンター〉）
- ハドソン・ホーク（バターフィンガー〈アンドリュー・ブリニアースキー〉）※ソフト版
- パトリオット・ゲーム（ショーン〈ショーン・ビーン〉）※ソフト版
- バニシング・ヒーロー（クリフトン・サンティア / ボスコ〈ピーター・グリーン〉）※テレビ東京版
- パニッシャー: ウォー・ゾーン（フランク・キャッスル / パニッシャー〈レイ・スティーヴンソン〉）
- 張り込み（スティック〈エイダン・クイン〉）※フジテレビ版
- ハワード・ザ・ダック/暗黒魔王の陰謀 ※フジテレビ版
- ハンキー・パンキー
- パンサー（ボビー・シール〈コートニー・B・ヴァンス〉）
- ビジョン・クエスト/青春の賭け（ブライアン・シュート〈フランク・ジャスパー〉、校内放送DJ）
- ビッグ（重役〈ポール・J・O・リー〉）※ソフト版
- 必殺処刑コップ（ロイド〈リチャード・グローヴ〉）※フジテレビ版
- ヒューマノイド 遊星寄生体（カービー）
- ビルとテッドの大冒険（チンギス・カン〈アル・レオン〉）
- フィラデルフィア・エクスペリメント（クラーク少佐〈キーン・ホリデイ〉）※テレビ朝日版
- フィラデルフィア・エクスペリメント2（デヴィッド・ハーデッグ〈ブラッド・ジョンソン〉）
- フォード・フェアレーンの冒険
- ブッシュマン2 コイサンマン（チミ〈トレジャー・チャバララ〉）※TBS版
- 不法侵入（マイケル・カー〈カート・ラッセル〉）※機内版
- フライング・キッズ（ノーマン・デッカー）
- ブラック・ドッグ（アール〈ランディ・トラヴィス〉）※日本テレビ版
- ブラック・レイン（松本正博警部補〈高倉健〉）※フジテレビ版
- フラッシュ・ゴードン（フラッシュ・ゴードン〈サム・J・ジョーンズ〉）※テレビ朝日版（BD収録）
- フラッシュバック（フィル・プレガー）
- フリッパー（ポーター〈チャック・コナーズ〉）
- ブルー きみは大丈夫（コスモ[445]）
- フレイザー家の秘密（ジョー・メンドーザ〈エドガー・ラミレス〉[446]）
- ブレイブハート（ウィリアム・ウォレス〈メル・ギブソン〉）※ソフト版
- ブレイン・ゲーム（ジョー・メリウェザー〈ジェフリー・ディーン・モーガン〉[447]）
- プレシディオの男たち（マーク〈パトリック・キルパトリック〉、バイグレイブ〈ジェシー・D・ゴインズ〉）※ソフト版
- プレデター2（ピルグリム署長〈ケント・マッコード〉）※ソフト版
- フレンチ・キス（リュック〈ケヴィン・クライン〉）※ソフト版
- ブロークン・トレイル 遥かなる旅路（トム・ハート〈トーマス・ヘイデン・チャーチ〉）
- ブロードウェイと銃弾（チーチ〈チャズ・パルミンテリ〉）
- プロジェクトA（サン〈ディック・ウェイ〉）※WOWOW版
- ブロス/やつらはときどき帰ってくる（リチャード・ローソン〈ロバート・ラスラー〉）※ビデオ版
- プロテウス（アレックス〈クレイグ・フェアブラス〉）
- ベアーズ・キス（マルコ〈マウリツィオ・ドナドーニ〉）
- ベオウルフ（ベオウルフ〈クリストファー・ランバート〉）
- ベスト・キッド2（クリース〈マーティン・コーヴ〉）※フジテレビ版
- 星に想いを（ジェームズ・モーランド〈スティーヴン・フライ〉）
- ポセイドン・アドベンチャー2（スベボの部下）※TBS版
- 炎の少女チャーリー（タクシー運転手〈アントニオ・ファーガス〉）
- ポリスアカデミー6 バトルロイヤル ※TBS版
- マーヴェリック（ブレット・マーヴェリック〈メル・ギブソン〉）※日本テレビ版、テレビ東京版
- マーティン/呪われた吸血少年（ハワード神父〈ジョージ・A・ロメロ〉[448]）
- マーベル・シネマティック・ユニバース（アレクセイ・ショスタコフ / レッド・ガーディアン〈デヴィッド・ハーバー〉）
  - ブラック・ウィドウ[449]
  - サンダーボルツ*[450]
- マイアミ殺人事件
- マグダラのマリア（イエス・キリスト〈ホアキン・フェニックス〉）
- マスク（ドリアン〈ピーター・グリーン〉）※日本テレビ版
- マッケンナの黄金（マッケンナ〈グレゴリー・ペック〉）※DVD版
- マッドマックス:フュリオサ（イモータン・ジョー〈ラッキー・ヒューム〉[451]）
- マルコムX（ベインズ〈アルバート・ホール〉、Mr.クーパー〈カート・ウィリアムス〉）
- 見ざる聞かざる目撃者（キルゴ〈ケヴィン・スペイシー〉）
- ミシシッピー・バーニング（モンク捜査官〈バジャ・ジョラ〉）※ソフト版
- Mr.マグー（ボブ・モーガン〈ニック・チンランド〉）
- MOON44（フェリックス・ストーン〈マイケル・パレ〉）
- メジャーリーグ（フランク）※ソフト版
- モータルコンバット2（ライデン〈ジェームズ・レマー〉）
- もう子守歌はいらない（アダム〈マーク・アンソニー・ウェイド〉）
- 燃えよドラゴン（パーソンズ〈ピーター・アーチャー〉、フレディの手下）※TBS版
- モンスターハンター（大団長〈ロン・パールマン〉[452]）
- モンテ・クリスト伯（エドモン・ダンテス / モンテ・クリスト伯〈ジム・カヴィーゼル〉）
- ヤクザVSマフィア（ニック・デイヴィス〈ヴィゴ・モーテンセン〉）
- 野獣処刑人 ザ・ブロンソン（K〈ロバート・ブロンジー〉[453]）
- ヤングガン2（パット・ギャレット〈ウィリアム・ピーターセン〉）
- ヤング・ブラック・スタリオン（ラモン）
- U-571（マシュー・クーナン少佐〈デヴィッド・キース〉）※テレビ朝日版
- 勇者ヘラクレス/呪われた王国の美しき姫を救え!（ヘラクレス〈ケヴィン・ソルボ〉）※テレビ朝日版
- ユン・ピョウ in ドラ息子カンフー（フェイ公使〈フランキー・チェン〉）※フジテレビ版
- 四つの願い（マイケル〈ショーン・コネリー〉）
- 48時間PART2/帰って来たふたり（リチャード・“チェリー”・ギャンズ〈アンドリュー・ディヴォフ〉）※フジテレビ版
- ライラの冒険 黄金の羅針盤（イオレク・バーニソン）※テレビ朝日版
- ラ・ジュテ（ナレーション）※BD版
- ラスト・オブ・モヒカン（マグア〈ウェス・ステュディ〉）※フジテレビ版
- ラスト・ソルジャー（ストラウス〈ジェームズ・レマー〉）
- ラストUボート（トインビー艦長）
- ラスベガスをぶっつぶせ（コール・ウィリアムス〈ローレンス・フィッシュバーン〉）
- ラブ・バッグ モンテカルロ大爆走（ブルーノ〈エリック・ブレーデン〉）
- RIKI-OH/力王（鳴海〈フランキー・チン〉）
- リコシェ/炎の銃弾（アール・タルボット・ブレイク〈ジョン・リスゴー〉）※DVD版
- リトルソルジャー/砦の奇跡 ※テレビ東京版
- リプレイスメント・キラー（ジョン・リー〈チョウ・ユンファ〉）
- リベラ・メ（ハンム〈パク・サンミョン〉）
- リベンジ（アマドール〈ミゲル・フェラー〉）※ビデオ版
- 理由（タニー・ブラウン〈ローレンス・フィッシュバーン〉）※ソフト版
- ルームメイト（グラハム〈ピーター・フリードマン〉）※ソフト版
- ル・ブレ（モルテス〈ジェラール・ランヴァン〉）
- 霊幻道士3 キョンシーの七不思議（幽霊）
- レイジング・ケイン（ジャック〈スティーヴン・バウアー〉）
- REX レックス（アーニー・ワトソン〈ダニエル・ボールドウィン〉）
- レッドクリフ Part I&Part II（ナレーション）
- レッド・サン（黒田重兵衛〈三船敏郎〉）※テレビ東京版
- レッド・ノーティス（ナレーター〈ロバート・クロットワーシー〉[454]）
- レモ/第1の挑戦（ストーン〈パトリック・キルパトリック〉）※テレビ朝日版
- ローマの休日（アーヴィング〈エディ・アルバート〉）※ソフト版、TBS版
- ローン・レンジャー（ジョン・リード / ローン・レンジャー〈クリントン・スピルスベリー〉）※テレビ東京版[455]
- ロケッティア（フィッチ捜査官〈エド・ローター〉）※ソフト版
- ロサンゼルス（ジャイヴァー）※テレビ朝日版
- 路上のソリスト（ナサニエル・エアーズ〈ジェイミー・フォックス〉）
- ロックアウト（アレックス〈ヴィンセント・リーガン〉）
- ロビン・フッド（ロビン・フッド〈パトリック・バーギン〉）
- ロミオ+ジュリエット（プリンス署長〈ヴォンディ・カーティス＝ホール〉）※テレビ朝日版
- ロミオ・マスト・ダイ（マック〈イザイア・ワシントン〉）※テレビ朝日版
- ワイルドキャッツ（フランク〈ジェームズ・キーチ〉）
- 101（ジャスパー〈ヒュー・ローリー〉[456]）※テレビ朝日版
- ワンス・アポン・ア・タイム・イン・チャイナIV/天地覇王（ウォン・フェイフォン〈チウ・マンチェク〉）
- ワンス・アポン・ア・タイム・イン・チャイナV/天地撃攘（ウォン・フェイフォン〈チウ・マンチェク〉）
- ワンス・アポン・ア・タイム・イン・チャイナ外伝/アイアンモンキー（ヤン〈ユー・ロングァン〉）

#### ドラマ
- アース2（ジョン・ダンジガー〈クランシー・ブラウン〉）
- アソーカ（ベイラン・スコール〈レイ・スティーヴンソン〉[457]）
- アガサ・クリスティー トミーとタペンス -2人で探偵を-（トミー・ベレスフォード〈デヴィッド・ウォリアムス〉）
- アラーム・フォー・コブラ11（ゼミル・ゲーカーン〈エルドゥアン・アタライ〉）
- アリー my Love 第2シーズン（ドクター・ニックル〈ブルース・ウィリス〉）
- アルフ（ルーベン、配送員）
- アンジェラ 15歳の日々（ニール〈ダントン・ストーン〉）
- インディ・ジョーンズ/若き日の大冒険（シクスタス）
- V（ブラッド〈ウィリアム・ラス〉）※日本テレビ版
- ウィリアム・テル（ウィリアム・テル〈ウィル・ライマン〉）
- ウォーキング・デッド（ニーガン〈ジェフリー・ディーン・モーガン〉）
- ウルトラマンパワード（ウルトラマンパワードの声〈第13話〉、ヘリのパイロット）
- S.A.S. 英国特殊部隊（ヘンノ・ガルビー〈ロス・ケンプ〉）
- S.O.F.（マット・シェファード少佐〈ブラッド・ジョンソン〉）
- X-ファイル 第2シーズン（ブロックヘッド）※ソフト版
- NYPDブルー 第1シーズン（ロイ・ラーソン〈ジョン・ウェズリー・シップ〉）
- キングダム・オブ・アーク（モーゼ〈ダグレイ・スコット〉）
- 刑事ナッシュ・ブリッジス シーズン2 #3（ヴィンセント・マルロイ〈ニック・サーシー〉）
- こちらブルームーン探偵社
  - シーズン2 #15（タピヤ警部補）
  - シーズン5 #12（殺人犯〈レイ・ワイズ〉）
- コンバット!（ヘンリー少尉〈リック・ジェイソン〉）※ノーカット吹替版
- ザ・インターネット（ソーサー〈ティム・カリー〉）
- ザ・コミッシュ（ポーリー・ペンタンジェリ〈ジョン・ケイガン〉）
- ザ・シークレット・ハンター（キモサメ〈エドワード・ギデオン〉）
- ザ・タイタニック 運命の航海（船室係ドーナン〈ティム・カリー〉）
- ザ・プリテンダー 仮面の逃亡者（ジャロッド・ラッセル〈マイケル・T・ワイス〉）
- 三国志（呂布奉先〈張光北〉）
- CSI:マイアミ3（ケン・クレーマー〈エリック・ロバーツ〉）
- シークエスト 第2シーズン（ウィリアム・クライトン博士〈ニコラス・スロビー〉）
- シドニー・シェルダンの明日があるなら（ピエトロ・ネグレスコ）※ビデオ版
- シャーロック・ホームズの冒険「高名の依頼人」（シンウェル・ジョンソン）
- シャイニング（ジャック・トランス〈スティーヴン・ウェバー〉）※ソフト版
- 宿敵 因縁のハットフィールド&マッコイ（“デビル”・アンス・ハットフィールド〈ケビン・コスナー〉）
- ジュディ・ガーランド物語（ヴィンセント・ミネリ〈ヒュー・ローリー〉）
- ジョーイ シーズン2（ジミー〈アダム・ゴールドバーグ〉）
- 私立探偵スペンサー
- 新アウターリミッツ
  - 第13話・40話（スコークス〈ロバート・パトリック〉）
  - 第28話（エディ・ウェクスラー〈マイケル・オキーフ〉）
  - 第109話（マイケル・ライアン〈ネイサン・フィリオン〉）
- 新・刑事コロンボシリーズ
  - 殺人講義（ジャスティン・ロウ〈スティーヴン・キャフリー〉）
  - 死者のギャンブル（ハロルド・マケイン〈グレッグ・エヴィガン〉）
- 新スーパーマン（ビル・チャーチ・ジュニア〈ブルース・キャンベル〉）
- 新スパイ大作戦（マックス・ハート〈トニー・ハミルトン〉）
- 新・夜の大捜査線（バーバ〈アラン・オートリー〉）
- スーパーナチュラル シーズン4（シェイプシフター）
- スカーレット/続・風と共に去りぬ（ウィル・ベンテン〈レイ・マッキノン〉）
- スティーブン・キングの悪魔の嵐（アンドレ・リノージュ〈コルム・フィオール〉）※NHK版
- スティーブン・キングのザ・スタンド（ランドール・フラッグ〈ジェイミー・シェリダン〉）
- スティーブン・キングのランゴリアーズ（ニック・ホープウェル〈マーク・リンゼイ・チャップマン〉）※ビデオ版
- スペース・レンジャーズ2 銀河覇王の逆襲（ゴーダー王子〈シャーマン・ハワード〉）
- 青春の城 コビントン・クロス（ヘンリー〈グレッグ・ワイズ〉）
- セックス・アンド・ザ・シティ（キース・トラヴァース）
- ダークスカイ
- ダラス（ジョン・ロス “J.R.”・ユーイング・ジュニア〈ラリー・ハグマン〉）
- 探偵レミントン・スティール
  - 第3シーズン
  - 第4シーズン
  - 第5シーズン
- ツイン・ピークス（レオ・ジョンソン〈エリック・ダレー〉）
- ドクタークイン 大西部の女医物語 シーズン1 #10（レッド・マッコール〈ジョン・シュナイダー〉）
- 特攻野郎Aチーム シーズン4 #6（コール）
- トップモデル諜報員 カバー・アップ（ルーク）
- トム・クランシー ネットフォース（レオン・チェン〈ケイリー＝ヒロユキ・タガワ〉）※NHK版
- ドラッグ・ウォーズ/麻薬戦争（ガブリエル〈ダニー・トレホ〉）※NHK版
- ナイトライダー
  - 第4シーズン #4 （警備員）
  - 第4シーズン #15（ベンソン〈ジョン・スナイダー〉、記者）
- 南北戦争物語 愛と自由への大地（ナレーション）
- ハウス・オブ・ザ・ドラゴン（コアリーズ・ヴェラリオン〈スティーヴ・トゥーサント〉[458]）
- パパにはヒ・ミ・ツ シーズン1 #5（スティーヴ・スミス〈テリー・ブラッドショー〉）
- 犯罪捜査官ネイビーファイル
  - 第1シーズン（オーバートン中隊長）
  - 第2シーズン（フレッド・ホルスト兵曹長〈テリー・レスター〉）
- ピースメイカー（クリストファー・スミス / ピースメイカー〈ジョン・シナ〉[459]）
- ヒューストン・ナイツ 第1シーズン（コーディン）
- フルハウス（トッド、カリーム・アブドゥル＝ジャバー〈本人〉）
- フレンズ（ピート）
- フロスト警部（ジャック・フロスト警部〈デヴィッド・ジェイソン〉）
  - 孤独な復讐〜「フロスト気質」より〜
  - 狙われた天使〜「フロスト気質」より〜
  - 死の淵からの生還（ニューシーズン1）
  - 野生の犠牲者（ニューシーズン2）
  - 報道の真実（ニューシーズン3）
- ブロッサム（ニック・ルソー〈テッド・ウォス〉）
- 北京バイオリン（江國華〈ジャン・グォホァ〉先生〈ワン・ズーフェイ〉）
- ヘラクレス/魔境の女戦士（ヘラクレス〈ケヴィン・ソルボ〉）
- 冒険野郎マクガイバー 第2シーズン（フロント係）
- マスケティアーズ パリの三銃士 第9話（ギャラガー〈ロッホラン・オメーラン〉）
- また会う日まで（マック〈バリー・ボストウィック〉）
- ミステリー・グースバンプス（ベンソン氏）
- ミス・マープル「復讐の女神」（マイケル・ラフィール〈ブルース・ペイン〉）
- ミッキーマウス60周年記念（エド・マクマホン）
- 名犬ラッシー ラッシー、森を探検!
- 名探偵ダウリング神父 シーズン1 #1（フィリップ・ジェリコ）
- 名探偵ポワロ ※NHK版
  - 「なぞの盗難事件」（カーライル）
  - 「戦勝舞踏会事件」（デビッドソン）
  - 「ポワロのクリスマス」（ハリー）
  - 「満潮に乗って」（デビッド・ハンター）
- ヤングライダーズ シーズン1 #3（レッドベア）、#21（ヴァン・ドーン）
- 愉快なシーバー家 第51話（ライト）
- ロビン・フッドの娘（ロビン・フッド〈スチュアート・ウィルソン〉）※NHK-BS2版
- ロボコップ・ザ・シリーズ（アレックス・マーフィー / ロボコップ〈リチャード・エデン〉）※日本テレビ版
  - ロボコップ 新たなる挑戦
  - ロボコップ 最高機密作戦
- ワイルド・ランナーシリーズ（ゼミル・ゲーカン〈エルドゥアン・アタライ〉）
  - ワイルド・ランナー
  - ワイルド・ランナーX2
  - ワイルド・ランナーX3
- わんぱくフリッパー（ポーター・リックス）※ビデオ版

#### 海外人形劇
- サンダーバード6号（ナレーション）※ビデオ版
- Thunderbolt Fantasy 東離劍遊紀3（萬軍破[460]）
- 新 キャプテン・スカーレット（コルト）
- ネビュラ75（ガニメデ将軍）[461]

#### アニメ
- アイアンマン（マンダリン）
- アイドル忍者タートルズ（ケイシー・ジョーンズ）
- アダムス・ファミリー（ラーチ[462]）
  - アダムス・ファミリー2 アメリカ横断旅行![463]
- アニマトリックス（サディアス）
- ANIMANIACS（ボビー）
- X-MEN（テレビ東京版）（コロッサス）
- エル・ドラド 黄金の都（司祭ゼケルカーン）
- 神々の山嶺（羽生[464]）
- 劇場版 ムーミン谷の彗星 パペットアニメーション（ムーミンパパ）
- 劇場版 ムーミン 南の海で楽しいバカンス（ムーミンパパ[465]）
- ザ・シンプソンズ（リンゴ・スター、テッドお兄さん、ラブレター〈ウッドロウ・ウィルソン〉の声）
- SING/シング: ネクストステージ（ジミー・クリスタル[466]）
- スーパー・ロボット・モンキー・チーム・ハイパーフォース GO!（スケルトン・キング）
- スター・ウォーズ: ビジョンズ（ナレーション）
- スタートレック:ローワー・デッキ（ウィリアム・T・ライカー）
- スパイダーマン 新アニメシリーズ（リザード / カーティス・コナーズ）
- スピリット スタリオン・オブ・ザ・シマロン（大佐）
- スポーン（スポーン / アル・シモンズ）
- ダックテイル（ランチパッド・マクワック）
  - ダックテイル・ザ・ムービー/失われた魔法のランプ
- ダックにおまかせ ダークウィング・ダック（ランチパッド・マクワック）
- タンタンの冒険（ヨルゲン）
- チキチキマシン猛レース!（ブラック魔王[467]）
- チップとデールの大作戦（ロジャー）
- チャイニーズ・ゴースト・ストーリー スーシン（黒山老妖）
- トランスフォーマー アニメイテッド（ロックダウン[468]）
- バットマン（トゥーフェイス / ハービー・デント）
- バルト（スティールの主人）
  - バルト 新たなる旅立ち（ニジュー）
- ピノキオ 新しい冒険（パペティーノ）
- 101匹わんちゃん（トラックの整備士）※フジテレビ版
- 百妖譜（郎さん〈老人〉）
- ピンクパンサー（アリクイ、パーカマス、ヴァークザン）
- ファイナルファンタジー（ライアン・ウィタカー）
- マイリトルポニー〜トモダチは魔法〜（アイアンウィル）
- ムーミンパパの思い出（ムーミンパパ[469]）
- リトルフット（ドグ）
- リトル・マーメイド（イービル・マンタ）
- RWBY（ヘイゼル・レイナート）

### 人形劇
- こどもにんぎょう劇場（ネモ船長）
  - 「海底二万里」
  - 「続海底二万里」

### 特撮
- スーパー戦隊シリーズ
  - 超力戦隊オーレンジャー（1995年、バラリベンジャーの声）
  - 電磁戦隊メガレンジャー（1997年、カナリアネジラーの声 / メガイエロー〈変声時〉）
  - 星獣戦隊ギンガマン（1999年、ザッカスの声）
  - 救急戦隊ゴーゴーファイブ（1999年、タナトスの声）
  - 魔法戦隊マジレンジャー（2005年、ダゴンの声）
  - ゴーカイジャー ゴセイジャー スーパー戦隊199ヒーロー大決戦（2011年、ダゴンの声）
  - 宇宙戦隊キュウレンジャー（2017年 - 2018年、チャンプ / オウシブラックの声[470]） - 1シリーズ + 5作品[注 8]
  - 劇場版 騎士竜戦隊リュウソウジャーVSルパンレンジャーVSパトレンジャー（2020年、ガニマ・ノシアガルダの声）
- ビーファイターカブト（1996年、歯貝獣ネズガイラの声）
- 仮面ライダーセイバー（2020年 - 2021年、ナレーション[472]、聖剣ソードライバーシステムボイス全般[473]）
- ウルトラマンレグロス（2023年、マスターアルーデの声[474]）
- ウイングマン（2024年、リメルの声[475]）

### DVD・Blu-ray
- Sound Horizon
  - DVD & Blu-ray『Sound Horizon 第三次領土拡大遠征凱旋記念「国王生誕祭」』（ナレーション）
  - DVD & Blu-ray『Sound Horizon 「Märchen」 〜キミが今笑っている、眩いその時代に…〜』（青髭）
  - 7.5th or 8.5th Story BD『絵馬に願ひを! (Prologue Edition)』(ナレーションほか)
  - 7.5th or 8.5th Story BD『絵馬に願ひを! (Full Edition)』(ナレーション、佐久夜大山ほか)
- TYPE-MOON
  - Blu-ray『TYPE-MOON Fes. 10TH ANNIVERSARY Blu-ray Disc Box』（ライダー）

### Web
- 岩男潤子のSweet Tweet Time（2014年4月2日、スカイクラッドTV ニコニコ生放送 第73回）
- コジマステーション（第1回、2014年3月20日）[476]
- WOWOW ぷらすと（2014年6月5日、2017年3月4日、ニコニコ生放送）
- 声優のホンネ シーズン2〈第2回：大塚明夫×山寺宏一〉（2021年11月19日、ファミリー劇場CLUB）[477][478]

### ラジオ
- 岩田光央・鈴村健一 スウィートイグニッション 「甘酒横丁の口説きバー」（ラジオ大阪）
- 黒田崇矢&大塚明夫 Knock Out Voice!!（音泉 2006年10月-2007年11月）
  - CD「黒田崇矢&大塚明夫のKnock Out VOICE!! Vol.1」
  - CD「黒田崇矢&大塚明夫のKnock out VOICE!! Vol.2」
  - CD「黒田崇矢&大塚明夫のKnock Out VOICE!! Radio CD Vol.3」
  - CD/DVD「Knock Out VOICE !! The FINAL 〜CD&DVD〜」
- SUNTORY SATURDAY WAITING BAR AVANTI（「役者の親子」の話、2002年1月26日）（TOKYO FM）
- SUNTORY SATURDAY WAITING BAR AVANTI PODCAST vol.100（「役者の親子」の話、2008年2月23日配信）（TOKYO FM Podcasts & Web Radio）
- HIDECHAN! ラジオ（準レギュラー）
- Fate/Zero -ラジオマテリアル-
  - 第16回「9月といえば、お祝い事の季節!?」（2009年9月17日配信）
  - 第27回「大塚さんが語るFate/Zeroとは!?」（2010年3月4日配信）
- BAY LINE GO!GO!（2015年3月4日）（bayfm）
- 星野源のラディカルアワー・リターンズ!（声の出演、2014年12月29日）（NHK-FM）
- 今日からマ王! 眞魔国放送協会（第47、48回）
  - DJCD 今日からマ王!「眞魔国放送協会（SHK」vol.5」
- 戦魂ラジオ〜織田の陣〜（音泉：2015年8月1日 - ）[479]
- TVアニメ「アフリカのサラリーマン」社畜のみなさんの為のラジオです（音泉：2019年10月4日 - 2020年1月24日）[480]
- 朗読「大塚明夫が読む、吉川英治『宮本武蔵 最終章』」（2025年7月5日 - 26日、NHKラジオ第1）[481] - 「魚歌水心」の章を全4回で朗読

### ラジオドラマ
- FMシアター「ニューワールド」（蛇乃島）
- 押井守シアター ケルベロス鋼鉄の猟犬（ヴォルフガング・マイヤー大佐）
- クロックタワー2（バートン、シザーマン）
- 青春アドベンチャー「王の眠る丘」（蒼馬天将）
- VOMIC 死神監察官雷堂（雷堂鑑）
- 特集オーディオドラマ「星を掘れ!」（水沢）
- 「帰りたいサラリーマン」（会社犬オフコース[482]）
  - サラリーマンBLACK（会社犬オフコース[483]）

### CD
- Sound Horizon シリーズ
  - 1st Maxi Single 少年は剣を…（ナレーション）
  - 5th Story CD Roman（ナレーション/M1、M3、M5）
  - 6th Story CD Moira（ナレーション、キャラクターボイス）
  - Prologue Maxi「イドへ至る森へ至るイド」（ナレーション）
  - 7th Story CD Märchen（青髭）

#### ドラマCD
- 暁のアマネカと蒼い巨神シリーズ（オーギ・カットラス）
  - VOL.01 パシアテ文明研究会・部室 in SUMMER
  - VOL.02 プロスペロ発明工房 in WINTER
- 浅見光彦シリーズ「後鳥羽伝説殺人事件」（浅見陽一郎）
- 綾音ちゃんハイキック! CDシネマ（丹下国光）
- ignition 〜笑いへの軌跡〜（劇団代表・森山）
- イノセント・サイズ（六田勝）
- インターネットパイロットドラマ・2.5大作戦（頭金・ゼロ）
- Weiß kreuz シリーズ（薊）
  - Weiß kreuz Dramatic Precious 1st STAGE SLEEPLESS NIGHT
  - Weiß kreuz Dramatic Precious 2nd STAGE TEARLESS DOLLS
  - Weiß kreuz Dramatic Precious 3rd STAGE HOPELESS ZONE
- ヴァンパイアシリーズ
  - 電撃CD文庫EX ヴァンパイア 〜ザ ナイト ウォーリアーズ〜（デミトリ）
  - ヴァンパイアハンター外伝〜宿命の旅人ドノヴァン〜（ナレーション）
  - ヴァンパイアハンター The Animated Series（デミトリ）
- 吸血姫美夕〜スペシャルドラマII〜（冷羽の父）
- 美しい男（ガンディ）
- #000000ウルトラブラックシリーズ（司馬瑛秀）
  - #000000ウルトラブラック Love Me Tender
  - #000000ウルトラブラック Missing Link
- 王都妖奇譚〜化石の海〜（良源）
- Cafe吉祥寺で シリーズ（三鷹雄一）
- KEY THE METAL IDOL RADIO PROGRAM 3「憧れ」（青射）
- KIZUNA-絆- シリーズ（荒木政則）
- 機動戦艦ナデシコ お洒落倶楽部（ミスマル・コウイチロウ）
- CLASH! 〜Strange Detectives〜シリーズ（市村重宣）
- 恋の診察室 シリーズ（結城昭秀）
  - 恋の診察室1
  - 恋の診察室2 〜診療時間〜
- サイキックフォース（ナレーション）
- ザ・キング・オブ・ファイターズシリーズ（ナレーション）
  - ザ・キング・オブ・ファイターズ'96 ドラマCD
  - ザ・キング・オブ・ファイターズ'97 ドラマCD 〜激突編〜
  - ザ・キング・オブ・ファイターズ'97 ドラマCD 〜宿命編〜
  - ザ・キング・オブ・ファイターズ'98 DREAM MATCH NEVER ENDS ドラマCD
  - ザ・キング・オブ・ファイターズ'99 ドラマCD
- THE八犬伝（犬村大角）
- 叫んでやるぜ!シリーズ（小泉天竜）
- 電撃CD文庫 真サムライスピリッツ（牙神幻十郎）
- サンダーバード秘密基地セット（ザ・フッド）
- JANE オフェリアナイト（ライナス・エスクード・クライブ）
- JOKER（バーリー）
- シャーロック・ホームズシリーズ：バスカヴィル家の犬（ステープルトン）
- 灼眼のシャナ ドラマディスク（“天壌の劫火”アラストール）
- 集英社カセットコミックシリーズ 花の慶次 -雲のかなたに-（前田慶次）
- 集英社カセットブック ジョジョの奇妙な冒険（モハメド・アヴドゥル）
- 少年濡れやすく恋成りがたし シリーズ（並木水人）
- 私立クレアール学園 理事長・鷹見隼人の華麗なる日々（鷹見隼人）
- シロナガス島への帰還（2022年、池田戦[484]）
- 新機動戦記ガンダムW BLIND TARGET（ナレーション）
- スダッチャー（ジャン・ジャック・ギブスン）
- ドラマCD ストリートファイターEX シリーズ（ナレーション）
- ストリートファイターII 復讐の戦士（サガット）
- 星界の戦旗（サムソン・ボルジュ＝ティルサル・ティルース）
- 声優だぁ〜い好き3 ゆびきりげんまん
- ZERO ZANY. シリーズ（ラーク）
  - ZERO ZANY.
  - ZERO ZANY. CODE-02
- ZONE-00 劇-III（叢雲）
- オフィシャルドラマCD チェインクロニクル vol.1、vol.2（黒の王）
- 超光速グランドール（グランナイト）
- TWIN SIGNAL（音井信之助）
- でたとこプリンセス（国王）
- ドラマCD Devil May Cry Vol.1・2（モリソン）
- TOKYO GUARDIAN Beauty & The Beast（騎士朗）
- DOGS/BULLETS&CARNAGE(ミハイ)
- ドラゴンハーフ 大人気テレビまんが大行進（ダマラム）
- トリニティ・ブラッド R.A.M. シリーズ（レオン・ガルシア）
- 二世の契り ドラマCD 〜IT戦国時代〜（刀儀兼久）
- 忍たま乱太郎 ドラマCD は組の段〜中巻〜（山田伝蔵）
- のるかSOULか（大塚明夫&坂本千夏）
- はいぱーぽりす 外伝 これが誤解の追いかけっこ？（バタネン藤岡）
- はいぱーぽりす 外伝 いで湯、湯の花、恋の花（バタネン藤岡）
- 爆炎CAMPUSガードレス 徹底攻略公式ガイド（鬼島藤太）
- 花のあすか組! 外伝（ナレーション）
- honeybee 羊でおやすみシリーズ 特別編 「モテるオヤジのときめきベッドルーム」
- BALLAD（香彩亘）
- PIANOシリーズ（野村誠司）
- ファイアーエムブレム 旅立ちの章（ハーディン）
- ファイアーエムブレム 黎明編/紫嵐編（タリス王）
- FALCOM SPECIAL BOX '89 [DISC6] SURROUND THEATER イースより「挿入曲」（魔道士・ダレス〈ダームの手下〉）
- ドラマCD PHANTASY STAR NOVA（オルクス）
- Fate/Zero（ライダー）
- ヒプノシスマイク（帳残星）
- ブラックロッド（ブラックロッド）
- planetarian（プラネタリアン） ドラマCD 第二章 エルサレム（マードック）
- フルメタル・パニック! 通販限定ドラマCDシリーズ（リチャード・ヘンリー・マデューカス）
- ブレス オブ ファイアIII（ガーランド）
- 星のパイロット
- マザーキーパー（グレアム＝グレッグソン）
- 魔神英雄伝ワタル4 CDシネマ3「YOUNGシバラクの冒険」（青眼幻十郎）
- 勇者様のお師匠様（リッグス[485]） - 小説第3巻サウンドドラマDL特典
- ドラマCD マナケミア 〜学園の錬金術士たち〜（サルファ）
- ラジオドラマ メタルギアソリッド（ソリッド・スネーク）
- METAL GEAR SOLID PEACE WALKER 平和と和平のブルース（スネーク）
- ドラマCD 悠久幻想曲 2nd Album（リカルド・フォスター）
- ドラマCD 悠久幻想曲 ensemble（リカルド・フォスター）
- LUNAR SILVER STAR STORY（レイク）
  - The Champion（2019年）
  - Enter the Hypnosis Microphone（2019年）

#### 朗読CD
CDを媒体としたオーディオブックについては#オーディオブックの節を参照。
- 教育出版「伝え合う言葉 中学国語3」朗読CDより 「素顔同盟」（ナレーション）
- 戦国武将物語〜豪傑編 その弐〜
  - 『第五話「榊原康政物語」』
- DEARS朗読物語〜Vol.3 日本の昔話
  - 『桃太郎』
  - 『舌切りすずめ』

### ナレーション

#### バラエティ
- 海の脅威（4回シリーズ）（1990年9月）
- ドキュメンタリー 収容所の長い日々 日系人と結婚した白人女性（1991年5月3日）
- 孔子傳 中国の大思想家孔子 時は2500年前・動乱の春秋時代（1995年11月3日）
- ジャズ・コレクション（4回シリーズ）（1998年1月）
- 人類初の宇宙飛行士はだれ?（2000年3月3日）
- オーストラリアのトラック野郎たち（2000年9月12日）
- 北京映画学院夢物語 〜美少女たちのサバイバルレース〜（2001年9月19日）
- 世界・ふしぎ発見!（2007年11月3日、2020年11月21日）
- どうぶつ奇想天外!（2007年12月16日（スペシャル）、2008年2月10日、2009年1月25日以降） ※不祥事で降板した小島一慶の代理レギュラー担当
- 夏の体のお悩み解決!名医が答えるレストラン（2009年7月25日）
- 21世紀の最新鋭艦 特別版（2016年9月10日）
- コエキタ!!（2012年4月17日 - 2013年3月26日）
- 12年ぶりに今夜復活!ものまね王座決定戦!芸能界日本一は誰だ?大激突トーナメントSP（2012年7月6日）
- 日本一は誰だ!? ものまね王座大決定戦 最強トーナメント 超下克上スペシャル!!（2012年12月28日）
- 池上彰のワールドニュース深読みスペシャル（2014年4月5日・6日）
- 嵐にしやがれ（2014年6月7日 - 2015年3月）
- タイタニック・極限の人間ドラマ（2001年2月9日）
- 飛び出せ!科学くん地球大探検SP（2009年3月30日）
  - 飛び出せ!科学くん（2009年4月6日 - 2011年9月24日）
    - 飛び出せ!科学くん 巨大!大群!超危険!世界のスゴイ動物映像 命がけで撮ってきたぞSP（2013年5月5日）
- ノンフィクションW
  - 「アカデミー賞に嫌われた男〜ヒッチコックはなぜ獲れなかったのか〜」（2012年2月24日）
  - 「NBAドキュメンタリー」
- なかのひと。（2013年4月2日 - 2014年3月25日）
- 「ボストン・セルティックス、伝統と誇り（3回シリーズ）」（2012年3月8日）
- 「デンバー・ナゲッツ、再生への道のり（3回シリーズ）」（2013年1月5日）
- 「ヘプバーンが本当に伝えたかったこと〜妖精はなぜ銀幕を去ったのか〜」（2013年2月8日）
- 世界遺産“三大迷宮”ミステリー（2013年3月29日）
  - 世界遺産“三大迷宮”ミステリーII 2013年9月20日）
    - 世界遺産‟三大迷宮”ミステリーIII（2014年3月28日）
- 報道ステーション年末スペシャル（2013年12月24日）
- ものまね王座大決定戦 新王者誕生スペシャル（2013年12月28日）
- け〜ぶるノススメ（ジャパンケーブルネット）
- 月曜プレミア! 愛憎歴史ミステリー女たちの裏日本史禁断の大奥SP!!（2010年10月25日）
- 世界がビビる夜〜UFO・UMA・巨大生物を追え!〜（2014年3月27日）
- FNS 正月だよ!オールハワイナイトフジ2015 ハワイにいる芸能人大集合!お年玉つき生放送SP（2015年1月1日）
- ありえへん∞世界（声の出演）
- ちょっとザワつくイメージ調査 もしかしてズレてる?（2017年1月23日 - 12月25日）
- 10万円でできるかな（2017年10月4日 - ）
- 組立再生！リアセンブラー（ジェームズ・メイ）（ディスカバリーチャンネル）
- 夢のおもちゃプロジェクト（ジェームズ・メイ）（ディスカバリーチャンネル）※大川透の療養に伴う代役
- NHKスペシャル MEGAQUAKE 南海トラフ巨大地震 迫りくる“Xデー”に備えろ（2018年9月1日）
- AKB48 ネ申テレビ（2022年8月18日 - ）
- 解体キングダム（2023年4月5日 - ）
- 明鏡止水 〜武のKAMIWAZA〜（2021年3月19日 - ）
- 明鏡止水 武の五輪（2024年5月22日 - ）
- RAMEN JAPAN（2024年6月29日 - ）

#### 音楽番組
- 第47回輝く!日本レコード大賞（2005年12月31日）※総合ナレーション

#### CM
- バンダイ『機動戦士Vガンダム』プラモデルCM（1993年）
- アスキー『時空探偵DD 幻のローレライ』（1996年）
- バンプレスト『第4次スーパーロボット大戦S』（1996年）
- バンダイ『機動戦士ガンダム外伝 THE BLUE DESTINY』（1996年）
- 元気『首都高バトルR』（1997年）
- バンプレスト『全スーパーロボット大戦 電視大百科』 （1998年）
- バンプレスト『スーパーロボット大戦F（プレイステーション版）』 （1998年）
- バンプレスト『スーパーロボット大戦F 完結編（プレイステーション版）』（1999年）
- エーザイ「セルベール整胃錠」 テレビCM「効いた!」篇（2006年1月 - 3月）
- 手塚キャラスクラッチテレビCM「ブラック・ジャック」スクラッチ篇（ブラック・ジャックの声）
- コナミ『ボクらの太陽 Django & Sabata』（2006年）
- バンダイガンダム00シリーズ（2007-2008年）
- サッポロビール「凄味」（2007年）
- JeepJapan テレビCM（2012年）
- イー・モバイルテレビCM「Crying Monkey」篇（ニホンザル「はやはや君」〈声・小山力也〉の同僚役のニホンザルの吹き替え、2008年1月 - ）
- KADOKAWA エンターブレイン「健全ロボ ダイミダラー」（2014年4月 - ）
- カプコン「ロックマンゼクス アドベント」（2007年）
- カプコン「デビルメイクライ4」（2008年）
- カプコン「ロストプラネット3」（2013年）
- ガリバーインターナショナル テレビCM（2014年9月 - ）
- ガンホー・オンライン・エンターテイメント「ケリ姫スイーツ」公式PVナレーション（2014年11月）
- グリコ「ごはんによくあう 豚もやしのねぎ味噌炒めの素」（2013年）
- コラムゲーム「マスター・オブ・カオス」（2013年）
- サントリー「天然水仕込 新ダイエット生」（2008年）
- タイトー「Wizrogue 〜Labyrinth of Wizardry〜」PVナレーション（2014年12月）
- TOKAI 企業イメージCM（2008年）
- TEIJIN テレビCM「ショウゲキツヨイノシシ」篇（2008年）
- 積水ハウス テレビCM「イズ/ジャパン・モダン」篇（2008年）
- セガWiiソフト「428 封鎖された渋谷で」（2008年12月）
- TBS「飛び出せ!科学くん」番宣（2009年4月）
- ケンタッキー「レッドホットウイング」（2009年6月）
- タイラグループ「ワンダーランド」（2009年 - 2013年）
- テレビCM「ゼブラーマン ゼブラシティの逆襲」(2010年4月)
- テレビCM「ロックアウト」（2012年11月）
- テレビCM「RED/レッド」（2010年）
- テレビCM「REDリターンズ」（2013年）
- 20世紀フォックス『コマンドー＜日本語吹替完全版＞コレクターズBOX』PVナレーション（2012年12月）
- ソニー・コンピュータエンタテインメント 「ゲームの秋、到来。“PlayStation 4” 2015秋」（2015年9月 - ）
- IDOM「ガリバー」「ガリバーミニクル」（2016年7月 - ）
- カロリーメイト  「小さな栄養士シリーズ：裏を見るな編」（2017年4月）[486]
- 電撃文庫「錆喰いビスコ」（2018年）[487]
- 富士見ファンタジア文庫「のけもの王子とバケモノ姫」 音声付きスペシャルPV（2019年）[488]
- バンダイ『仮面ライダーセイバー』CM（2020年）
- Cygames「ウマ娘 プリティーダービー」（2021年）[489]
- アクティビジョン・ブリザード「コール オブ デューティ モダン・ウォーフェアII」「共闘」篇（2022年11月1日 - ）[490]
- So-net 光10ギガ（2025年）[491]

#### DVD
- 映像が語る20世紀（全21巻）
- エビの向こうにアジアが見える
- 大日本帝国海軍史（全4巻）
- 敦煌 -シルクロードの真珠-（DVD-BOX 6枚組）

### ボイスオーバー
- アンソニーの世界弾丸ツアー - アンソニー・ボーディン
  - アンソニー世界を喰らう シーズン6（2012年5月13日 - ）
  - アンソニー世界を駆ける（2013年12月21日 - ）
- UFC登竜門 ジ・アルティメット・ファイター ヘビー級バトル - ラシャド・エヴァンス
- 小野坂VS中村 サバイバルクエスト 第4回（2014年4月13日） - 指令の声
- 世界一受けたい授業（2008年1月26日） - エリック・ウアネス
- 世界・ふしぎ発見!（2015年1月31日） - ムーミンパパの声
- 日曜洋画劇場 - オープニングナレーター、CMのナレーション
- 番組たまご - 謎缶（なぞかん）、謎缶刑事カーン
- 「80年代演劇大全集 小さな劇場の大きな冒険 舞台「きらめく星座」-昭和オデオン堂物語-」（1997年11月11日）
- NHK高校講座 世界史「産業革命と社会問題」（2012年11月15日） - 語り、カール・マルクスの声
- シャキーン!（2012年4月9日 - 不明） - チャイレ星人ナレーション
- 「新世紀演劇パレード 鰹群 -ぐるーぷえいと公演-」（2001年5月19日）
- 戦後史証言プロジェクト 知の巨人たち 第8回 手塚（2015年1月31日）

### テレビドラマ
- 動物のお医者さん（2003年） - ヒヨちゃんの声
- ケータイ刑事 銭形零 1stシリーズ 第12話（2004年） - 渡部靖男 役
- 真夜中の百貨店〜シークレットルームへようこそ〜（2016年 - 2017年） - コンシェルジュ[492][493]
- モブサイコ100（2018年） - エクボの声
- dele 最終話（2018年9月14日） - 辰巳仁志 役
- NHK 大河ドラマ 麒麟がくる 第1話（2020年1月19日） - 宗次郎 役[494]
- 伝説のお母さん 第4話（2020年2月22日） - アキラ 役[495]
- ソロ活女子のススメ（2021年4月3日 - 6月19日） - ナレーション
  - ソロ活女子のススメ2（2022年4月7日 - 5月26日）[496]
  - ソロ活女子のススメ3（2023年4月6日 - 6月22日）[497]
  - ソロ活女子のススメ4（2024年4月4日 - 6月20日） - ホテルのバーテンダー 役（第11話ゲスト）も担当[498]
  - ソロ活女子のススメ5（2025年4月3日 - 6月5日）[499]
- ゆるキャン△2 第2話（2021年4月9日） - リンの祖父の声[500]
- グラップラー刃牙はBLではないかと考え続けた乙女の記録ッッ（2021年） - 板垣先生の声
- 神木隆之介の撮休 第6話（2022年2月11日） - 小野寺修吾 役[501][502]
- 警部補ダイマジン 第8話（2023年9月1日） - 三田村一馬 役
- 潜入兄妹 特殊詐欺特命捜査官（2024年、日本テレビ） - ナレーション[503]
- まどか26歳、研修医やってます!（2025年） - ドクターKの声[504]

### 映画
- 昭和鉄風伝 日本海（1991年） - ナレーション
- ブリスター!（2000年） - テラダ
- 隠し砦の三悪人 THE LAST PRINCESS（2008年） - オープニングナレーション
- 真夏のオリオン（2009年） - マイク・スチュワート艦長（デイビッド・ウィニング）の吹き替え ※日曜洋画劇場放送版
- デストロイ・ヴィシャス（2011年） - 組長
- 冴え冴えてなほ滑稽な月（2013年） - 刑事
- 乱死怒町より愛を吐いて（2015年）
- RE:BORN（2017年） - ファントム
- 映画刀剣乱舞-継承-（2019年） - ナレーター
- 時には昔の話を/森山周一郎 声優と呼ばれた俳優（2022年[505]）

### 舞台
- 石橋直人（石橋直也） 主催
  - 『鏡と涙と伊右衛門と〜新四谷怪談』（2007年）
  - 『この大地を照らす暁の如く』（2009年）
  - 次賀慎一朗 さよなら公演『或る人斬り』（2014年）
- GACKT 主催
  - 『眠狂四郎無頼控』（ナレーション）（2010年）
- 劇団AUN 主催
  - 『楊貴妃』（1997年）
  - 『リア王』（2000年）
  - 『リア王』（ケント伯爵、2001年）
  - 『リチャード三世』（ヘースティングス卿、オクスフォード卿、2002年）
  - 『マクベス』（バンクオー、2008年）
  - 『アントニーとクレオパトラ』（セクストゥス・ポンペイウス、2009年）
  - 『十二夜』（アントーニオ、2012年）
  - 『冬物語』（ポリクシニーズ、2013年）
  - 『有馬の家のじごろう』（桐野利秋、2014年）
  - 『リア王』※朗読劇（リア王、2015年）
  - 『黒鉄さんの方位磁石』（鈴木虎吉、2015年）
  - 『桜散ラズ…』（2016年）
- 劇団エムズカンパニー 主催
  - ファミリーミュージカル『GOD CHILD 〜思い出の使い方〜』（警官、2010年）
  - 『百鬼夜行〜約束の行方〜』（2011年）
  - 『INORI-祈り-』（2014年）
- 劇団青年座 スタジオ公演
  - 『天切り松 闇がたり 闇の花道』（銀次、語り、2013年）
- 劇団ヘロヘロQカムパニー 主催
  - 『SYU-RA〜煉〜生キルカ死ヌカ』（2006年）
  - 『燃えてサムライ 〜FINAL BURST〜』（声のみ）（2007年）
- 殺陣集団10．Quatre(テンカトル) 主催
  - 『今、一太刀 〜赤穂浪人傳〜』（2016年）
- 沢竜二 主催
  - 『大暴れ!沢竜二一座』（2007年）
- ハマコクラブキヨコクラブ 主催
  - 『たそがれの映画監督』（2012年）
  - 『プロデューサー（僕）はかく語りき』（2013年）
  - ハマキヨイベント第一弾『それが、これVol.1』（2014年）
  - 『「ひとり芝居をみんなで」〜それじゃあ ひとり芝居じゃないじゃん〜』（2014年）
  - 『「ウソと真実、両手に持って」〜ぬる〜い報道記者の、ゆる〜い戦い〜』（2016年）
- マウスプロモーション 主催
  - 『誘拐』（2003年）
  - 『新版・相続法概説』（2004年）
  - 『桜の田』（2005年）
  - 『桜の花にだまされて』（2006年）
  - 『銀と赤のきおく』（2008年）
  - 『桜の下のハムレット』（2010年）
  - 朗読・ラジオもどき番外編 その弐『南総里見八犬伝』（2013年）
- グループK 主催
  - 『笑う警官』（2013年）
- グループK番外公演・直也の会合同企画
  - 『愚かもの梶鉄』（2015年）
  - 『夜光』（2017年）
- こまつ座 主催
  - 『きらめく星座』（1985年）
  - 『雨』（1987年）
- ロウドクノチカラ 主催
  - 『魔王』（2014年、犬養舜二の声）
- ロード・エルメロイII世の事件簿 -case.剥離城アドラ-（2019年12月15日 - 2020年1月19日、千葉県 / 東京都 / 大阪府 / 福岡県 / 東京都 5公演） - ライダー 役（声の出演）
- 俺女会主宰 納谷六朗三回忌追善公演
  - とりとめなくとりとめなく 〜或る老優は語る〜（2017年）
- 『ブラック・ジャック』漫劇!! 手塚治虫 第5巻 The Fusion of Comics & Theater（2024年、未来のブラック・ジャック）[506]
- 『TASTE OF SOUND WAVE Reading with Live music Sherlock Holmes 4』（2024年）[507]
- 『THANATOS〜タナトス〜』（2024年、デイヴィッド・スウェイン警部[508]）
- ノサカラボ公演 
  - 『Reading Echoes Fiend/Friend in 20faces』（2025年、明智小五郎[509]）
  - 『TASTE OF SOUND WAVE Readings with Live music Sherlock Holmes #5』（2025年[510]）
- 『ゲゲゲの鬼太郎2025』（2025年、ねずみ男[511]）

舞台DVD
- マウスプロモーション 主催
  - 『誘拐』（2003年）
  - 『新版・相続法概説』（2004年）
  - 『桜の田』（2005年）
  - 『桜の花にだまされて』（2006年）
- 劇団ヘロヘロQカムパニー 主催
  - 『SYU-RA〜煉〜生キルカ死ヌカ』（2006年）
  - 『燃えてサムライ 〜FINAL BURST〜』（声のみ）（2007年）
- 劇団AUN 主催
  - 『マクベス』（2008年）
  - 『アントニーとクレオパトラ』（2009年）
  - 『十二夜』（2012年）
  - 『冬物語』（2013年）
  - 『有馬の家のじごろう』（2014年）
  - 『黒鉄さんの方位磁石』（2015年）
  - 『桜散ラズ…』（2016年）
- 石橋直人 主催
  - 『この大地を照らす暁の如く』（2009年）
- 劇団エムズカンパニー 主催
  - 『GOD CHILD 〜思い出の使い方〜』（2010年）
  - 『百鬼夜行〜約束の行方〜』（2012年）
- ハマコクラブキヨコクラブ 主催
  - 『たそがれの映画監督』（2012年）
  - 『プロデューサー（僕）はかく語りき』（2013年）
  - 『「ひとり芝居をみんなで」〜それじゃあ ひとり芝居じゃないじゃん〜』（2014年）

### パチンコ・パチスロ
- CRフィーバー銀河鉄道物語（2006年、シュワンヘルト・バルジ）
- スカイラブ3（2011年、ジオ・エランドル）
- 新世紀ぱちんこCR攻殻機動隊 STAND ALONE COMPLEX（2012年、バトー）
- 3×3EYES 聖魔覚醒（2016年、ベナレス）
- 攻殻機動隊 S.A.C. 2nd GIG（2017年、バトー）
- 賞金首2（2017年、ウォルター）
- Pフィーバーアクエリオン ALL STARS（2020年、不動GEN）

### オーディオブック
CD媒体
- ききみみ名作文庫 第4集
  - 芥川龍之介『蜘蛛の糸』（朗読）
  - 芥川龍之介『杜子春』（朗読）
- ききみみ名作文庫 第8集
  - 太宰治『走れメロス』（朗読）
  - 太宰治『桜桃』（朗読）

データ配信
- 朗読チャリティー企画 文芸あねもねR 山本文緒『子供おばさん』（2015年、朗読[512]）
- 松下幸之助『道をひらく』（2017年、朗読[513]）
- 梶山三郎『トヨトミの野望 小説・巨大自動車企業』（2018年、御子柴宏[514]）

### 玩具
- バンダイガシャポン「サウンドロップコンパクトガンダム30周年記念宿命のライバル編」（2009年8月、アナベル・ガトー）
- 宇宙戦隊キュウレンジャー キュータマ合体13 DX オリオンバトラー（2017年10月、チャンプ）
- 仮面ライダーセイバー関連商品（システム音声）
  - DXピーターファンタジスタワンダーライドブック（2020年8月）
  - 変身ベルト DX聖剣ソードライバー（2020年9月）
  - DX水勢剣流水エンブレム&ライオン戦記ワンダーライドブック（2020年9月）
  - DXソードライバー必冊ホルダー&ジャッ君と土豆の木ワンダーライドブック（2020年9月）
  - 変身聖剣 DX土豪剣激土（2020年9月）
  - バイク変形 DXディアゴスピーディーワンダーライドブック（2020年9月）
  - DX雷鳴剣黄雷エンブレム&ランプドアランジーナワンダーライドブック（2020年10月）
  - DXストームイーグルワンダーライドブック（2020年10月）
  - DXライドブックホンダナー&01AI開発録ワンダーライドブック（2020年10月）
  - DXディケイド世界旅行記ワンダーライドブック（2020年10月）
  - DXジオウ降臨暦ワンダーライドブック（2020年10月）
  - 変身聖剣 DX風双剣翠風（2020年10月）
  - 納刀ベルト DXソードオブロゴスバックル&こぶた3兄弟ワンダーライドブック（2020年10月）
  - 変身ベルト DX闇黒剣月闇&邪剣カリバードライバー（2020年10月）
  - DX天空のペガサスワンダーライドブック（2020年10月）
  - DXア ニューレジェンド クウガワンダーライドブック（2020年10月）
  - DXエグゼイド医療日誌ワンダーライドブック（2020年10月）
  - DXパンドラビットのビルドワンダーライドブック（2020年10月）
  - トライク変形 DXガトライクフォン（2020年10月）
  - DXキングエクスカリバー&キングオブアーサーワンダーライドブック（2020年10月）
  - DXドライブ警察24時ワンダーライドブック（2020年11月）
  - DXゴースト偉人録ワンダーライドブック（2020年11月）
  - DX戦国鎧武絵巻ワンダーライドブック（2020年11月）
  - DX西遊ジャーニーワンダーライドブック（2020年11月）
  - DXブレーメンのロックバンドワンダーライドブック（2020年11月）
  - 変身聖剣 DX音銃剣錫音（2020年11月）
  - DXトライケルベロスワンダーライドブック（2020年11月）
  - DX封神仮面演義ワンダーライドブック（2020年11月）
  - DX2011 フォーゼオデッセイワンダーライドブック（2020年11月）
  - DX希望の竜使いウィザードワンダーライドブック（2020年11月）
  - DXジャオウドラゴンワンダーライドブック（2020年11月）
  - DX火炎剣烈火 サウンドアップデートエディション（2020年11月）
  - DXダブル探偵日誌ワンダーライドブック（2020年12月）
  - DXオーズアニマルコンボ録ワンダーライドブック（2020年12月）
  - DXドラゴニックナイトワンダーライドブック（2020年12月）
  - DXドラゴニックブースター&キングライオンブースター（2020年12月）
  - DXキングライオン大戦記ワンダーライドブック（2020年12月）
  - 変身ベルト DX光剛剣最光&聖剣サイコウドライバー（2020年12月）
  - DXアルターライドブックセット（2021年1月）
  - DXエックスソードマンワンダーライドブック（2021年2月）
  - DXプリミティブドラゴンワンダーライドブック（2021年3月）
  - 変身ベルト DX無銘剣虚無&覇剣ブレードライバー（2021年3月）
  - DXエモーショナルドラゴンワンダーライドブック（2021年3月）
  - DXエレメンタルドラゴンワンダーライドブック（2021年3月）
  - DXタテガミ氷獣戦記ワンダーライドブック（2021年4月）
  - DX刃王剣クロスセイバー（2021年6月）
  - DXスペクター激昂戦記ワンダーライドブック+カノンスペクター&友情バーストゴーストアイコン（2021年6月）
  - DXスーパーヒーロー戦記ワンダーライドブック（2021年7月）
  - 変身聖剣 DX時国剣界時（2021年8月）
  - 変身聖剣 DX煙叡剣狼煙（2021年8月）
  - DXオムニフォース&グリモワールワンダーライドブック+ドゥームズドライバーバックル（2022年1月）
  - DX究極大聖剣 火炎剣烈火・水勢剣流水・雷鳴剣黄雷 エンブレムセット（2022年2月）
  - DXワンダーオールマイティワンダーライドブック（2022年2月）
  - DXアルティメットバハムートワンダーライドブック（2022年3月）※『仮面ライダーセイバー ファイナルステージ&番組キャストトークショー DXアルティメットバハムートワンダーライドブック版』に付属
  - DXアラビアーナナイト&月光雷鳴剣黄雷エンブレム+アメイジングセイレーンワンダーライドブック（2022年5月）※『仮面ライダーセイバー 深罪の三重奏 DXアラビアーナナイト&アメイジングセイレーンセット付属版』に付属
  - DX究極大聖剣 闇黒剣月闇（2023年7月）
  - DXタッセルダークワンダーライドブック（2023年10月）
  - DX黒嵐剣漆黒エンブレム&骸骨忍者伝ワンダーライドブック（2023年10月）
  - DX究極大聖剣 無銘剣虚無（2024年9月）

### その他コンテンツ
イベント
- 「ETERNAL VALENTINE in HOTEL MAUSU」（2005年1月30日、新橋ヤクルトホール） - ラジオイベント
- 大塚明夫 写真集 出版記念展覧会（2008年6月17日 - 29日、ホワイトキュ-ブKYOTO）
  - 大塚明夫 写真集 出版記念握手会:東京会場（2008年6月22日、富士見ヶ丘 スタジオドラゴンカフェ）
  - 大塚明夫 写真集 出版記念握手会:京都会場（2008年6月29日、ホワイトキュ-ブKYOTO）
- （財）かすがい市民文化財団主催コンサート「日本のアニメとゲーム 夢のシンフォニー」（2007年3月25日:春日井市民会館） - 司会
- 黒田崇矢＆大塚明夫 のKnock Out Voice!! - 公開収録イベント
  - 黒田崇矢&大塚明夫 のKnock Out Voice!! 公開収録＆握手会（2007年2月10日、富士見ヶ丘 スタジオドラゴンカフェ）
  - 黒田崇矢&大塚明夫 のKnock Out Voice!! 〜伯爵様バースデー〜（2007年4月22日、富士見ヶ丘 スタジオドラゴンカフェ）
  - 黒田崇矢&大塚明夫 のKnock Out Voice LIVE!! 〜オヤジたちの夏〜（2007年8月17日、尚美学園バリオホール）
  - 黒田崇矢&大塚明夫 のKnock Out VOICE !! 打上げライブ（2007年12月1日、イベントホールWinpa）
- 公益財団法人 とくしま産業振興機構「デジタルクリエイター人材発掘セミナー/声優について」（2012年5月4日、あわぎんホール4階大会議室）
- 「GHOST IN THE SHELL/攻殻機動隊2.0 初日舞台挨拶&トークショー」（2008年7月12日、新宿ミラノ2）
- 「新撰組インターネット（SIR）・ラジオ THE☆祭」（2002年8月23日、新宿文化センター） - ラジオイベント
- 「スーパードリームフェスティバル（SDF）大塚明夫トークショウ」（2000年4月29日、青山アミーホール）
- 「第18回 スーパーフェスティバル・AMON CARNIVALトークショー」（2000年6月11日、東京ビッグサイト）
- 「スタートレック40周年非公式トークライブ」（新宿ロストワン、2006年12月9日）
- 「声優チャリティイベント in石ノ森萬画館」（みやぎ生協文化会館アートピアホール、2014年4月12日、4月13日） - DVD発売記念
- 「戦場のヴァルキュリア」(2009年9月13日、東京・THEATRE 1010)
- 「戦国武将祭」（2010年3月6日、7日、さいたまスーパーアリーナ）
- 「TYPE-MOON Fes.」（2012年7月8日、パシフィコ横浜・国立大ホール）
- 東京国際アニメフェア連動企画
  - 「声優フェスタ春〜声の大響宴〜」（2009年3月20日、渋谷C.C. Lemonホール）
  - 「声優フェスタ春〜声の大響宴・通〜」（2010年3月20日、渋谷C.C. Lemonホール）
- 「Fate/Zero」2ndシーズン 劇場ライブビューイング前夜祭『Beginning to Zero』（2012年4月6日、角川シネマ新宿）
- （財）福井県文化振興事業団主催「親子のためのコンサート アリババと世界の音楽を楽しもう♪」（2010年5月22日、ハーモニーホールふくい小ホール） - 司会・朗読
- 「マ王降誕祭-嗚呼、栄光の一般参賀の儀-」（DVD発売記念:2004年7月31日、銀座ヤマハホール）
- 「宮部みゆきの世界 リーディングサーカスVol.1」 (2001年7月29日、東京FMホール)
- 「READING FOR THE TIES 2009 〜声で繋GO!手を繋GO!!笑顔で繋GO!!! GO!GO!!GO!!!〜」（2009年6月21日、JCBホール）
- 「朗読チャリティー企画『文芸あねもねR』トークショー」（2013年3月3日、文化放送12Fメディアプラスホール）

書籍
- 手塚治虫Oマガジン 著名人セレクション 大塚明夫編（「人間牧場」、ブラック・ジャック「シャチの詩」他）
- 文庫書籍「BLACK JACK Treasure Book」（2008年7月10日、インタビュー掲載）
- THE 声優マガジン VOICHA!（ボイチャ!）Vol.7（特別付録DVD映像特典、声優フェスタ春〜声の大響宴〜）

ライブ
- Ino-shu
  - 「Ino-shu@November Eleventh 1111」（2009年5月30日、赤坂・ノヴェンバー・イレブンス1111）
- Sound Horizon
  - 第三次領土拡大遠征凱旋記念 国王生誕祭（2009年6月27日、東京・NHKホール）
  - 国王生誕祭休日スペシャル2010（2010年6月19日・20日、東京・国立代々木競技場第一体育館）
  - Across The Horizon（2009年11月公開、ライブ映画）
  - 7th Story Concert 「Märchen」 〜キミが今笑っている、眩いその時代に…〜（2010年12月22・25・26 / 2011年1月14日、パシフィコ横浜・国立大ホール）
  - 第一次領土復興遠征（2011年8月7日、愛知県芸術劇場大ホール、2011年9月16日神奈川・横浜アリーナ）
- 星野源
  - 星野源 Live Tour 2017『Continues』（2017年5月 - 9月、声の出演）

その他
- アニメイトカセットコレクション やったらこうなっちゃったナディア（ネモ）
- ウルトラマンフェスティバル1995 ライブステージ（初代ウルトラマン）
- ALL ABOUT ストリートファイターEX 完全解析VIDEO（ナレーション）
- UFC登竜門 ジ・アルティメット・ファイター ヘビー級バトル（ラシャド・エヴァンス）
- 葛飾区郷土と天文の博物館プラネタリウム「クイズ!スター&プラネット」（謎の「裏の支配者」2002年 - 2006年）
- 国立科学博物館
  - 特別展「大哺乳類展・陸のなかまたち」（2010年3月13日から6月13日まで）（館内映像ナレーション・音声ガイド）
  - 特別展「大哺乳類展・海のなかまたち」（2010年7月10日から9月26日まで）（館内映像ナレーション・音声ガイド）
- サイエンスドーム八王子プラネタリウムリニューアル記念番組「137億光年-宇宙の果てへの旅-」（ナレーション）
  - 一支国博物館シアタールームの「一支国紹介ビデオー」（ナレーション）
- 東京ディズニーランド「ジャングルクルーズ」（ゴリ）
- ピーターパンvsフック船長〜星空の対決〜（フック船長）
- ムーミン谷のオーロラ（ムーミンパパ）
- ロマントピア藤原京'95 カプコンパビリオン ストリートファイターII 〜よみがえる藤原京〜（1995年、リュウ）
- ワンダーランド (パチンコチェーン)シリーズ（ビート、鬼瓦本部長）[515]
- 国立公文書館「平成29年春の特別展　誕生 日本国憲法」（2017年4月8日から5月7日まで）（音声ガイド）
- 戦国IXA 千万の覇者 ボイスドラマ『本能寺の変〜暁の夢〜』（2017年、織田信長）
- Amazon Alexa「ローソンラジオ」（2018年）[516]
- 朝日放送「さあ、映画の話をしよう」
- ドラえもん&Fキャラオールスターズ ゆめの町、Fランド（ギラーミン）[517]

## ディスコグラフィ

### キャラクターソング
| 発売日         | 商品名                                                            | 歌                                                     | 楽曲                                                                  | 備考                                                     |
| -------------- | ----------------------------------------------------------------- | ------------------------------------------------------ | --------------------------------------------------------------------- | -------------------------------------------------------- |
| 1995年12月1日  | BE HAPPY！ 〜常盤家の人々〜                                       | 常盤現代（大塚明夫）                                   | 「おやすみ天使達」                                                    | CDドラマティック 『BE HAPPY！ 〜常盤家の人々〜』 関連曲  |
| 2007年7月25日  | 今日からマ王！キャラクターソングアルバム みんなのうた             | フォンヴォルテール卿グウェンダル（大塚明夫）           | 「孤高の瞳」                                                          | テレビアニメ『今日からマ王！』関連曲                     |
| 2007年7月25日  | 今日からマ王！キャラクターソングアルバム みんなのうた             | 眞魔国王立合唱団                                       | 「約束」                                                              | テレビアニメ『今日からマ王！』関連曲                     |
| 2015年1月28日  | ONE PIECE ニッポン縦断! 47クルーズCD in 秋田 NOW MY HANDS GET!!!! | マーシャル・D・ティーチ（大塚明夫）                    | 「NOW MY HANDS GET!!!!」                                              | テレビアニメ『ONE PIECE』関連曲                          |
| 2017年3月22日  | glace（初回限定盤）                                               | クマ校長（大塚明夫）                                   | 「C'est la vie」                                                      | ゲーム『アイ★チュウ』関連曲                              |
| 2018年4月4日   | fleur                                                             | クマ校長（大塚明夫）                                   | 「恋のマカロン」                                                      | ゲーム『アイ★チュウ』関連曲                              |
| 2018年11月28日 | Gravity Heart                                                     | スバル・イチノセ（石川界人）、デュランダル（大塚明夫） | 「DURANDAL New ver.「語尾ンダル」」 「DURANDAL New ver.「DURANDAL」」 | テレビアニメ『宇宙戦艦ティラミスII』エンディングテーマ   |
| 2019年11月6日  | ホワイトカラーエレジー                                            | ライオン（大塚明夫）                                   | 「ホワイトカラーエレジー」                                            | テレビアニメ『アフリカのサラリーマン』エンディングテーマ |

### その他参加作品
| 発売日         | 商品名                                                                    | 歌                 | 楽曲                     | 備考                                                             |
| -------------- | ------------------------------------------------------------------------- | ------------------ | ------------------------ | ---------------------------------------------------------------- |
| 2024年12月18日 | 劇場版 忍たま乱太郎 ドクタケ忍者隊最強の軍師 オリジナル・サウンドトラック | ハミング：大塚明夫 | 「一緒に帰ろう〜追憶〜」 | 劇場アニメ『劇場版 忍たま乱太郎 ドクタケ忍者隊最強の軍師』劇中歌 |

## 著書

### 単著
- 『声優魂』星海社、2015年。ISBN 978-4061385672。
- 『大塚明夫の声優塾』星海社、2016年。ISBN 978-4061385894。

### 写真集
- 『あの頃』撮影：ハービー・山口、スタジオワープ、2008年。ISBN 978-4903451619。